# Liste der Biografien/Hun
Liste der Biografien |
Portal Biografien |
Personensuche
# |
A |
B |
C |
D |
E |
F |
G |
H |
I |
J |
K |
L |
M |
N |
O |
P |
Q |
R |
S |
T |
U |
V |
W |
X |
Y |
Z |
?
 
Ha |
Hd |
He |
Hi |
Hj |
Hk |
Hl |
Hm |
Hn |
Ho |
Hr |
Hs |
Ht |
Hu |
Hv |
Hw |
Hy
 
Hua |
Hub |
Huc |
Hud |
Hue |
Huf |
Hug |
Huh |
Hui |
Huj |
Huk |
Hul |
Hum |
Hun |
Huo |
Hup |
Huq |
Hur |
Hus |
Hut |
Huu |
Huv |
Huw |
Hux |
Huy |
Huz
Die Liste der Biografien führt alle Personen auf, die in der deutschsprachigen Wikipedia einen Artikel haben. Dieses ist eine Teilliste mit 894 Einträgen von Personen, deren Namen mit den Buchstaben „Hun“ beginnt.

## Hun
- Hun Manet (* 1977), kambodschanischer General und Politiker
- Hun Sen (* 1952), kambodschanischer PolitikerHun Sen (* 1952)

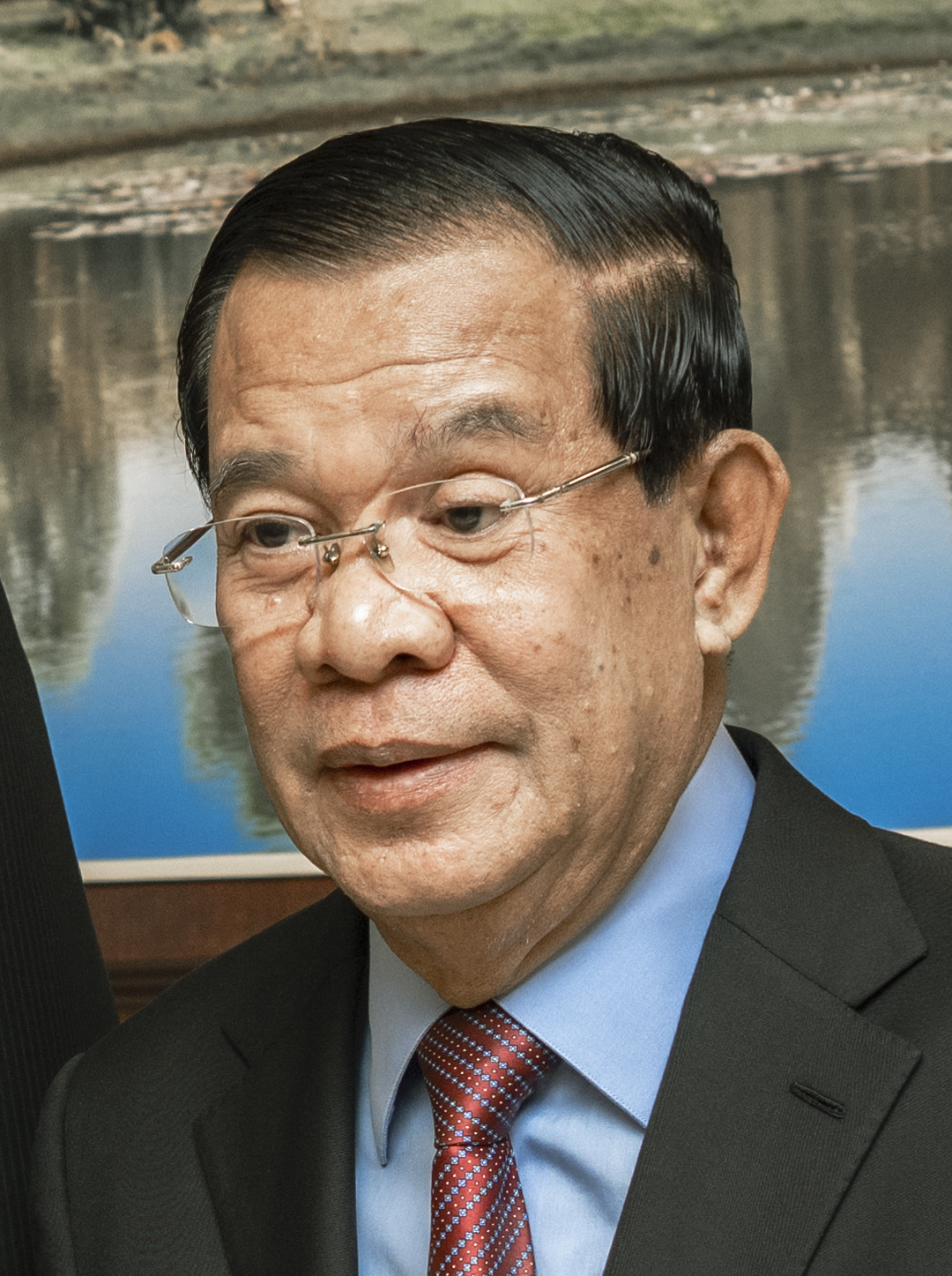
Hun Sen (* 1952)

- Hun, Ediz (* 1940), türkischer Schauspieler und ehemaliger Politiker

### Huna
- Huna bar Chijja, Amoräer
- Huna bar Jehoschua, jüdischer Gelehrter (Amoräer)
- Huna bar Natan, jüdischer Gelehrter (Amoräer)
- Huňa, Daniel (* 1979), tschechischer Fußballspieler
- Huna, Ludwig (1872–1945), österreichischer Romancier und Dramatiker
- Huna, Rab, jüdischer Gelehrter (Amoräer)
- Huna, Rudolf (* 1980), slowakischer Eishockeyspieler
- Huňady, Marián (* 1982), slowakischer Handballspieler
- Hunaerts, Joseph (1912–1979), belgischer Astronom
- Hunaeus, Elisabeth (1893–1973), deutsche Jugendleiterin, Pädagogin und Schulgründerin
- Hunaeus, Georg (1802–1882), deutscher Hochschullehrer und Geodät
- Hunaeus, Helmut (* 1895), deutscher Kapitän zur See der Kriegsmarine
- Hunaeus, Hermann (1812–1893), deutscher Architekt
- Hunain ibn Ishāq (808–873), christlich-arabischer Gelehrter und Übersetzer
- Hunal, Tomáš (* 1973), tschechischer Fußballspieler
- Hunanian, Vartan (1644–1715), armenischer Bischof in Gemeinschaft mit dem römischen Papst

### Hunb
- Hunbeorht († 870), Bischof von Elmham
- Hunbert († 842), Bischof von Würzburg

### Hunc
- Hunck-Jastram, Margareta (1913–1998), deutsche Politikerin (CDU)
- Huncke, Herbert (1915–1996), US-amerikanischer Autor, Ikone der Subkultur, Beatnik, Autor, Pionier der Schwulenbewegung, Drogenabhängiger und Kleinkrimineller
- Hunczak, Taras (1932–2024), ukrainisch-amerikanischer Historiker und Hochschullehrer
- Hunczovsky, Johann Nepomuk (1752–1798), österreichischer Arzt

### Hund
- Hund Şehzade (1422–1455), osmanische Prinzessin
- Hund und Altengrotkau, Karl Gotthelf von (1722–1776), deutscher FreimaurerKarl Gotthelf von Hund und Altengrotkau (1722–1776)

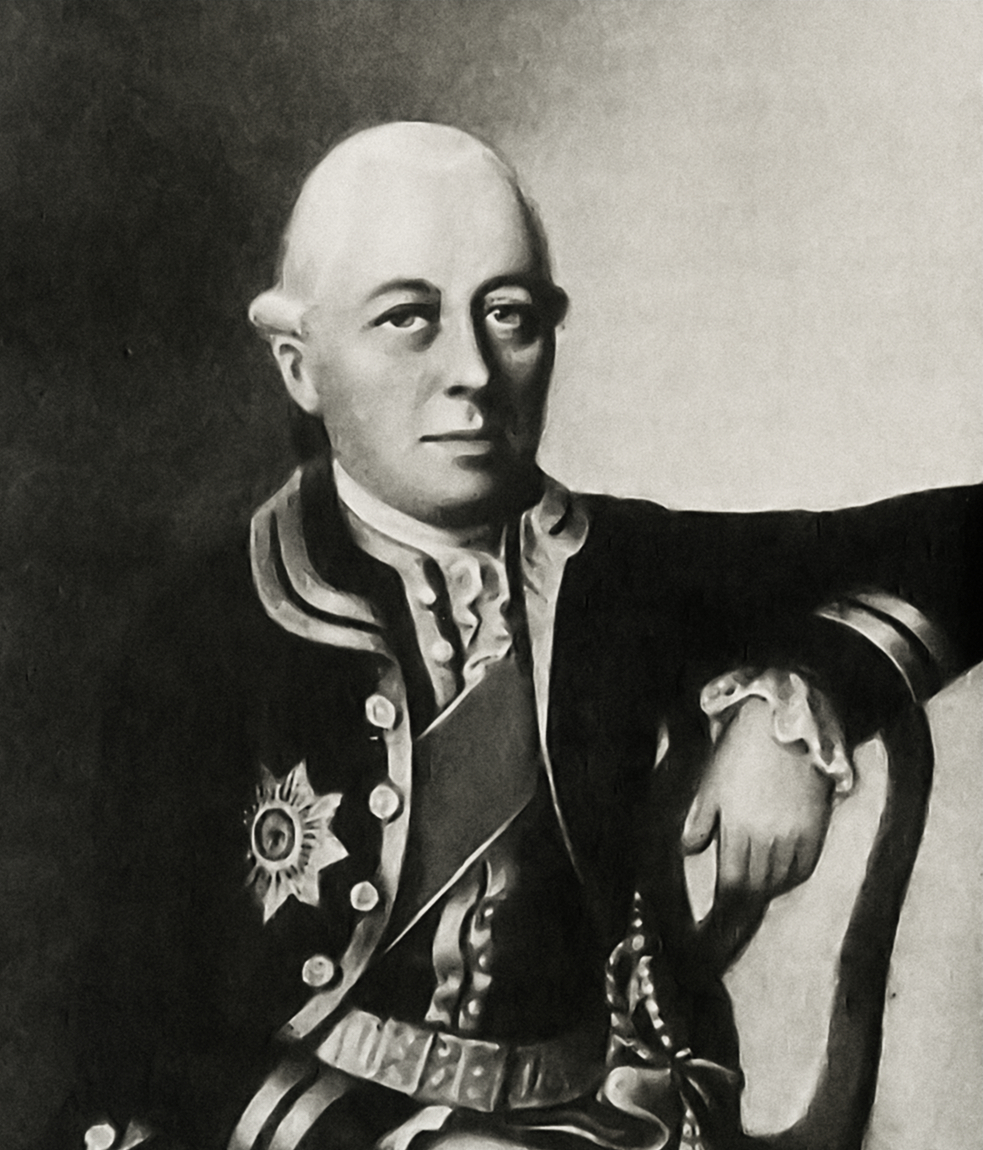
Karl Gotthelf von Hund und Altengrotkau (1722–1776)

- Hund von Saulheim, Adolph († 1668), deutscher Domdekan und Dompropst in Mainz
- Hund von Saulheim, Johann Christoph († 1624), deutscher Adliger, Domherr, Vogt und Oberamtmann
- Hund von Saulheim, Johann Friedrich († 1635), deutscher Adliger, deutscher Johanniter-Großprior, Fürst von Heitersheim
- Hund von Wenkheim, Georg († 1572), Hochmeister des Deutschen Ordens
- Hund, Barbara (* 1959), deutsch-schweizerische Schachmeisterin
- Hund, Eugen (1901–1975), deutscher politischer Funktionär (NSDAP)
- Hund, Franz (1884–1958), deutscher Politiker (SPD), MdL Württemberg-Baden und Bürgermeister
- Hund, Friedrich (1896–1997), deutscher PhysikerFriedrich Hund (1896–1997)

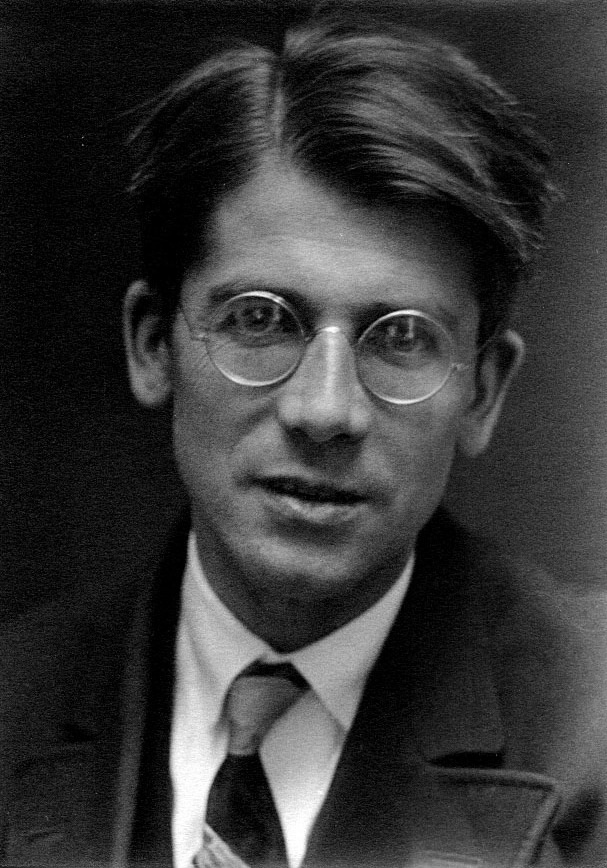
Friedrich Hund (1896–1997)

- Hund, Gerhard (1932–2024), deutscher Schachspieler, -funktionär und -journalist sowie Computerpionier
- Hund, Gerhard (1943–2015), deutscher Jazzposaunist und Bandleader
- Hund, Hans-Peter (1940–2023), deutscher Maler und Grafiker
- Hund, Heinrich (1527–1612), landgräflich Hessen-Kasseler Kanzler
- Hund, Isabel (* 1962), deutsche Schachmeisterin
- Hund, Juliane (1928–1999), deutsche Schachspielerin
- Hund, Michael (* 1946), deutscher Jurist, ehemaliger Vizepräsident des Bundesverwaltungsgerichts
- Hund, Peter (1943–2021), deutscher Politiker (SPD), MdL
- Hund, Petrus (1400–1469), deutscher Abt
- Hund, Wiguleus (1514–1588), deutscher Rechtsgelehrter und Geschichtsschreiber
- Hund, Wulf D. (* 1946), deutscher Soziologe
- Hund-Mejean, Martina (* 1960), deutsche Volkswirtin und Chief Financial Officer von Mastercard
- Hundal, Raj (* 1981), englischer Poolbillardspieler
- Hundbiß, Friedrich von (1769–1805), fürstbischöflich-konstanzischer Obervogt auf der Insel Reichenau
- Hunde, Diribe (* 1984), äthiopische Marathonläuferin
- Hundebeke, Johannes († 1420), Bischof von Lübeck
- Hundegger, Barbara (* 1963), österreichische Autorin
- Hundegger, Hans (* 1954), deutscher UnternehmerHans Hundegger (* 1954)

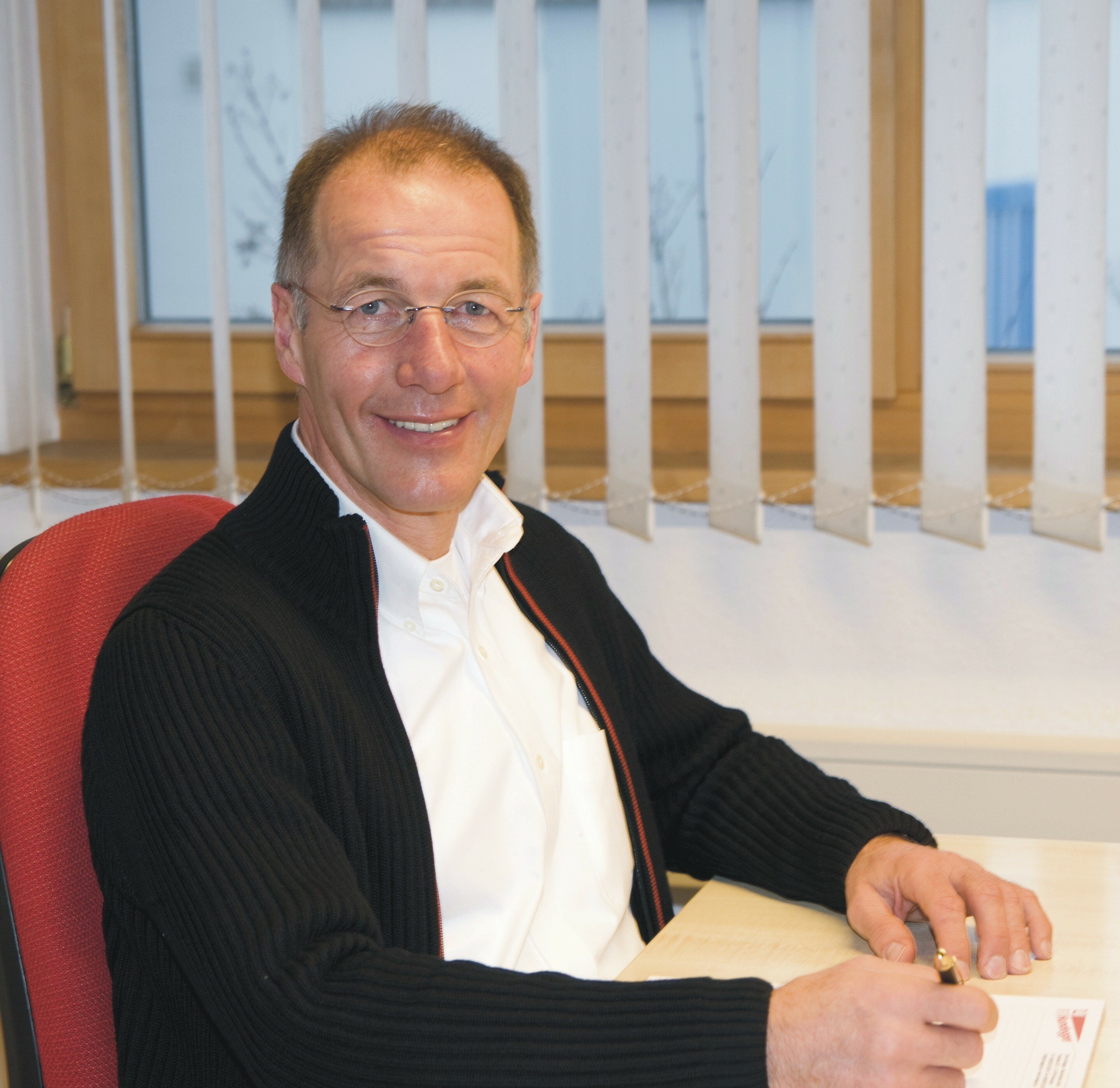
Hans Hundegger (* 1954)

- Hundeiker, Johann Peter (1751–1836), deutscher Pädagoge und Schulgründer
- Hundeiker, Johann Wilhelm (1820–1862), deutscher Kaufmann und Politiker, MdHB
- Hundeiker, Julius (1784–1854), deutscher lutherischer Geistlicher und Romanautor
- Hundeiker, Wilhelm Theodor (1786–1828), deutscher Lehrer und Pädagoge
- Hundeling, Frauke (* 1995), deutsche Ruderin
- Hundelshausen, Eduard von (1826–1910), deutscher Rittmeister, Landesdirektor und Mitglied des Provinziallandtages der Provinz Hessen-Nassau
- Hundelshausen, Moritz von (1856–1934), deutscher Verwaltungsjurist und Landrat des Kreises Pyrmont
- Hundenborn, Gertrud (* 1953), deutsche Wissenschaftlerin, Professorin für Pflegepädagogik
- Hunder, Paul (1884–1948), deutscher Fußballspieler
- Hündern, Andreas, schlesischer Beamter, Pädagoge und Schriftsteller
- Hundert, Juliane (* 1977), deutsche Juristin, Sächsischen Datenschutzbeauftragte
- Hundertmarck, Gisela (1930–1997), deutsche Erziehungswissenschaftlerin
- Hundertmarck, Hans (1901–1953), deutscher Radrennfahrer
- Hundertmarck, Kai (* 1969), deutscher RadrennfahrerKai Hundertmarck (* 1969)

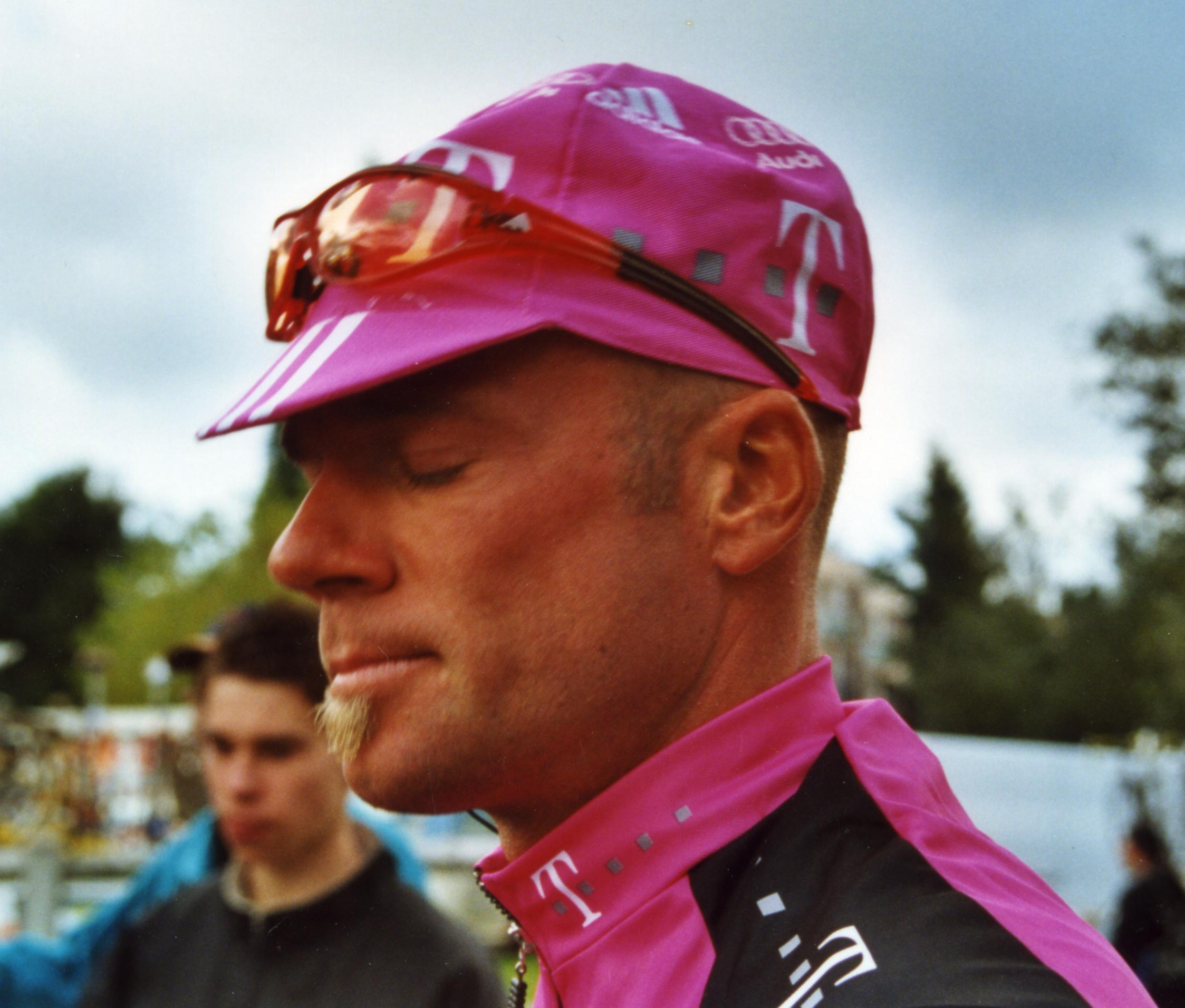
Kai Hundertmarck (* 1969)

- Hundertmark, Christin (* 1986), deutsche Karateka
- Hundertmark, Iris (* 1974), deutsche Apothekerin und Homöopathiekritikerin
- Hundertmark, Karl Friedrich (1715–1762), deutscher Mediziner
- Hundertmark, Stephanie (* 1968), deutsche Sängerin
- Hundertmark, Werner (1909–1945), deutscher Buchhändler und Dichter
- Hundertmark, Willi (1927–2016), deutscher Fußballspieler
- Hundertmark, Willy (1907–2002), deutscher KPD-Funktionär
- Hundertossen, Johann († 1606), Baumeister der Weserrenaissance
- Hundertpfund, Liberat (1806–1878), österreichischer Maler und Kunstschriftsteller
- Hundertpfund, Thomas (* 1989), österreichischer Eishockeyspieler
- Hundertwasser, Friedensreich (1928–2000), österreichischer KünstlerFriedensreich Hundertwasser (1928–2000)

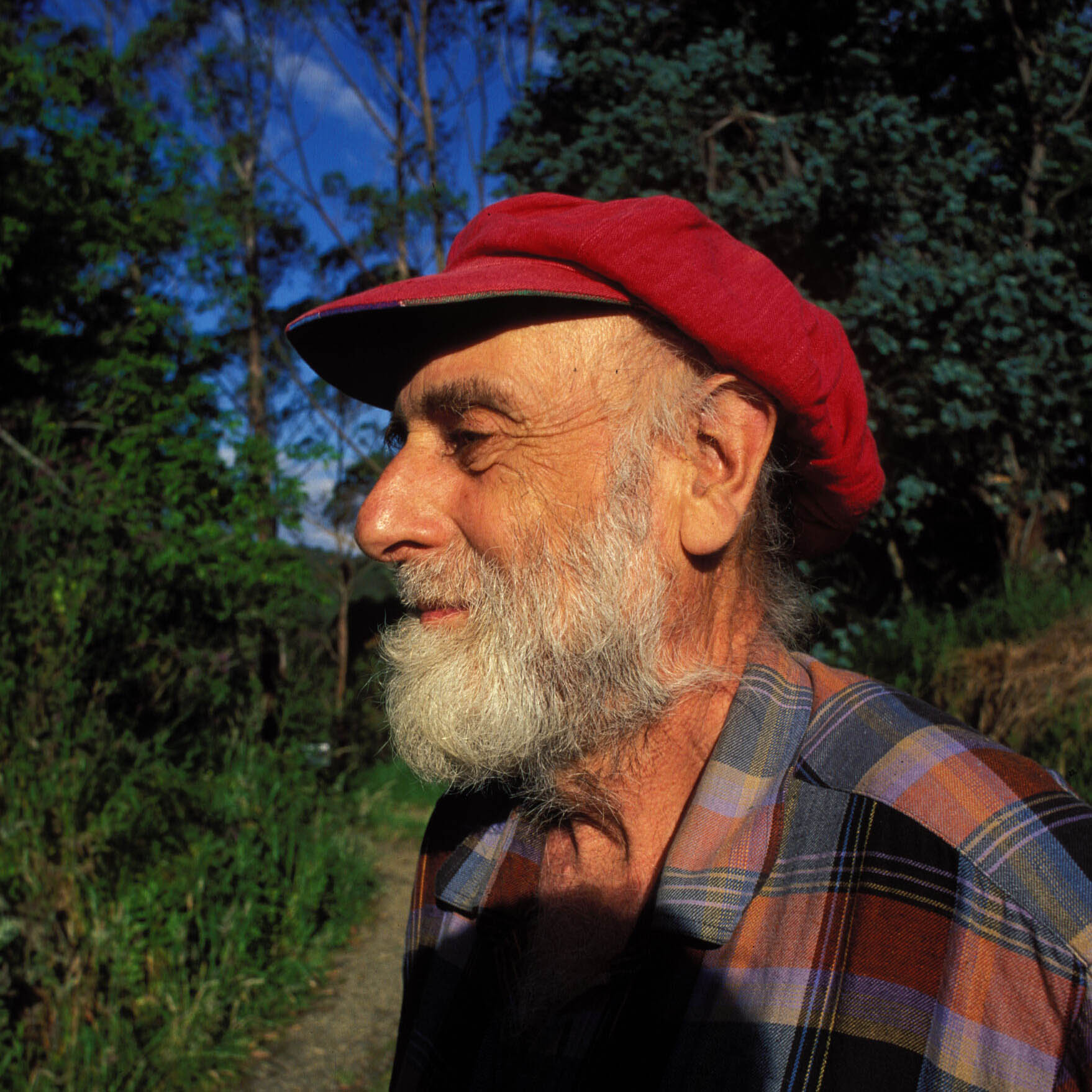
Friedensreich Hundertwasser (1928–2000)

- Hundeshagen, Franz (1857–1940), deutscher Chemiker
- Hundeshagen, Heinz (1928–2017), deutscher Nuklearmediziner
- Hundeshagen, Helfrich Bernhard (1784–1858), deutscher Germanist
- Hundeshagen, Johann Balthasar (1734–1800), deutscher Jurist und Historiker
- Hundeshagen, Johann Christian (1783–1834), deutscher Forstwissenschaftler, Hochschullehrer und forstlicher Praktiker
- Hundeshagen, Johann Christoph (1635–1681), deutscher Logiker und Philosoph
- Hundeshagen, Karl Bernhard (1810–1872), reformierter Theologe
- Hundessa, Hachalu (1985–2020), äthiopischer Sänger, Musiker und Aktivist
- Hundgeburt, Barbara (* 1943), deutsche Schriftstellerin
- Hündgen, Gerald (1952–2007), deutscher Journalist und DJ
- Hundhammer, Alois (1900–1974), bayerischer Kultusminister, Landwirtschaftsminister und stellvertretender Ministerpräsident, Statthalter des Ritterorden vom Heiligen Grab zu Jerusalem
- Hundhammer, Markus (* 1980), deutscher Eishockeyspieler
- Hundhammer, Richard (1927–2012), deutscher Politiker (CSU), MdL
- Hundhammer, Wolfgang (* 1929), deutscher Szenenbildner und Filmarchitekt
- Hundhausen, Carl (1893–1977), deutscher Public-Relations-Fachmann
- Hundhausen, Johanna (1877–1955), deutsche Lehrerin und Schulleiterin
- Hundhausen, Rudolf (1864–1946), deutscher Ingenieur und Maschinentechniker
- Hundhausen, Vincenz (1878–1955), deutscher Drucker, Verleger, Dichter und Anwalt
- Hundheim, Lothar Friedrich von (1668–1723), deutscher General-Kriegskommissar, Staatsminister und Diplomat der Kurpfalz
- Hundheim, Philipp Karl von († 1737), deutscher Offizier sowie Oberamtmann, Geheimer Rat und Kämmerer der Kurpfalz
- Hundius, Harald (* 1939), deutscher Forscher zu Sprachen und Kulturen Südostasiens
- Hundius, Paul (1889–1918), deutscher U-Boot-Kommandant im Ersten Weltkrieg
- Hundley, Rod (1934–2015), US-amerikanischer Basketballspieler
- Hundley, Ted (* 1955), US-amerikanischer Basketballspieler
- Hundoegger, Agnes (1858–1927), deutsche Musikerin und Musikpädagogin
- Hundoegger, Ossip (1822–1884), deutscher Arzt und Krankenhausleiter
- Hundorowa, Tamara (* 1955), ukrainische Literaturwissenschaftlerin
- Hundrieser, Emil (1846–1911), deutscher BildhauerEmil Hundrieser (1846–1911)

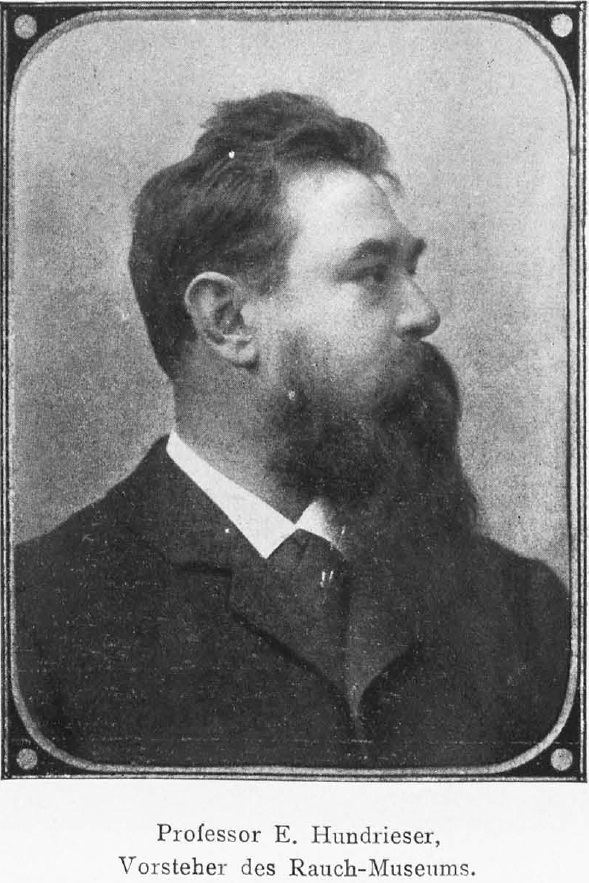
Emil Hundrieser (1846–1911)

- Hundrieser, Hans (1872–1929), deutscher Bildhauer
- Hundrieser, Paul (1881–1972), deutscher Jurist und Landrat
- Hundsbichler, Klaus (* 1953), österreichischer Filmregisseur, Filmeditor und Filmkomponist
- Hundsdoerfer, Jochen (* 1966), deutscher Wirtschaftswissenschaftler
- Hundsdorfer, Angela (* 1974), deutsche Schauspielerin, Regisseurin und Theaterpädagogin
- Hundseder, Franziska (* 1953), deutsche Journalistin und Autorin
- Hundseid, Jens (1883–1965), norwegischer Politiker (Bauernpartei)
- Hundshag, Michael Georg, deutscher Goldschmied
- Hundsmüller, Reinhard (* 1956), österreichischer Polizeibeamter, Bundesgeschäftsführer Arbeiter-Samariter-Bund Österreichs
- Hundsnurscher, Franz (1933–2007), deutscher Theologe, Kirchenarchivar und -historiker
- Hundsnurscher, Franz (1935–2017), deutscher Germanist
- Hundstorfer, Helmut W. (* 1947), österreichischer Glasmachermeister und Glaskünstler
- Hundstorfer, Rudolf (1951–2019), österreichischer Gewerkschaftsfunktionär und Politiker (SPÖ), Landtagsabgeordneter, Abgeordneter zum NationalratRudolf Hundstorfer (1951–2019)

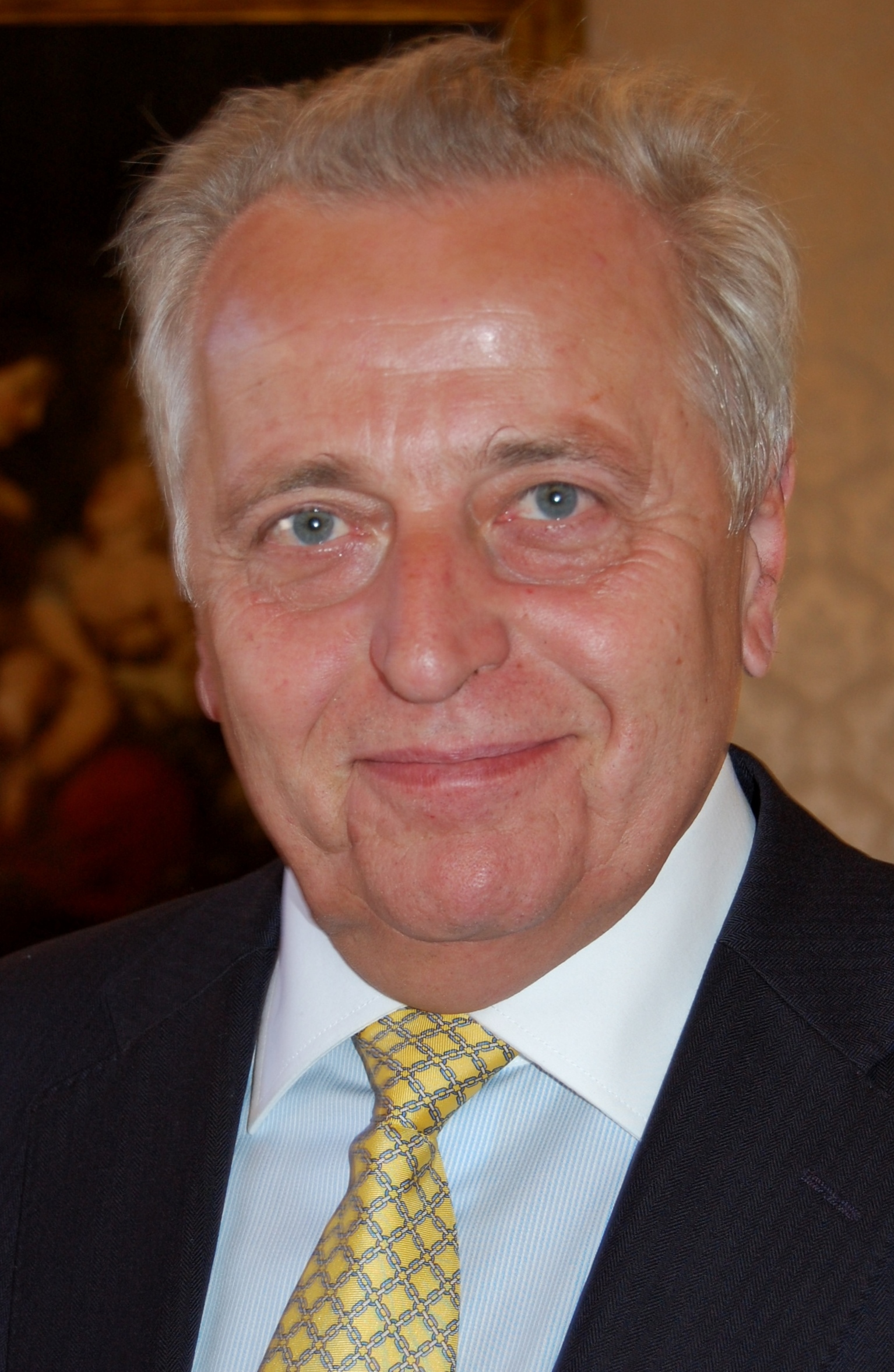
Rudolf Hundstorfer (1951–2019)

- Hundstrup, Stefan (* 1986), dänischer Handballspieler
- Hundt und Alten Grottkau, Johann Eugen von (1762–1803), preußischer Landrat
- Hundt, Aline (1835–1872), deutsche Pianistin, Klavierlehrerin, Dirigentin und Komponistin
- Hundt, Andreas (* 1957), deutscher Basketballtrainer
- Hundt, Bennet (* 1998), deutscher Basketballspieler
- Hundt, Dieter (* 1938), deutscher Unternehmer und ArbeitgeberfunktionärDieter Hundt (* 1938)

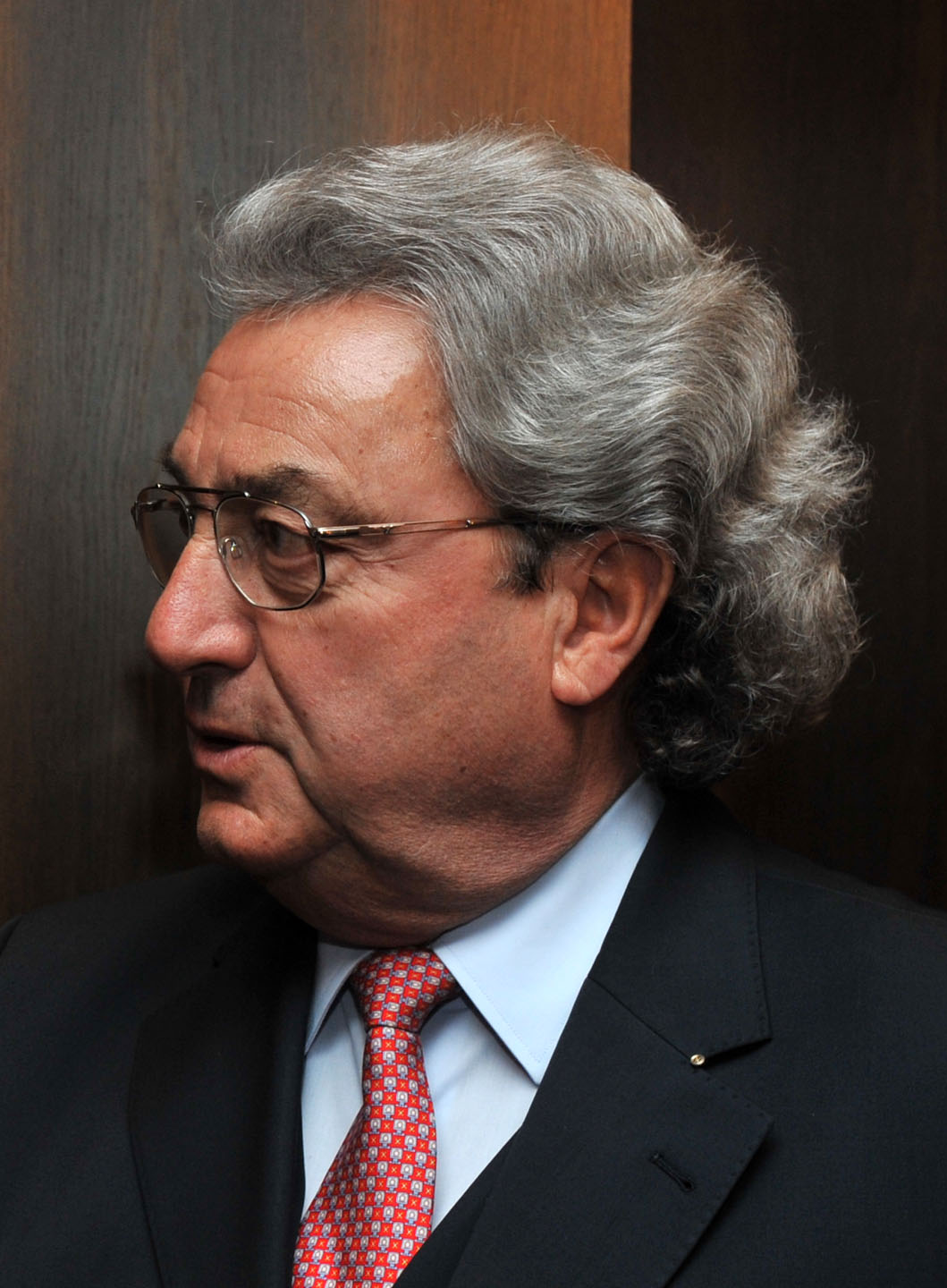
Dieter Hundt (* 1938)

- Hundt, Eduard (1909–2002), deutscher Fußballspieler
- Hundt, Ernst der Ältere (1832–1906), deutscher evangelischer Geistlicher
- Hundt, Ernst der Jüngere (1877–1945), deutscher Kirchenjurist
- Hundt, Ferdinand (1703–1758), deutscher Kunstschreiner
- Hundt, Friedrich (1808–1887), deutscher Berufsfotograf und Fotopionier
- Hundt, Friedrich Hektor (1809–1881), deutscher Rechtsgelehrter und Geschichtsschreiber
- Hundt, Gustav (* 1894), deutscher Offizier, zuletzt Generalleutnant im Zweiten Weltkrieg
- Hundt, Hans-Jürgen (1909–1990), deutscher Ur- und Frühgeschichtler
- Hundt, Hermann (1894–1974), deutscher Künstler und Mitglied der Künstlergruppe „Das Junge Rheinland“
- Hundt, Hubert (1898–1984), deutscher Politiker (SPD), MdL
- Hundt, Jannes (* 1996), deutscher Basketballspieler
- Hundt, Johann Christian von (1730–1815), preußischer Generalleutnant, Kommandant von Thorn
- Hundt, Magnus (1449–1519), deutscher Mediziner und Anthropologe
- Hundt, Markus (* 1965), deutscher Literaturwissenschaftler
- Hundt, Martin (1932–2023), deutscher marxistischer Historiker
- Hundt, Peter Joseph (* 1956), kanadischer Geistlicher und römisch-katholischer Erzbischof von Saint John’s, Neufundland
- Hundt, Rebecca Madita (* 1981), deutsche Schauspielerin
- Hundt, Rötger (1711–1773), deutscher Theologe und Märtyrer
- Hundt, Sönke (* 1938), deutscher Wirtschaftswissenschaftler
- Hundt, Stefan (* 1958), deutscher Politiker (CDU)
- Hundt, Tobias (* 1987), deutscher evangelikaler Musiker
- Hundt, Ulrich (1937–2018), deutscher Flottillenadmiral
- Hundt, Walter (1934–2024), deutscher Politikwissenschaftler
- Hundt, Willi (1884–1966), deutscher Sparkassendirektor und Politiker (SPD), MdBB
- Hundt-Radowsky, Hartwig von (1780–1835), deutscher Autor und Antisemit
- Hundvin, Mia (* 1977), norwegische Handballspielerin

### Hune
- Hunebelle, André (1896–1985), französischer Filmregisseur
- Huneborstel, Friedrich († 1552), deutscher Jurist
- Hünecke, Friedhelm (* 1930), deutscher Politiker (SPD), MdBB
- Hunecke, Gudrun (* 1939), deutsche Politikerin (CDU), MdL
- Hünecke, Heinrich (1891–1971), deutscher Sportfunktionär
- Hünecke, Kristoffer (* 1978), deutscher PopmusikerKristoffer Hünecke (* 1978)

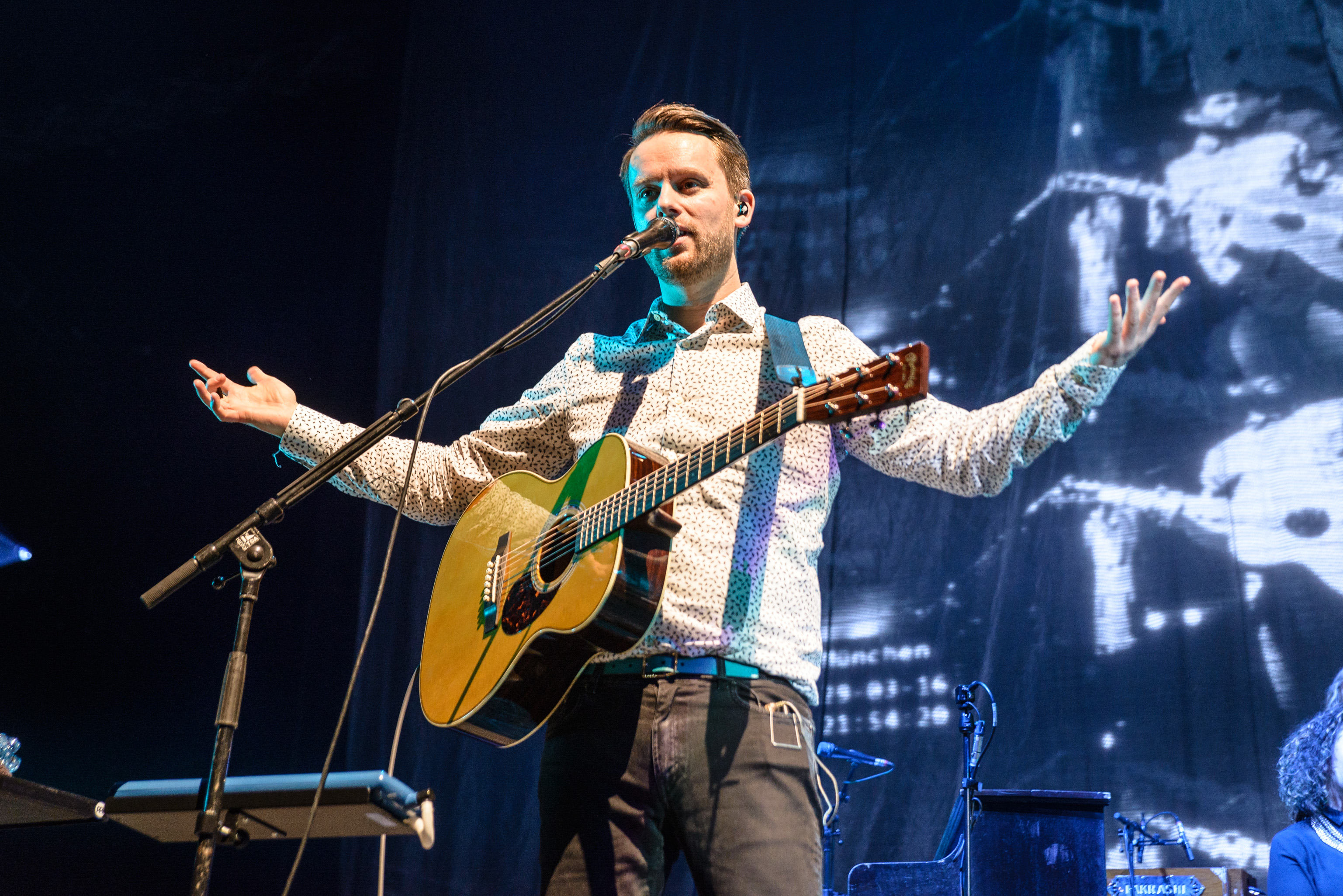
Kristoffer Hünecke (* 1978)

- Hunecke, Volker (* 1940), deutscher Historiker
- Hünecken, Heinrich Ludwig von (1767–1829), deutscher Offizier und Beamter
- Hünefeld, Adolf (1854–1902), deutscher Komponist und Organist
- Hünefeld, Ehrenfried Günther Freiherr von (1892–1929), deutscher Flugpionier und Initiator des ersten Ost-West-Fluges über den Nordatlantik im Jahr 1928
- Hünefeld, Friedrich Ludwig (1799–1882), deutscher Mediziner, Chemiker und Hochschullehrer
- Hünefeld, Walter (* 1886), deutscher Ministerialbeamter im Sächsischen Verkehrsministerium und Manager
- Hünefeldt, Christine (* 1950), deutsche Historikerin
- Hunefer, altägyptischer Beamter (Schreiber)
- Hunefer, Bürgermeister von Theben unter König Ramses II. und Merenptah.
- Huneidi, Bashar (* 1962), kuwaitischer Skirennläufer
- Hüneke, Andreas (1944–2024), deutscher Kunsthistoriker und Provenienzforscher
- Huneke, Craig (* 1951), US-amerikanischer Mathematiker
- Hüneke, Edzard (* 1971), deutscher SängerEdzard Hüneke (* 1971)

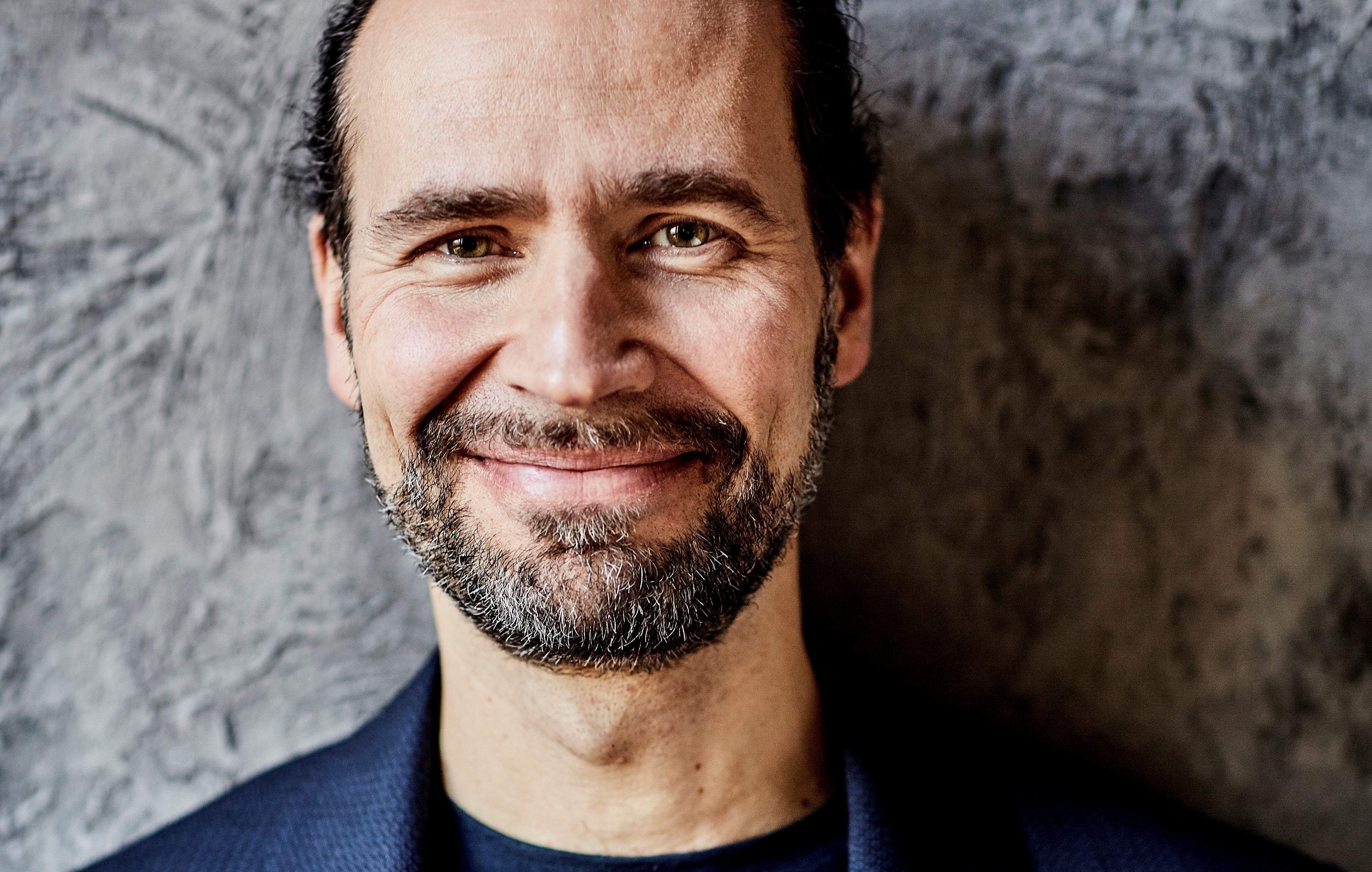
Edzard Hüneke (* 1971)

- Huneke, Ferdinand (1891–1966), deutscher Mediziner
- Hüneke, Gerhard (* 1936), deutscher Metallgestalter
- Hüneke, Hans (1934–2015), deutscher Leichtathlet und Olympiateilnehmer
- Huneke, Hans-Werner (* 1955), deutscher Germanist
- Hünel, Saruhan (* 1970), türkischer Schauspieler
- Hünemeier, Uwe (* 1986), deutscher Fußballspieler
- Hünemörder, Christian (1937–2012), deutscher Wissenschaftshistoriker
- Hünemörder, Markus (* 1971), deutscher Historiker, Amerikanistik
- Hünenberger, Fritz (1897–1976), Schweizer Gewichtheber
- Hunenstijn, Marije van (* 1995), niederländische Sprinterin
- Hüner, Heinrich (1881–1945), deutscher Schriftsteller
- Hünerbein, Friedrich Heinrich Karl von (1762–1819), preußischer GeneralleutnantFriedrich Heinrich Karl von Hünerbein (1762–1819)

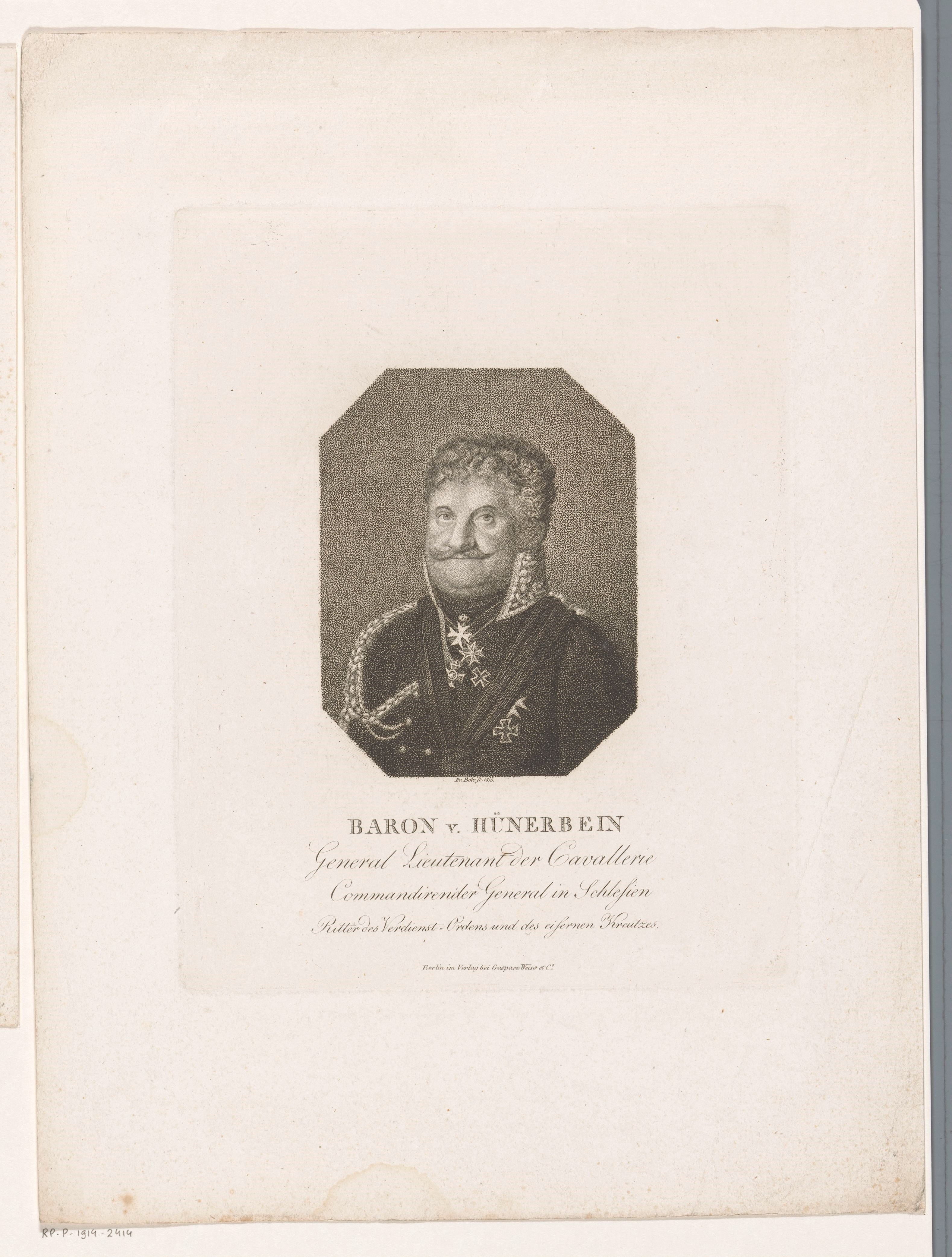
Friedrich Heinrich Karl von Hünerbein (1762–1819)

- Hünerbein, Thekla von (1840–1902), deutsche Diakonisse, Gründerin und Oberin des Diakonissenhauses Stift Salem in Stettin
- Hünerfauth, Irma (1907–1998), deutsche Malerin, Skulptur- und Objektkünstlerin
- Hünerfeld, Patrick (* 1969), deutscher Arzt, Journalist, Autor und Regisseur
- Hünerfeld, Sebastian (1975–2024), deutscher Filmproduzent
- Hünerfürst, Hugo (1827–1867), deutscher Komponist, Dirigent, Geiger und Musikdirektor
- Hünerhoff, Wilhelm (1889–1944), deutscher Angestellter und NS-Opfer
- Hunerich († 484), Vandalenkönig (477–484)
- Hünerkoch, Dieter (* 1944), deutscher Journalist und Kommunikationsberater
- Hünerkopf, Wolf († 1566), deutscher Bergmeister, Münzmeister und Gutsbesitzer
- Hünermann, Franz Josef (1904–1974), deutscher römisch-katholischer Geistlicher und Autor
- Hünermann, Friedrich (1886–1969), Weihbischof in Aachen
- Hünermann, Josef (1887–1955), deutscher römisch-katholischer Geistlicher, Kirchenhistoriker und Heimatforscher
- Hünermann, Karl Alban (1928–2009), deutsch-schweizerischer Wirbeltier-Paläontologe
- Hünermann, Peter (* 1929), katholischer Theologe
- Hünermann, Wilhelm (1900–1975), deutscher katholischer Geistlicher und Autor
- Hünersdorf, Gustav Adolf (1821–1906), Gutsbesitzer, Mitglied der kurhessischen Ständeversammlung
- Hünersdorf, Karl Heinrich (1817–1897), deutscher liberaler Kommunalpolitiker
- Hünersdorf, Ludwig (1748–1812), deutscher Hippologe
- Hünersdorff, Walther von (1898–1943), deutscher Generalleutnant im Zweiten WeltkriegWalther von Hünersdorff (1898–1943)

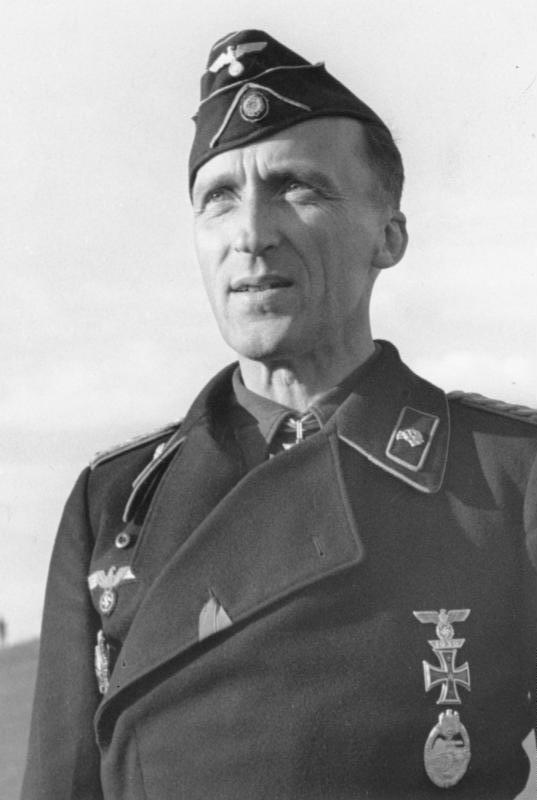
Walther von Hünersdorff (1898–1943)

- Hünerson, Jaan (1882–1942), estnischer Politiker, Mitglied des Riigikogu und Agronom
- Hünerwadel, Fanny (1826–1854), Schweizer Komponistin
- Hünerwadel, Gottlieb (1744–1820), Schweizer Politiker, Industrieller und Offizier
- Hünerwadel, Hieronymus (1772–1824), Schweizer Kaufmann und Politiker
- Hünerwadel, Samuel Gottlieb (1771–1848), Schweizer reformierter Geistlicher und Hochschullehrer
- Hünerwadel, Theodor (1864–1956), Schweizer Architekt
- Hünerwolff, Jakob August (1644–1694), deutscher Mediziner und Physicus in Arnstadt in Thüringen
- Huneus, Erna (1910–2006), deutsche Schwimmsportlerin

### Hunf
- Hunfalvy, János (1820–1888), ungarischer Geograph
- Hunfalvy, Pál (1810–1891), ungarischer Sprachforscher und Ethnograph
- Hunfeld, Barbara (* 1967), deutsche Literaturwissenschaftlerin und Editionsphilologin
- Hunfeld, Frauke (* 1968), deutsche Drehbuchautorin und Journalistin
- Hunfeld, Hans (* 1936), deutscher Anglist
- Hunfried († 1051), Erzbischof von Ravenna
- Hunfried I., Vasallenherzog Karl der Große
- Hunfrith, Bischof von Winchester
- Hunfrith, Bischof von Elmham

### Hung
- Hung, Brotha Lynch (* 1971), US-amerikanischer Rapper
- Hưng, Đàm Vĩnh (* 1971), vietnamesischer Sänger
- Hung, Hsiu-chu (* 1948), taiwanisische Präsidentschaftskandidatin und Vorsitzende der Kuomintang (KMT)
- Hung, John (* 1943), taiwanischer Geistlicher, emeritierter römisch-katholischer Erzbischof von Taipei
- Hung, Sammo (* 1952), chinesischer Martial-Arts-SchauspielerSammo Hung (* 1952)

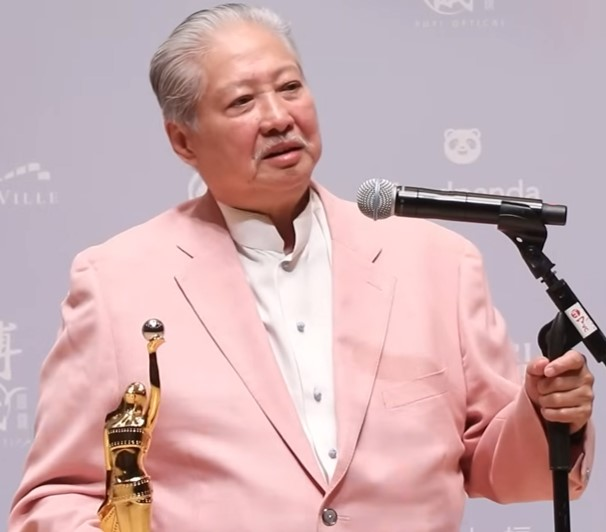
Sammo Hung (* 1952)

- Hung, Shih-chieh (* 1986), taiwanische Badmintonspielerin
- Hung, Shih-han (* 1990), taiwanische Badmintonspielerin
- Hungar, Paul (1887–1945), deutscher Komponist und Violinist
- Hungar, Wilhelm (1817–1891), deutscher Theaterschauspieler und Theaterintendant
- Hungari, Anton (1809–1881), deutscher Geistlicher, Schriftsteller und Publizist
- Hungate, David (* 1948), US-amerikanischer Bassgitarrist und ehemaliges Mitglied der kalifornischen Rockband Toto
- Hungate, William L. (1922–2007), US-amerikanischer Jurist und Politiker
- Hungbauer, Gerry (* 1961), deutscher Theater- und FernsehschauspielerGerry Hungbauer (* 1961)

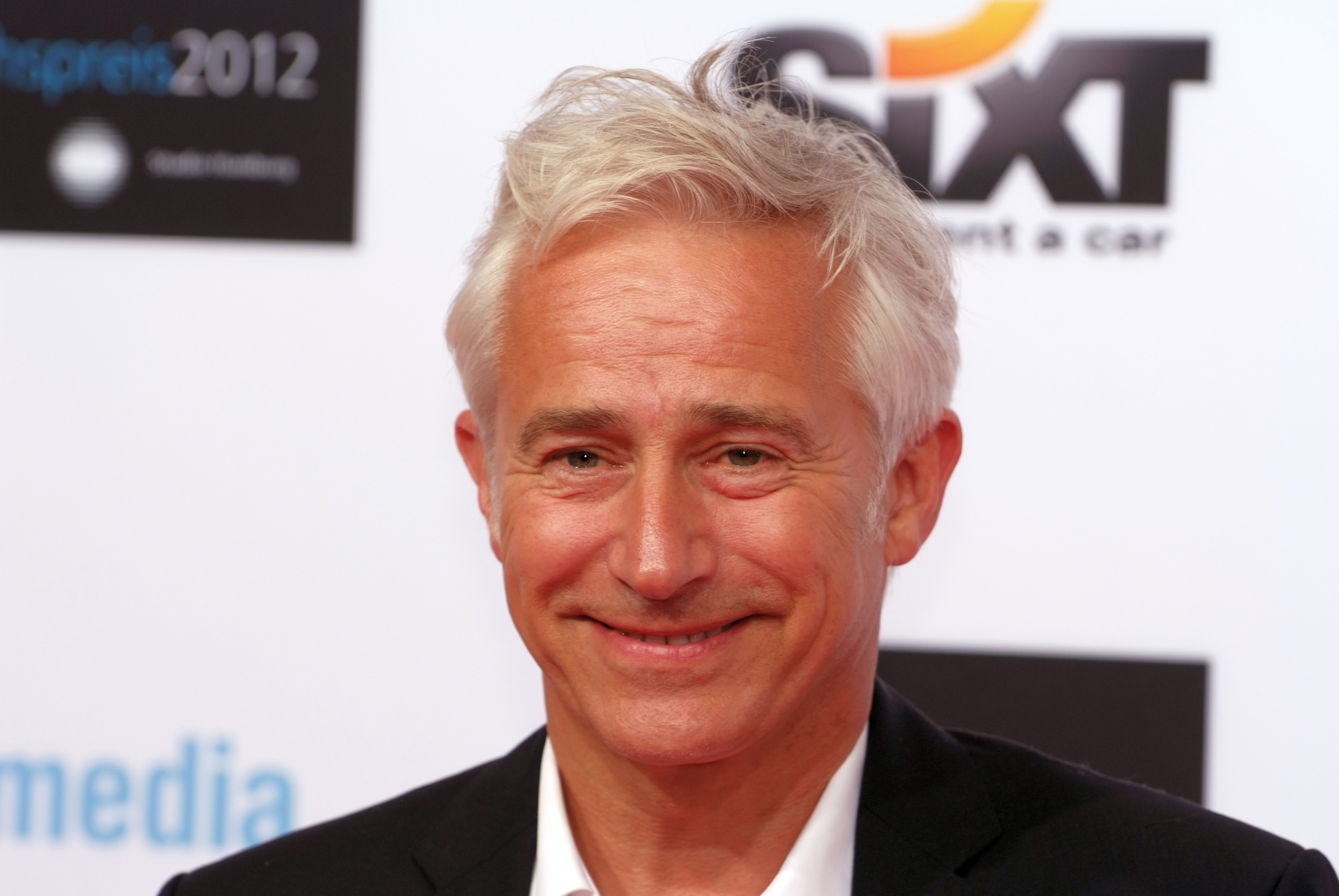
Gerry Hungbauer (* 1961)

- Hungbo, Joseph (* 2000), englisch-nigerianischer Fußballspieler
- Hunger, Albert (1545–1604), römisch-katholischer Theologe und Hochschullehrer
- Hunger, Albin (1886–1958), deutscher Kommunalpolitiker, Oberbürgermeister von Hildesheim
- Hunger, Angelika (* 1952), deutsche Politikerin (Die Linke), MdL
- Hunger, Anton (* 1948), deutscher Schriftsteller
- Hunger, Berthold (1879–1961), deutscher Maler und Zeichner
- Hunger, Daniela (* 1972), deutsche Schwimmerin
- Hunger, Diane (* 1983), deutsche klassische Saxophonistin und Pädagogin
- Hunger, Egon (* 1926), deutscher Gebrauchsgrafiker
- Hunger, Francis (* 1976), deutscher Medienkünstler
- Hunger, Friedrich Wilhelm Tobias (1874–1952), niederländischer Botaniker
- Hunger, Fritz (1906–1996), deutscher Geodät
- Hunger, Gerhart (1930–2012), deutscher Wirtschaftsprüfer und Senatsmitglied
- Hunger, Hans-Helmut (1920–2014), deutscher Komponist und Generalmusikdirektor
- Hunger, Heiko (* 1964), deutscher Skispringer und Nordischer Kombinierer
- Hunger, Heinrich Maria (1907–1994), österreichischer Maler
- Hunger, Heinz (1907–1995), deutscher Theologe und Sexualpädagoge
- Hunger, Heinz (1938–2008), deutscher Politiker (SPD), MdL
- Hunger, Helmut (* 1940), deutscher Fußballspieler
- Hunger, Herbert (1914–2000), österreichischer Byzantinist
- Hunger, Herbert (1923–2005), deutscher Filmregisseur, Trickfilmzeichner, Drehbuchautor, Maler und Kartograph
- Hunger, Hermann (* 1942), österreichischer Altorientalist und Astronomiehistoriker
- Hunger, Horst (1902–1986), deutscher Ministerialbeamter und Bundesrichter
- Hunger, Horst Arthur (1931–2018), deutscher Rechtsmediziner und Sportmediziner
- Hunger, Ilse (1910–1989), deutsche Widerstandskämpferin und Funktionshäftling im KZ Ravensbrück
- Hunger, Ina (* 1965), deutsche Sportwissenschaftlerin und Hochschullehrerin
- Hunger, Joachim (1957–1990), deutscher Regattasegler
- Hunger, Johann Friedrich (1800–1837), deutscher Rechtswissenschaftler und Professor der Friedrich-Alexander-Universität Erlangen
- Hunger, Karl (1889–1946), deutscher Germanist, Pädagoge und Lehrer
- Hunger, Konrad (1955–2018), deutscher Bildhauer
- Hunger, Martin (1893–1986), deutscher Maler
- Hunger, Matthias (* 1977), deutscher Autor
- Hünger, Nancy (* 1981), deutsche Schriftstellerin
- Hunger, Richard (1911–1957), deutscher Geologe
- Hunger, Richard (* 1959), kanadisch-deutscher Basketballspieler
- Hunger, Sophie (* 1983), Schweizer Sängerin und KomponistinSophie Hunger (* 1983)

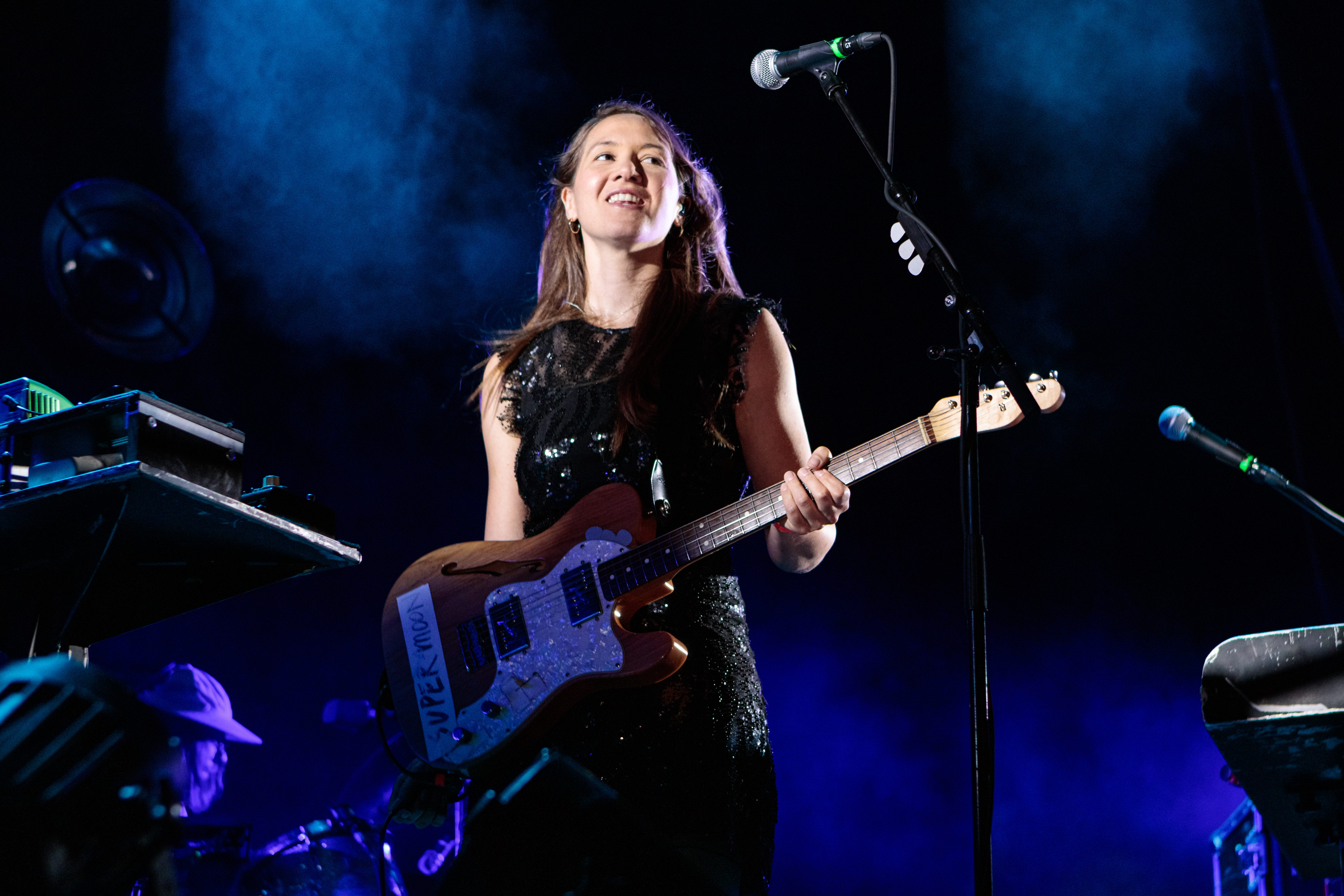
Sophie Hunger (* 1983)

- Hunger, Ulrich (* 1952), deutscher Germanist und Archivar
- Hunger, Wolfgang (1511–1555), deutscher Rechtswissenschaftler, Hochschullehrer und freisingischer Kanzler
- Hunger, Wolfgang (* 1960), deutscher Regattasegler
- Hunger-Bühler, Robert (* 1953), Schweizer Schauspieler und Regisseur
- Hungerbühler, Arnold (* 1938), Schweizer Radsportler
- Hungerbühler, Emil (1914–2002), Schweizer bildender Künstler, Zeichenlehrer und Konservator
- Hungerbühler, Johann Matthias (1805–1884), Schweizer Politiker
- Hungerbühler, Konrad (* 1952), Schweizer Chemiker
- Hungerbühler, Magnus (1732–1811), Bibliothekar des Klosters St. Gallen
- Hungerbühler, Norbert (* 1964), Schweizer Mathematiker
- Hungerbühler, Pascal (* 1977), Schweizer Radrennfahrer
- Hungerbühler, Sabrina (* 1982), Schweizer Rennfahrerin
- Hungerbühler, Traugott (1918–2007), Schweizer Politiker
- Hungerbühler, Walter (1930–2012), Schweizer Fussballschiedsrichter
- Hungerecker, Leon (* 1998), deutscher EishockeytorwartLeon Hungerecker (* 1998)

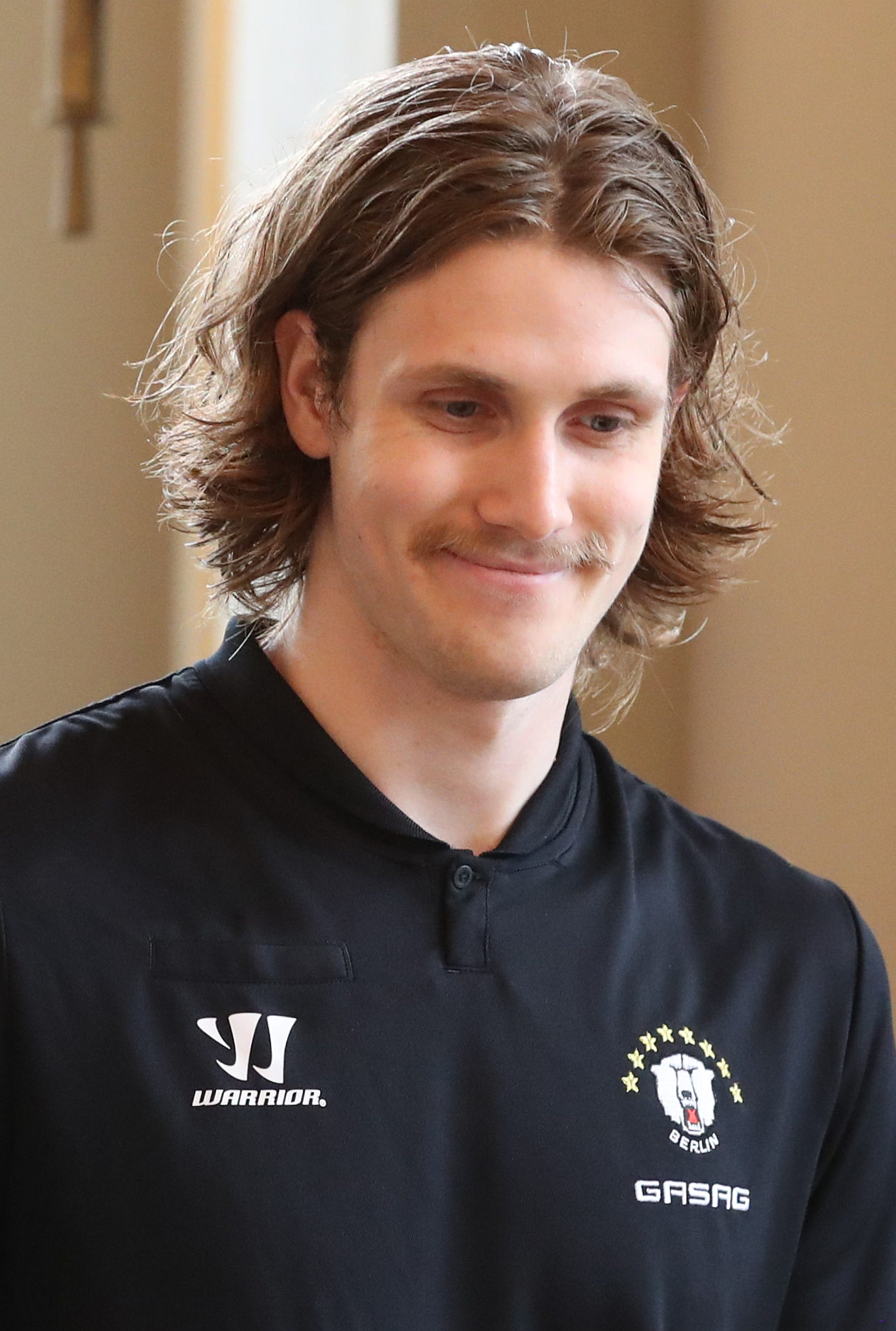
Leon Hungerecker (* 1998)

- Hungerecker, Phil (* 1994), deutscher Eishockeyspieler
- Hungerford, Bruce (1922–1977), australischer klassischer Pianist
- Hungerford, George (* 1944), kanadischer Ruderer
- Hungerford, John N. (1825–1883), US-amerikanischer Politiker
- Hungerford, John Pratt (1761–1833), US-amerikanischer Politiker
- Hungerford, Orville (1790–1851), US-amerikanischer Politiker und Unternehmer
- Hungerford, Ralph (1896–1977), US-amerikanischer Marineoffizier
- Hungerford, Walter, 1. Baron Hungerford (1378–1449), englischer Adliger
- Hungerford, Walter, 1. Baron Hungerford of Heytesbury (1503–1540), englischer Politiker zur Tudorzeit
- Hungerholdt, Birger (* 1950), norwegischer Radrennfahrer
- Hungerland, Heinz (1905–1987), deutscher Kinderarzt
- Hungerland, Hermann (1886–1970), deutscher Komponist und Dirigent
- Hungerländer, Caroline (* 1988), österreichische Politikerin (ÖVP), Landtagsabgeordnete und Gemeinderätin
- Hungerleider, Fritz (1920–1998), österreichischer Zen-Lehrer
- Hüngerlin, Johann Georg (1551–1629), deutscher lutherischer Theologe
- Hüngerlin, Michael († 1495), Bürgermeister der Reichsstadt Heilbronn
- Hungerspach, Simon von, kaiserlicher Rat und Generalschatzmeister für das Heilige Römsche Reich und alle österreichischen Erbländer unter Maximilian I.
- Hungerus Frisus († 866), Bischof von Utrecht
- Hungh, Lan (* 1976), taiwanischer Performancekünstler
- Hunglinger, Franz (1883–1944), deutscher Offizier und Polizeibeamter
- Hungnes, Ingeborg (* 1962), norwegische Sängerin
- Hungs, Franz-Josef (1932–2007), deutscher römisch-katholischer Theologe
- Hüngsberg, Gottfried (1944–2022), deutscher Filmkomponist und Informatiker
- Hunguana, Teodato (* 1946), mosambikanischer Politiker und Jurist

### Huni
- Huni, altägyptischer König der 3. DynastieHuni

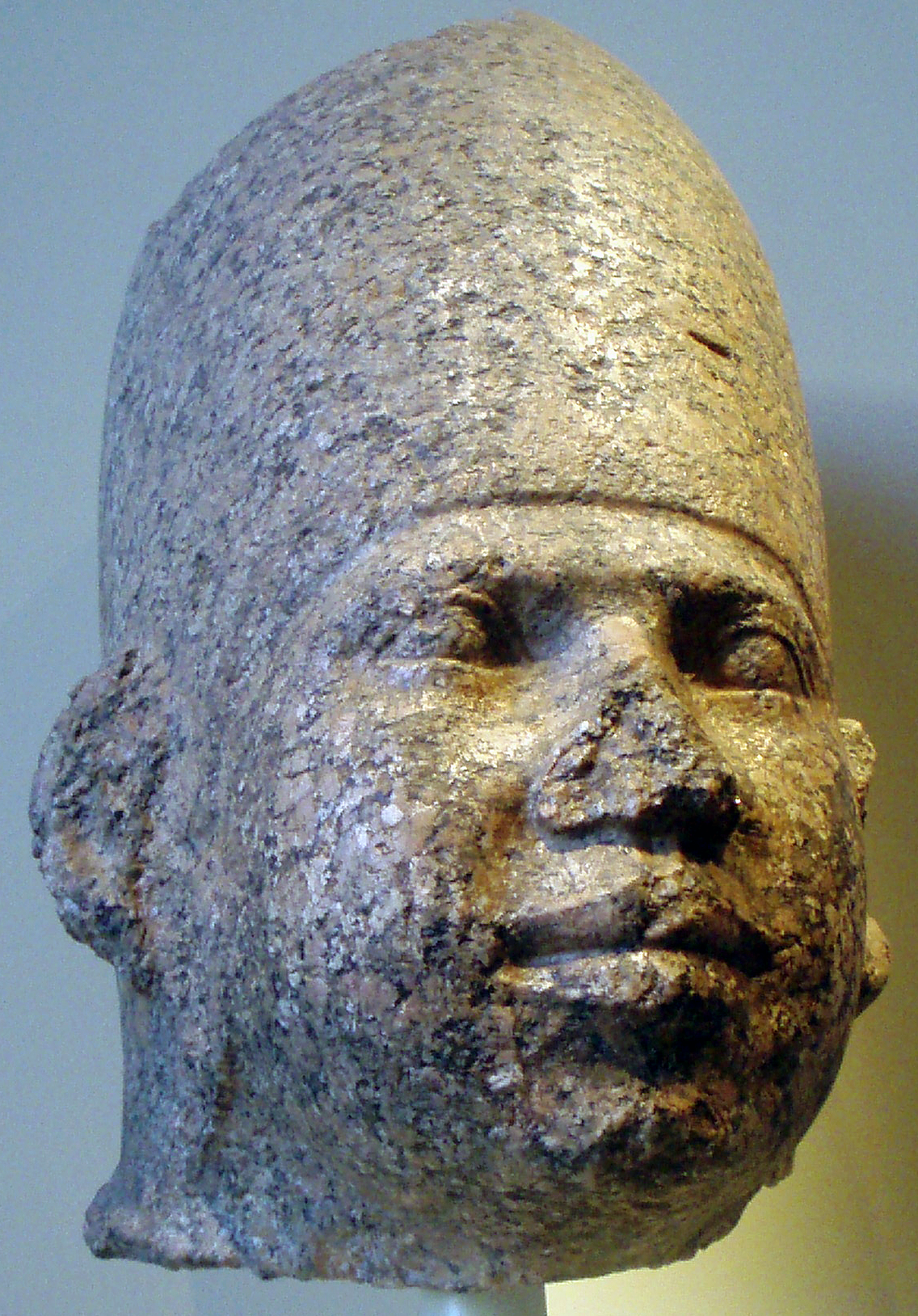
Huni

- Hüni, Albrecht (1920–2014), Schweizer Biochemiker
- Hüni, Emilie (1839–1910), Schweizer Schriftstellerin, Übersetzerin und Journalistin
- Huni, Justis (* 1999), australischer Boxer im Superschwergewicht
- Hüni-Mihacsek, Felicie (1891–1976), ungarisch-schweizerische Opernsängerin (Sopran) und Gesangslehrerin
- Hüni-Nägeli, Heinrich (1790–1854), Schweizer Politiker, Advokat, Lehrer und Unternehmer
- Hüni-Stettler, Heinrich (1813–1876), Schweizer Politiker und Unternehmer
- Hunia, Maciej (* 1961), polnischer Nachrichtendienstler
- Huniar, Hans Günter (* 1949), deutscher Richter und Kommunalpolitiker
- Huniat, Günther (* 1939), deutscher Maler und Grafiker
- Hünich, Lars (* 1971), deutscher Politiker (AfD)
- Hunichen, Chris (* 1984), US-amerikanischer Pokerspieler
- Hünicke, Albrecht Friedrich von (1630–1704), deutscher Jurist und sächsischer Kreishauptmann
- Hünicke, Simon Victor († 1733), Stadtpräsident von Berlin
- Hünicken, Emil (1870–1934), deutscher Militärangehöriger und Freikorpsführer
- Hunics, József (1936–2012), ungarischer Kanute
- Hünig, Natalie (* 1974), deutsche Schauspielerin
- Hünig, Siegfried (1921–2021), deutscher Chemiker
- Hünig, Thomas (* 1950), deutscher Immunologe und Entwickler des Wirkstoffs TGN1412
- Hünigen, Johann Andreas (1712–1781), deutscher Baumeister
- Hüniken, Julius (1824–1891), deutscher Kaufmann, Reeder und Gutsbesitzer
- Hüniken, Julius (1878–1975), deutscher Forstmann, Gutsbesitzer
- Hüniken, Manfred (1928–2017), deutscher Politiker (CDU), MdL
- Hunimund, Fürst der Donau-Sueben
- Hüning, Ansgar (* 1966), deutscher Sänger mit der Stimmlage Bariton
- Hüning, Ben (* 2004), deutscher Fußballspieler
- Huning, Emil (1877–1938), deutscher Marineoffizier und Autor
- Hüning, Manfred (* 1953), deutscher Leichtathlet
- Hüning, Matthias (* 1962), deutscher Niederlandist
- Hüninghake, Lara (* 1989), deutsche Trampolinturnerin
- Hüninghake, Marita (* 1966), deutsche Volleyball-Nationalspielerin
- Hunisch, Carl (1784–1853), deutscher Historien- und Porträtmaler

### Hunk
- Hunka, Jaroslaw (* 1925), ukrainischer Waffen-SS-Veteran
- Hunkapiller, Michael W. (* 1948), US-amerikanischer Bioingenieur
- Hunke, Heinrich (1879–1953), deutscher Buch- und Musikalienhändler sowie Verleger
- Hunke, Heinrich (1902–2000), deutscher Politiker (NSDAP, BHE), MdR, MdL, Wirtschaftsideologe, Propagandist und Parteipolitiker der NSDAP
- Hunke, Josef František (1802–1883), böhmischer Komponist
- Hunke, Jürgen (* 1943), deutscher Unternehmer, Buchautor, Sportfunktionär, Politiker der Statt Partei, Verleger und Theaterbesitzer
- Hunke, Robert (* 1983), deutscher Sportreporter, Fußballkommentator, Autor und SprecherRobert Hunke (* 1983)

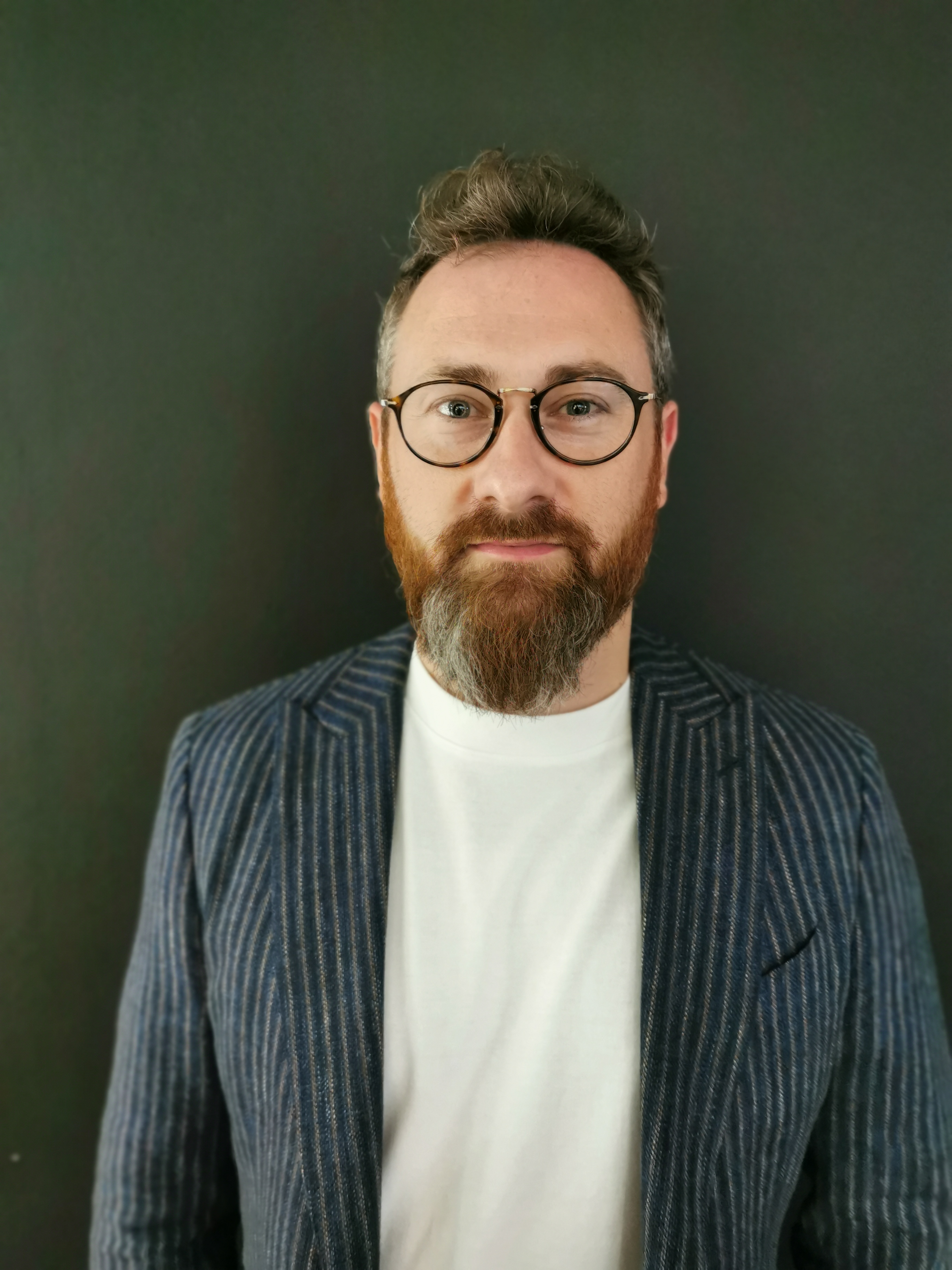
Robert Hunke (* 1983)

- Hunke, Sigrid (1913–1999), deutsche Religionswissenschaftlerin und Germanistin
- Hunke, Waltraud (1915–2004), deutsche Germanistin und Skandinavistin
- Hunkel, Ernst (1885–1936), deutscher völkisch-radikaler Lebensreformer und Schriftsteller
- Hunkel, Herbert (* 1945), deutscher Politiker (parteilos)
- Hunkel, Karin (* 1949), deutsche Autorin und Farbpsychologin
- Hunkeler, Anton (1799–1879), Schweizer Politiker
- Hunkeler, Edward Joseph (1894–1970), US-amerikanischer Geistlicher, Erzbischof von Kansas City
- Hunkeler, Lucille (* 1974), Schweizer Radsportlerin
- Hunkeler, Thomas (* 1965), Schweizer Literaturwissenschaftler
- Hunkemöller, Jürgen (1939–2021), deutscher Musikwissenschaftler und Hochschullehrer
- Hunkemöller, Manfred, deutscher Unternehmer und Honorarprofessor
- Hunken, Karl Heinz (1919–2011), deutscher Bauingenieur und Hochschullehrer
- Hunker, Erik (* 1960), deutscher Politiker, Landrat des Landkreises Schönebeck
- Hunkes, Jiří (* 1984), tschechischer Eishockeyspieler
- Hunkler, Theodor Franz Xaver (1794–1853), katholischer Pfarrer, Lokalhistoriker des Elsass, Biograph, Schriftsteller
- Hunklinger, Michael (* 1989), deutscher Politikwissenschaftler
- Hunklinger, Siegfried (* 1939), deutscher Physiker
- Hunko, Andrej (* 1963), deutscher Politiker (BSW, Die Linke), MdBAndrej Hunko (* 1963)

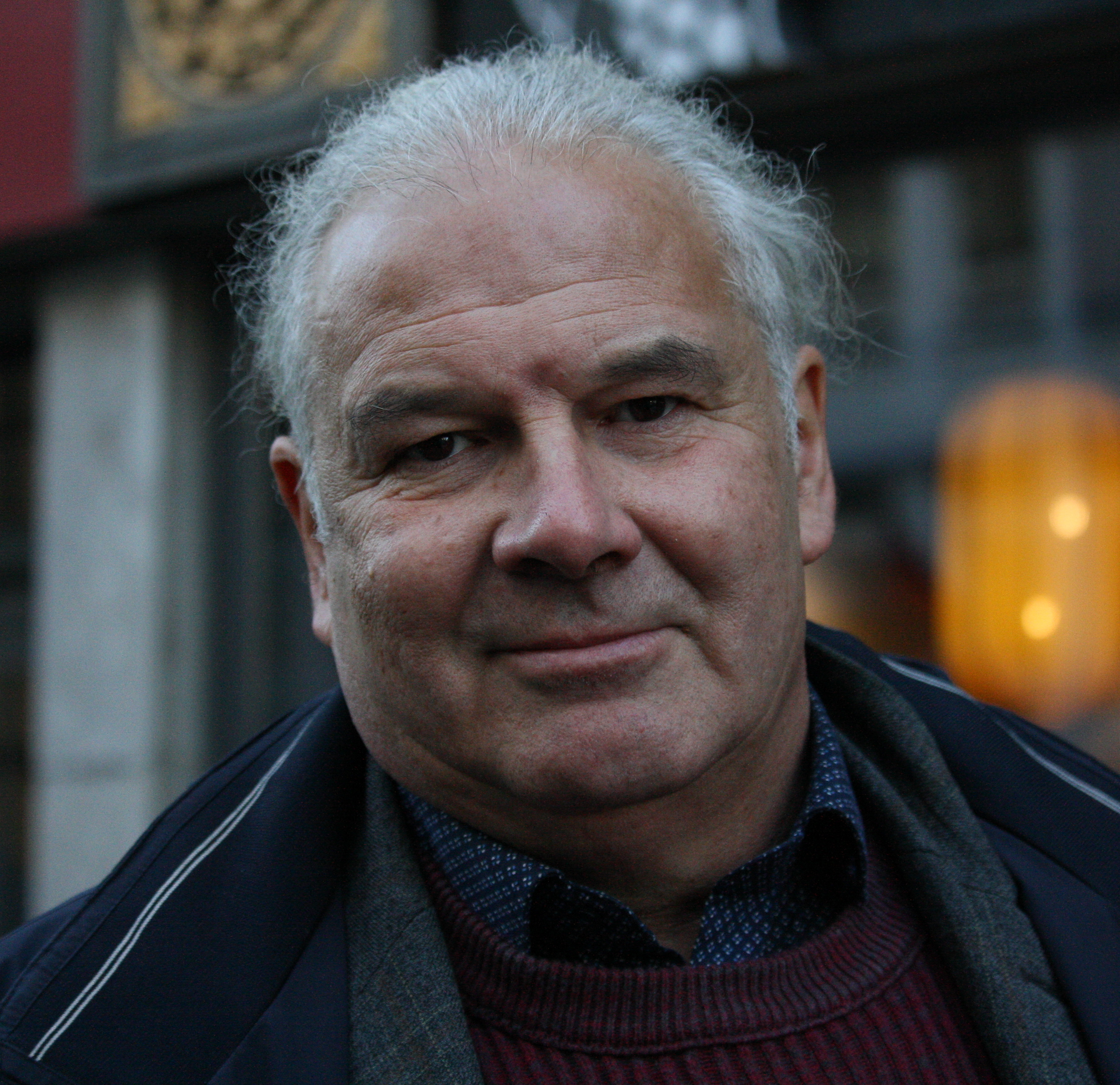
Andrej Hunko (* 1963)

- Hunko, Jurij (* 1972), ukrainischer Eishockeyspieler

### Hunl
- Hunley, Helen (1920–2010), kanadische Politikerin
- Hunley, Horace Lawson (1823–1863), amerikanischer Marineingenieur
- Hunley, Leann (* 1955), US-amerikanische Filmschauspielerin und Fotomodell
- Hünlich, Bernd (1943–1992), deutscher Heimatforscher und Kunsthistoriker
- Hünlich, Oskar (1887–1963), deutscher Politiker (SPD), MdR
- Hünlich, Renate (1927–2014), deutsche Theaterschauspielerin
- Hunloke, Philip (1868–1947), britischer Segler

### Hunn
- Hunn, Felix (1877–1944), deutscher Fußballspieler
- Hunn, John (1849–1926), US-amerikanischer Politiker
- Hunn, Lars (* 1999), Schweizer Fussballspieler
- Hunnaeus, Johannes (1835–1916), Landgerichtspräsident und Mitglied des Lippischen Landtags
- Hunnam, Charlie (* 1980), britischer SchauspielerCharlie Hunnam (* 1980)

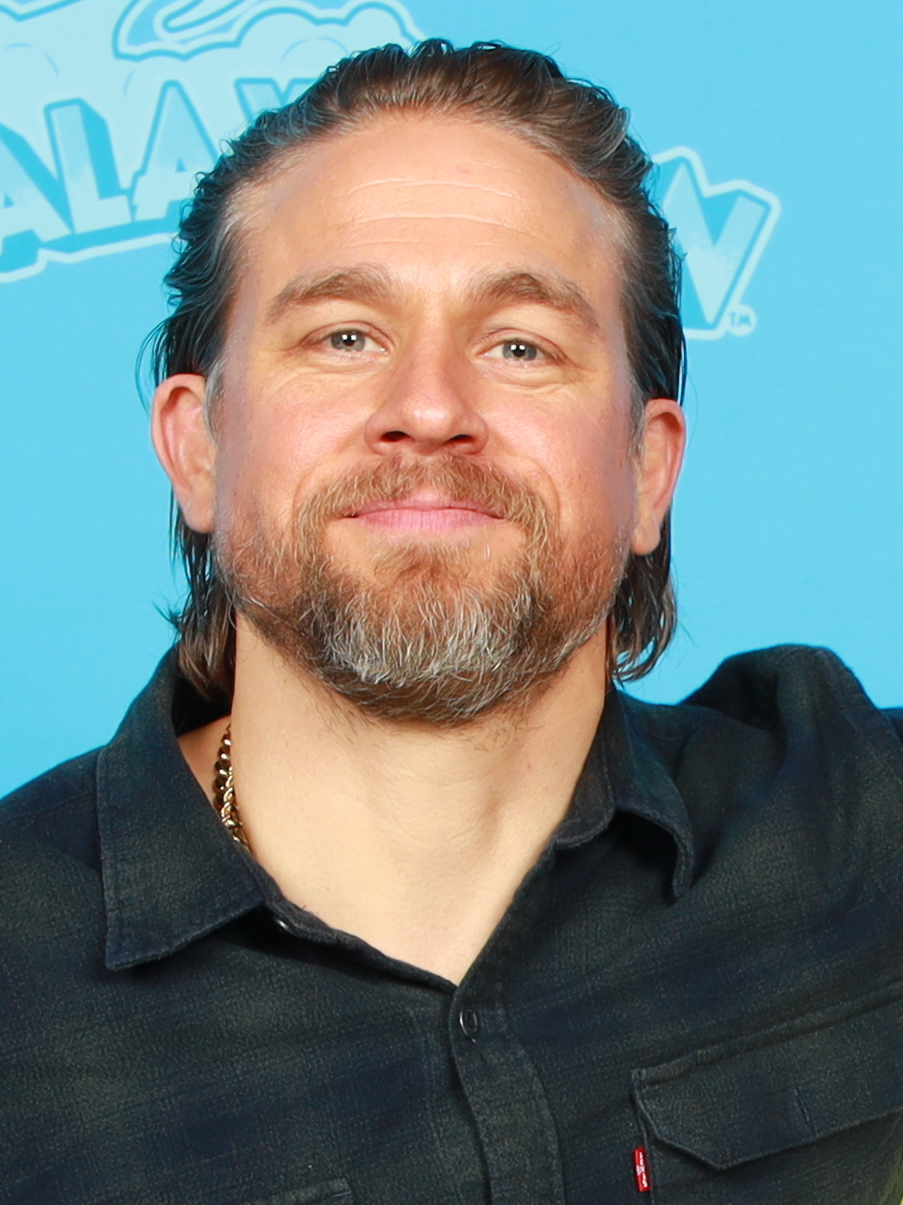
Charlie Hunnam (* 1980)

- Hunnäus, Augustinus (* 1521), niederländischer Theologe, Philosoph und Hochschullehrer
- Hünnebeck, Emil Mauritz (1891–1968), deutscher Bauingenieur und Unternehmer
- Hünnebeck, Marcus (* 1971), deutscher Schriftsteller
- Hünnekens, Ludger (* 1953), deutscher Kulturmanager und Klassischer Archäologe
- Hünnekens, Wolfgang (* 1958), deutscher Autor und Kulturmanager
- Hunnekink, Bernard (* 1946), niederländischer Blechbläser und Komponist
- Hünnerkopf, Otto (* 1951), deutscher Politiker (CSU), MdL
- Hunnicutt, Arthur (1910–1979), US-amerikanischer Schauspieler
- Hunnicutt, Gayle (1943–2023), amerikanische Schauspielerin
- Hünniger, Andrea Hanna (* 1984), deutsche Journalistin und Autorin
- Hünninghaus, Max (1885–1974), deutscher Kreisbauernführer und Politiker (FDP), MdL
- Hunnings, Henry (1858–1935), britischer Ingenieur
- Hunnius, Ägidius der Ältere (1550–1603), lutherischer Theologe, Propst und Generalsuperintendent des sächsischen Kurkreises in Wittenberg
- Hunnius, Ägidius der Jüngere (1594–1642), deutscher lutherischer Theologe
- Hunnius, Carl (1873–1964), deutscher Theologe, Philologe und Pädagoge
- Hunnius, Carl Abraham (1797–1851), deutschbaltischer MedizinerCarl Abraham Hunnius (1797–1851)

Carl Abraham Hunnius (1797–1851)

- Hunnius, Friedrich Wilhelm Hermann (1762–1835), deutscher Theaterschauspieler, Sänger, Theaterleiter und Theaterregisseur
- Hunnius, Helfrich Ulrich (1583–1636), deutscher Rechtswissenschaftler
- Hunnius, Johannes (1852–1943), deutscher Jurist und Politiker
- Hunnius, Klaus (* 1933), deutscher Romanist und Sprachwissenschaftler
- Hunnius, Monika (1858–1934), deutschbaltische Schriftstellerin
- Hunnius, Nikolaus (1585–1643), lutherischer Theologe, Professor der Theologie Universität Wittenberg und Superintendent in Lübeck
- Hunnius, Roland von (* 1945), deutscher Politiker (FDP), MdL
- Hunnius, Werner (1929–1983), deutscher Pflanzenbauwissenschaftler

### Huno
- Huno, Alexander († 1325), Ratssekretär, Chronist und Ratsherr der Hansestadt Lübeck
- Huno, Werner († 1291), deutscher Kaufmann und Ratsherr der Hansestadt Lübeck
- Hunold I. von Plettenberg, Marschall von Westfalen
- Hunold von Aquitanien, Herzog von Aquitanien und Kämpfer gegen die Vorherrschaft der Karolinger
- Hunold, Alfred (1922–1996), deutscher Sportwissenschaftler, Hochschullehrer
- Hunold, Angelika, deutsche Provinzialrömische Archäologin
- Hunold, Balthasar (1828–1884), Schweizer Lyriker
- Hunold, Christian Friedrich (1680–1721), deutscher DichterChristian Friedrich Hunold (1680–1721)

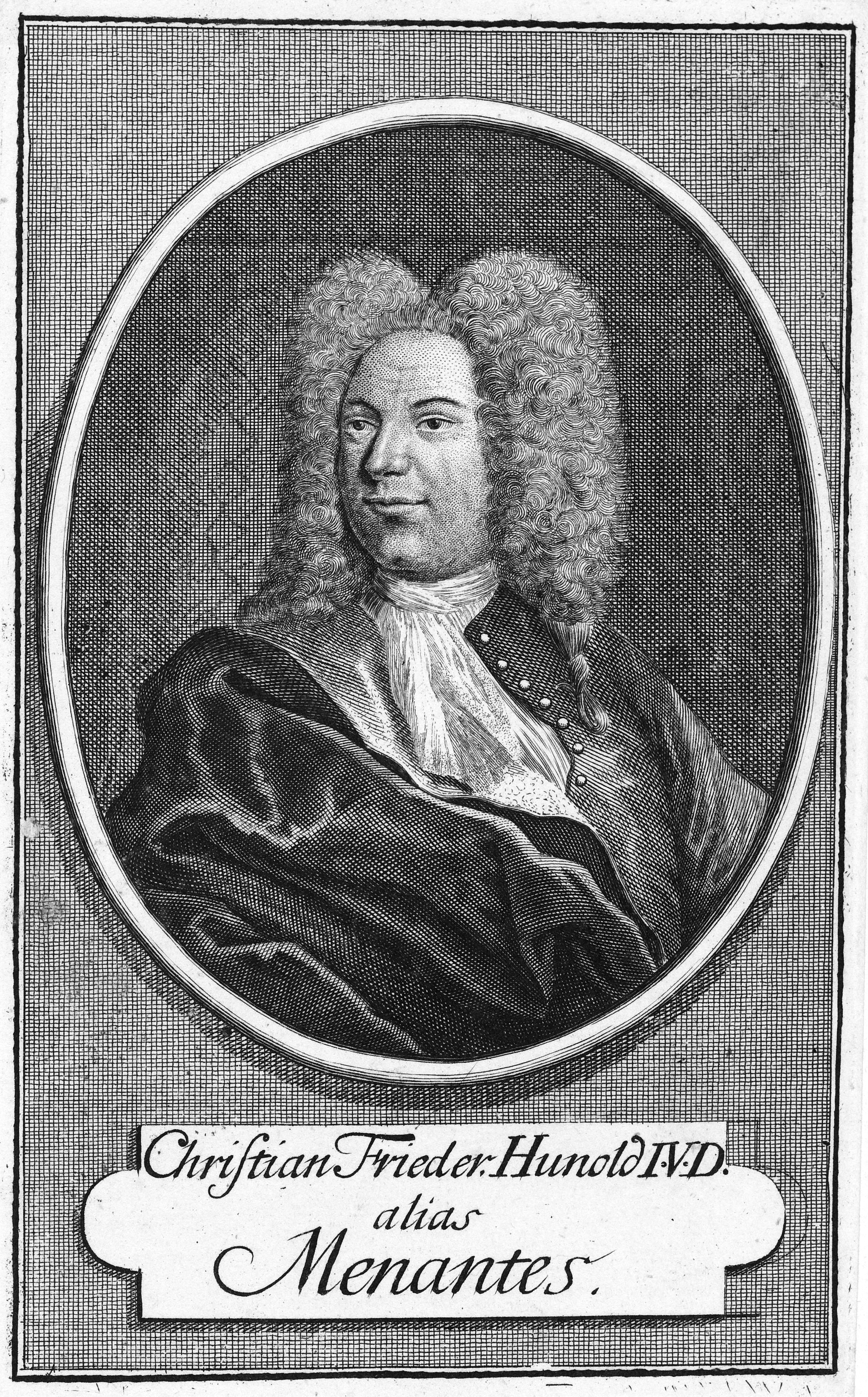
Christian Friedrich Hunold (1680–1721)

- Hunold, Erich (1869–1923), deutscher Opernsänger (Bariton)
- Hunold, Francis Werner (1912–2004), römisch-katholischer Geistlicher, Missionar und Apostolischer Administrator
- Hunold, Gerfried Werner (1938–2022), deutscher römisch-katholischer Ordensgeistlicher, Theologe und Ethiker
- Hunold, Günther (* 1926), deutscher Autor von Beiträgen zur sexuellen Aufklärung
- Hunold, Hans (1939–2009), schweizerischer Maler, Grafiker und Bildhauer
- Hunold, Joachim (* 1949), deutscher UnternehmerJoachim Hunold (* 1949)

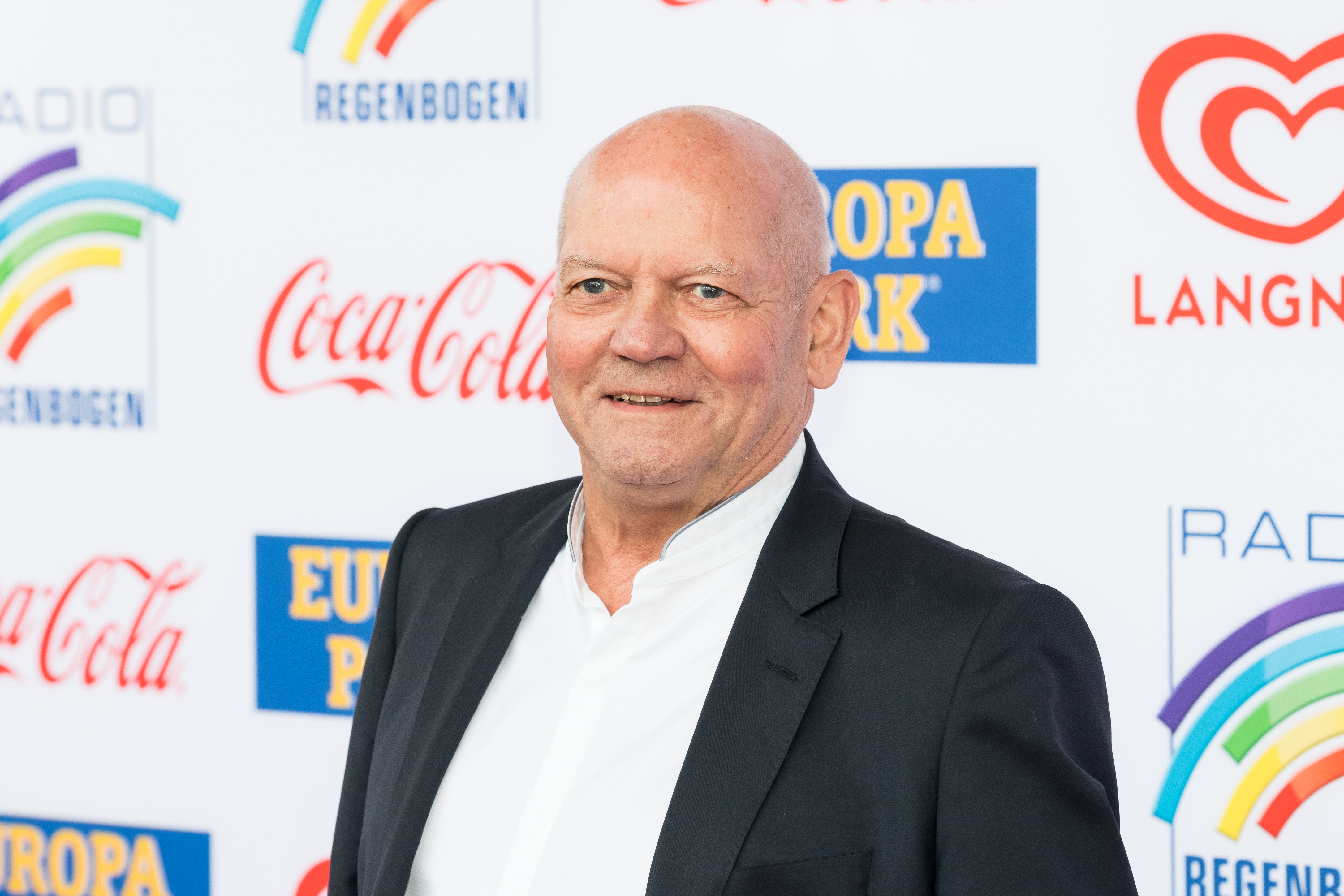
Joachim Hunold (* 1949)

- Hunold, Joseph (1817–1913), deutscher Maler
- Hunold, Kristin Alia (* 1993), deutsche Theater- und Filmschauspielerin, Hörspiel- und Hörbuchsprecherin
- Hunold, Michael (1621–1672), deutscher evangelischer Theologe und Kirchenlieddichter
- Hunold, Rainer (* 1949), deutscher Schauspieler und Autor
- Hunolstein, Johann Wilhelm von (1599–1664), bayerischer und kaiserlicher Generalfeldzeugmeister
- Hunolt, Franz (1691–1746), Jesuit, Prediger und Theologe
- Hunou, Adrien (* 1994), französisch-polnischer Fußballspieler
- Hunout, Patrick, französischer Sozialwissenschaftler und Sozialpolitiker

### Hunr
- Hunrichs, Johann Wilhelm Anton (1718–1787), deutscher Deichgraf zu Oldenburg

### Huns
- Hūns, Kārlis (1831–1877), baltisch-deutscher Maler
- Hunsänger, Kurt (* 1950), deutscher Kunstradfahrer
- Hunsberger, Donald (1932–2023), US-amerikanischer Dirigent und Arrangeur
- Hunsburger, H. Edward (1947–2011), US-amerikanischer Autor
- Hunsche, Friedrich Ernst (1905–1994), deutscher Schriftsteller und Archivar
- Hunsche, Heinrich Wilhelm (1839–1934), evangelischer Pfarrer, Reiseprediger und Missionar in Südbrasilien
- Hünsche, Holger (* 1964), deutscher Fußballspieler
- Hunsche, Klara (1900–1979), deutsche Lehrerin, evangelische Theologin, Pastorin und Autorin
- Hunsche, Otto (1911–1994), deutscher Regierungsrat und Täter des Holocaust
- Hunschede, Frederik (* 1986), deutscher Schauspieler
- Hunsdiecker, Heinz (1904–1981), deutscher Chemiker, Mitentdecker der Hunsdiecker-Reaktion
- Hünseler, André M. (1981–2025), deutscher Foto- und DigitalkünstlerAndré M. Hünseler (1981–2025)

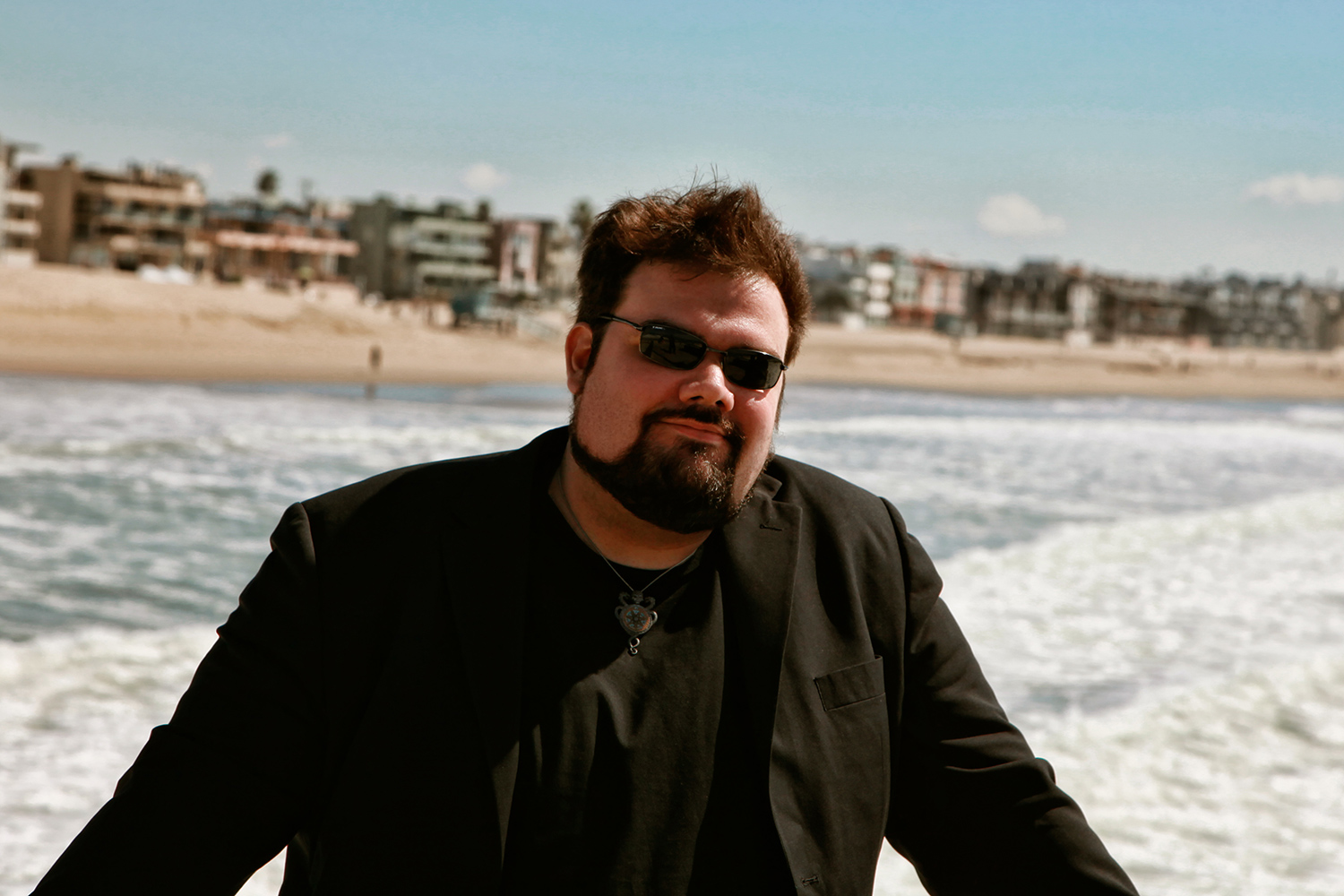
André M. Hünseler (1981–2025)

- Hünseler, Peter (* 1948), deutscher Politikwissenschaftler
- Hunsicker, Ernst (* 1944), deutscher Polizeibeamter
- Hunsinger, Karl (1810–1870), Landtagsabgeordneter Großherzogtum Hessen
- Hunsmann, Gerhard (* 1943), deutscher Virologe
- Hunsperger, Ruedi (1946–2018), Schweizer Schwinger
- Hunsteger-Petermann, Thomas (* 1953), deutscher Kommunalpolitiker (CDU), Oberbürgermeister von Hamm
- Hunstein, Carl (1843–1888), deutscher Ornithologe
- Hunstein, Stefan (* 1957), deutscher Schauspieler und Fotokünstler
- Hunstein, Werner (1928–2012), deutscher Mediziner
- Hunstiger, Josef (1889–1960), deutscher Maler

### Hunt
- Hunt Lieberson, Lorraine (1954–2006), US-amerikanische Opernsängerin (Mezzosopran)
- Hunt, Aaron (* 1986), deutscher FußballspielerAaron Hunt (* 1986)

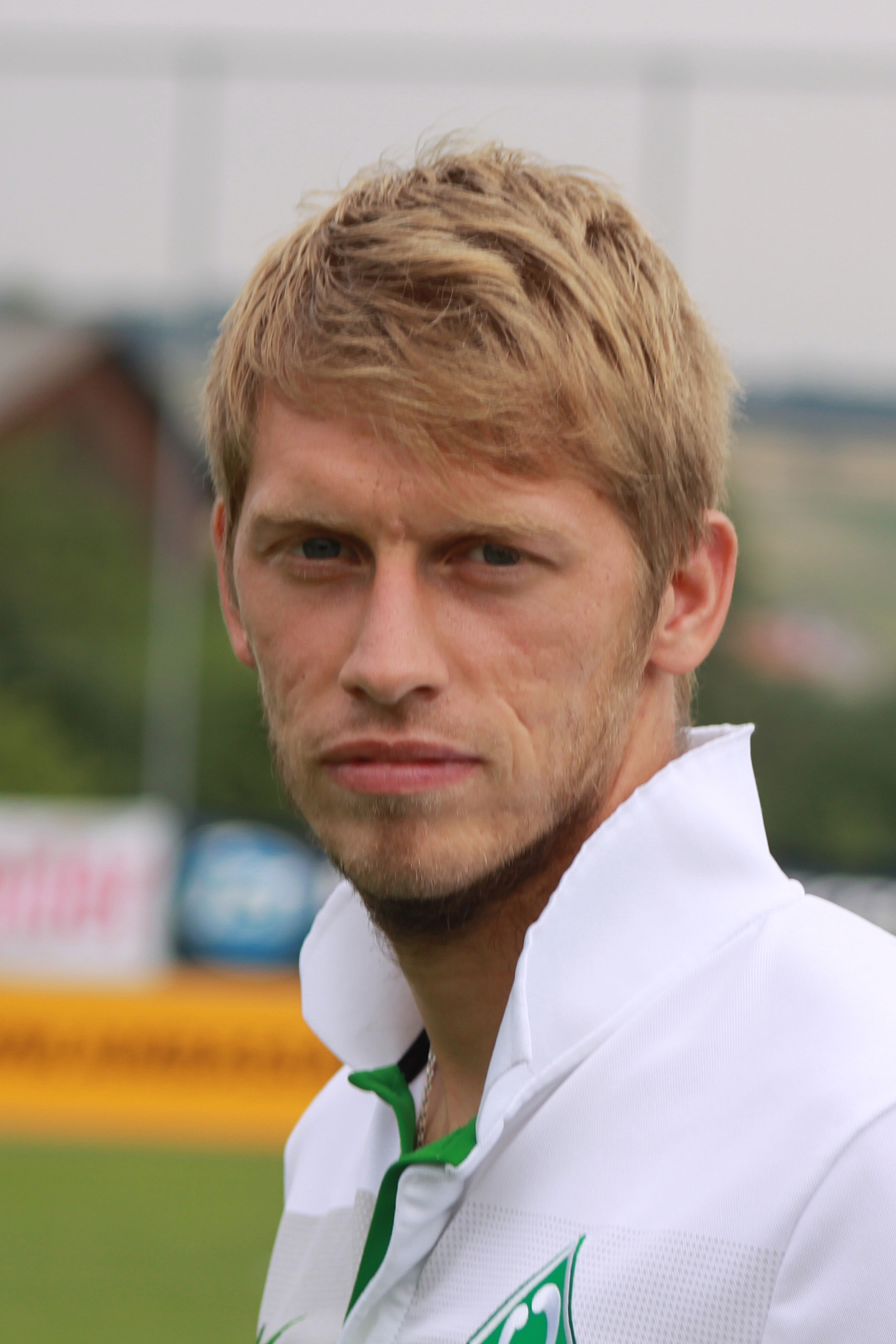
Aaron Hunt (* 1986)

- Hunt, Adam (* 1993), englischer Dartspieler
- Hunt, Alexander Cameron (1825–1894), US-amerikanischer Politiker
- Hunt, Alfred William (1830–1896), englischer Landschaftsmaler
- Hunt, Alvah († 1858), US-amerikanischer Händler und Politiker
- Hunt, Amy (* 2002), britische Sprinterin
- Hunt, Andy (* 1964), US-amerikanischer Autor von Büchern zum Thema Softwareentwicklung
- Hunt, Andy (* 1970), englischer Fußballspieler
- Hunt, Anthony (1932–2022), britischer Bauingenieur
- Hunt, Arthur Roope (1843–1914), britischer Geologe
- Hunt, Arthur Surridge (1871–1934), britischer Papyrologe
- Hunt, Ashley (* 1970), US-amerikanischer Konzeptkünstler, Videokünstler und Aktivist
- Hunt, Blu (* 1995), US-amerikanische Filmschauspielerin
- Hunt, Bonnie (* 1961), US-amerikanische Schauspielerin, Komikerin, Synchronsprecher, Drehbuchautorin und RegisseurinBonnie Hunt (* 1961)

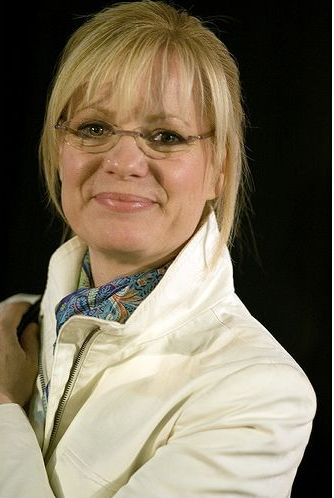
Bonnie Hunt (* 1961)

- Hunt, Brad, US-amerikanischer Schauspieler
- Hunt, Brad (* 1988), kanadischer Eishockeyspieler
- Hunt, Cameron (* 1997), US-amerikanischer Basketballspieler
- Hunt, Carleton (1836–1921), US-amerikanischer Politiker
- Hunt, Chad (* 1975), US-amerikanischer Pornodarsteller
- Hunt, Chandler (* 1998), US-amerikanischer Snowboarder
- Hunt, Charles (1833–1868), Gouverneur von Western Australia
- Hunt, Chris (* 1968), englischer Badmintonspieler
- Hunt, Christine (1950–2020), australische Speerwerferin
- Hunt, Clare (* 1999), australische Fußballspielerin
- Hunt, Clark (* 1965), US-amerikanischer UnternehmerClark Hunt (* 1965)

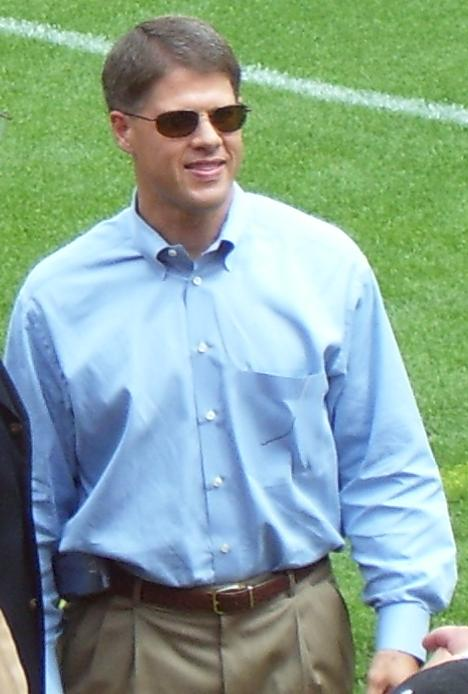
Clark Hunt (* 1965)

- Hunt, Courtney (* 1964), US-amerikanische Drehbuchautorin und Regisseurin
- Hunt, Damian, britischer Schauspieler und Synchronsprecher
- Hunt, Dan (* 1976), US-amerikanischer Fußballfunktionär und Unternehmer
- Hunt, Darryl (1950–2022), britischer Musiker und Songwriter
- Hunt, Dave, britischer Sänger
- Hunt, Dave (1926–2013), US-amerikanischer christlicher Apologet, Prediger und Autor
- Hunt, David (* 1934), britischer Segler
- Hunt, David (* 1942), britischer Politiker, Mitglied des House of Commons
- Hunt, David (1960–2015), britischer Automobilrennfahrer
- Hunt, David R. (* 1945), englischer Badmintonspieler
- Hunt, David Richard (1938–2019), englischer Botaniker
- Hunt, Dennis (1937–2019), englischer Fußballspieler
- Hunt, Dick (* 1935), US-amerikanischer Eisschnellläufer
- Hunt, Dryden (* 1995), kanadischer Eishockeyspieler
- Hunt, E. Howard (1918–2007), US-amerikanischer Nachrichtendienstmitarbeiter
- Hunt, Earl (1933–2016), US-amerikanischer Psychologe
- Hunt, Ed, US-amerikanischer Drehbuchautor, Filmregisseur und Filmproduzent
- Hunt, Ella (* 1998), britische SchauspielerinElla Hunt (* 1998)

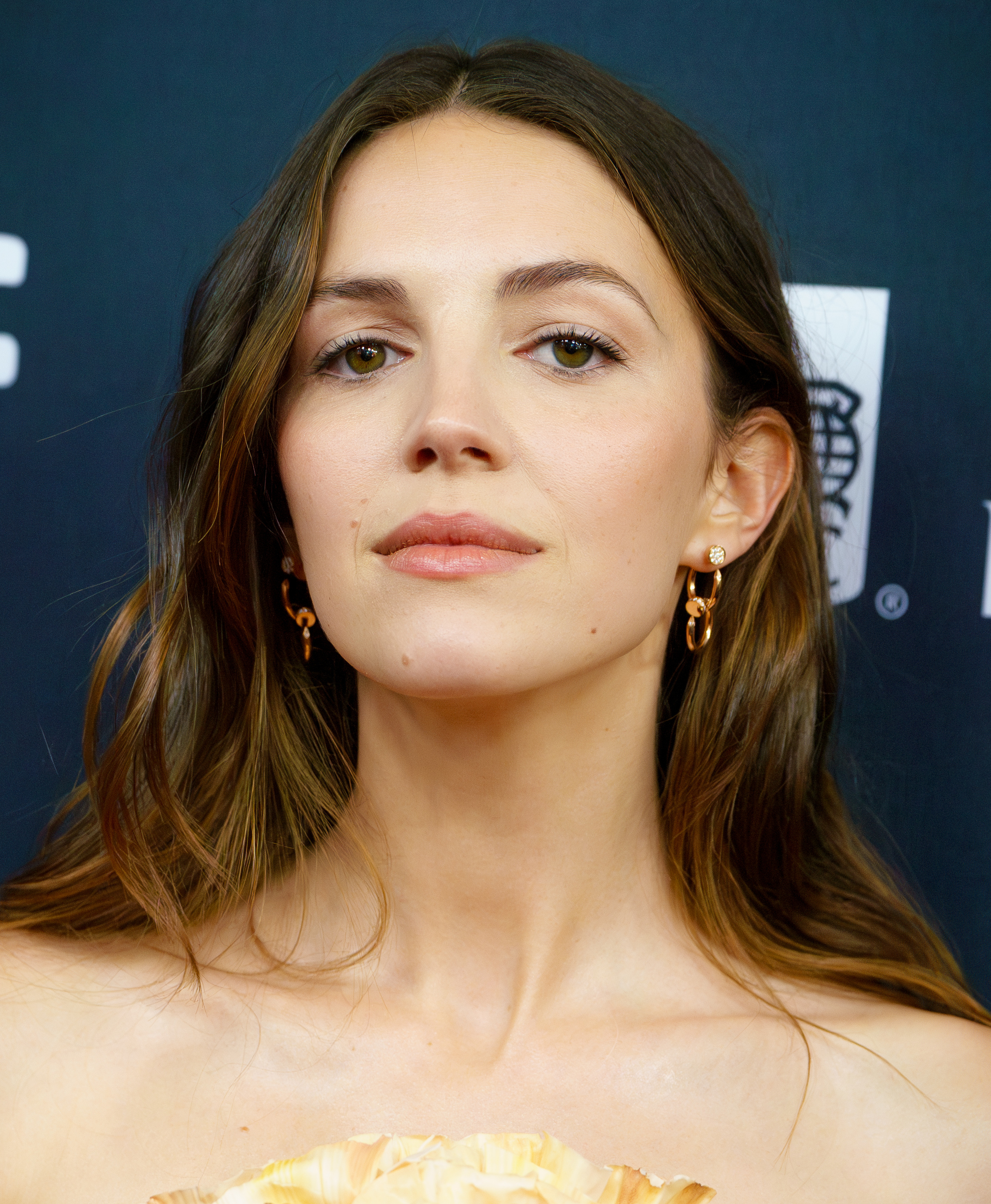
Ella Hunt (* 1998)

- Hunt, Emma (* 2003), US-amerikanische Sportkletterin
- Hunt, Fern (* 1948), US-amerikanische Mathematikerin
- Hunt, Florence (* 2007), britische Schauspielerin
- Hunt, Frances Irwin (1890–1981), neuseeländische Malerin
- Hunt, Frank W. (1871–1906), US-amerikanischer Politiker
- Hunt, Franklin (* 1883), amerikanischer Physiker
- Hunt, Gareth (1942–2007), englischer Schauspieler
- Hunt, Geoff (* 1947), australischer Squashspieler
- Hunt, George (1916–1999), US-amerikanischer Ruderer
- Hunt, George W. P. (1859–1934), US-amerikanischer Politiker
- Hunt, George Ward (1825–1877), britischer Politiker, Mitglied des House of Commons
- Hunt, Graham (* 1953), australischer Dartspieler
- Hunt, H. Guy (1933–2009), US-amerikanischer Politiker
- Hunt, Haroldson (1889–1974), US-amerikanischer Ölmilliardär
- Hunt, Harriet (* 1978), englische Schachmeisterin
- Hunt, Harriot Kezia (1805–1875), amerikanische Ärztin und Aktivistin
- Hunt, Helen (* 1963), US-amerikanische SchauspielerinHelen Hunt (* 1963)

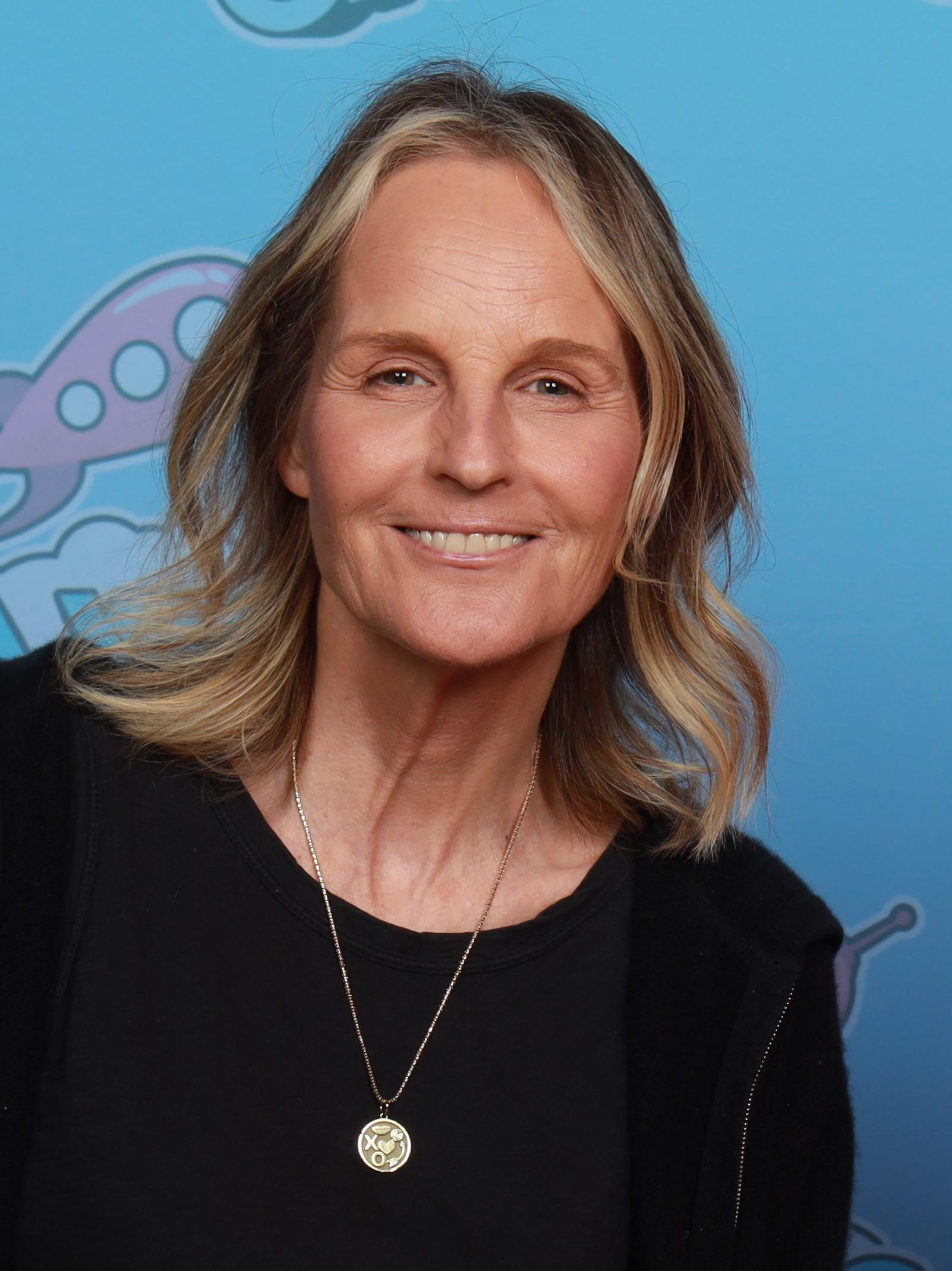
Helen Hunt (* 1963)

- Hunt, Henry (1773–1835), britischer radikaler Redner
- Hunt, Henry William (1790–1864), englischer Maler
- Hunt, Herbert James (1899–1973), britischer Romanist und Literaturwissenschaftler
- Hunt, Hiram P. (1796–1865), US-amerikanischer Politiker
- Hunt, Hugh (1902–1988), US-amerikanischer Szenenbildner und Art Director
- Hunt, J. Roy (1884–1972), US-amerikanischer Kameramann
- Hunt, Jack (* 1990), englischer Fußballspieler
- Hunt, Jacqueline (* 1968), südafrikanische Vorständin der Allianz SE
- Hunt, James (* 1936), US-amerikanischer Segler
- Hunt, James (1947–1993), britischer AutomobilrennfahrerJames Hunt (1947–1993)

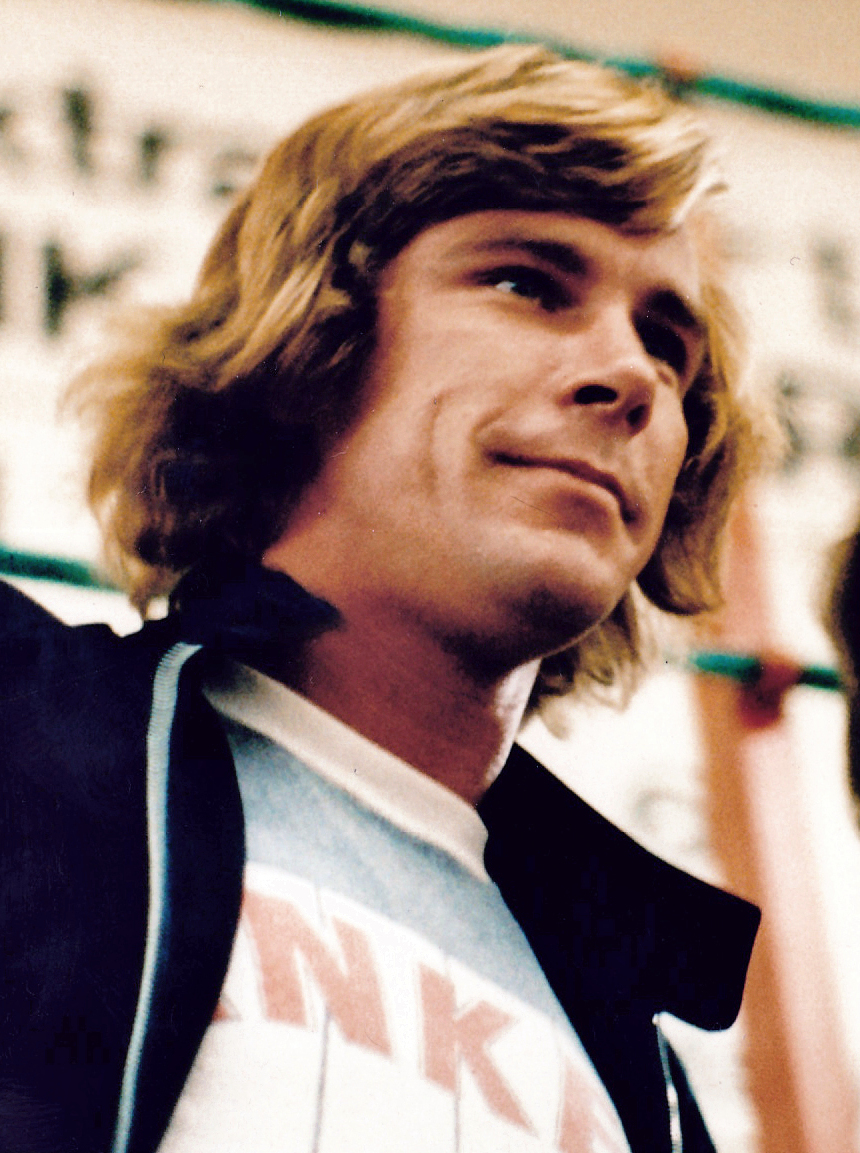
James Hunt (1947–1993)

- Hunt, James B. (1799–1857), US-amerikanischer Politiker
- Hunt, Jamie (* 1984), kanadischer Eishockeyspieler
- Hunt, Jamie (* 1988), US-amerikanischer Tennisspieler
- Hunt, Jennifer (* 1965), US-amerikanische Wirtschaftswissenschaftlerin und Hochschullehrerin
- Hunt, Jeremy (* 1966), britischer Politiker (Conservative Party), Mitglied des House of Commons
- Hunt, Jeremy (* 1974), britischer Radrennfahrer
- Hunt, Jim (* 1937), US-amerikanischer Politiker (Demokratische Partei)
- Hunt, Jimmie (* 1982), US-amerikanischer Basketballspieler
- Hunt, Jimmy (1939–2025), US-amerikanischer Schauspieler
- Hunt, Joe, US-amerikanischer Restaurantbesitzer und Politiker
- Hunt, Joe (* 1938), US-amerikanischer Jazzmusiker und Musikpädagoge
- Hunt, John (* 1827), anglikanischer Theologe und Schriftsteller
- Hunt, John Dixon (* 1936), britischer Historiker
- Hunt, John E. (1908–1989), US-amerikanischer Politiker
- Hunt, John Montgomerie (1897–1980), britischer Armeeoffizier
- Hunt, John T. (1860–1916), US-amerikanischer Politiker
- Hunt, John, Baron Hunt (1910–1998), britischer Offizier
- Hunt, John, Baron Hunt of Fawley (1905–1987), britischer Mediziner
- Hunt, John, Baron Hunt of Tanworth (1919–2008), britischer Politiker und Staatsbeamter
- Hunt, Jonathan (1738–1823), US-amerikanischer Landbesitzer und Politiker
- Hunt, Jonathan (1787–1832), US-amerikanischer Politiker
- Hunt, Jonathan (1938–2024), neuseeländischer Politiker, Speaker of the New Zealand House of Representatives, Diplomat und Mitglied im Privy Council
- Hunt, Joseph (1919–1945), US-amerikanischer Tennisspieler
- Hunt, Julian, Baron Hunt of Chesterton (* 1941), britischer Meteorologe und Generaldirektor des Met Office
- Hunt, Kareem (* 1995), US-amerikanischer American-Football-SpielerKareem Hunt (* 1995)

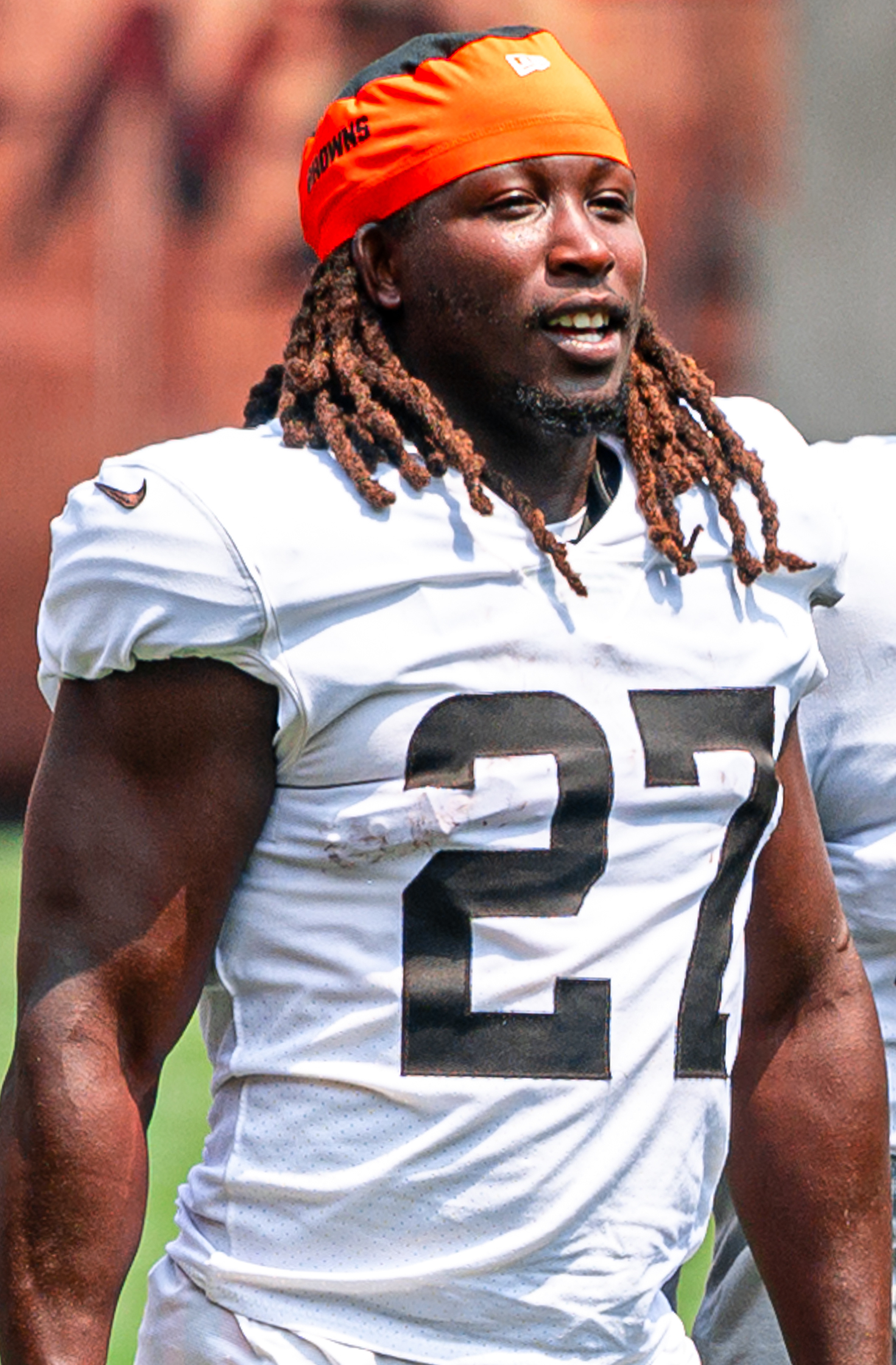
Kareem Hunt (* 1995)

- Hunt, Kenneth (1884–1949), englischer Fußballspieler
- Hunt, Lamar (1932–2006), US-amerikanischer Sportfunktionär
- Hunt, Leigh (1784–1859), englischer Schriftsteller
- Hunt, Lesley (* 1950), australische Tennisspielerin
- Hunt, Leslie G. (* 1954), deutsch-US-amerikanischer Maler und Radierer
- Hunt, Lester C. (1892–1954), US-amerikanischer Politiker (Demokratische Partei)
- Hunt, Linda (* 1945), US-amerikanische SchauspielerinLinda Hunt (* 1945)

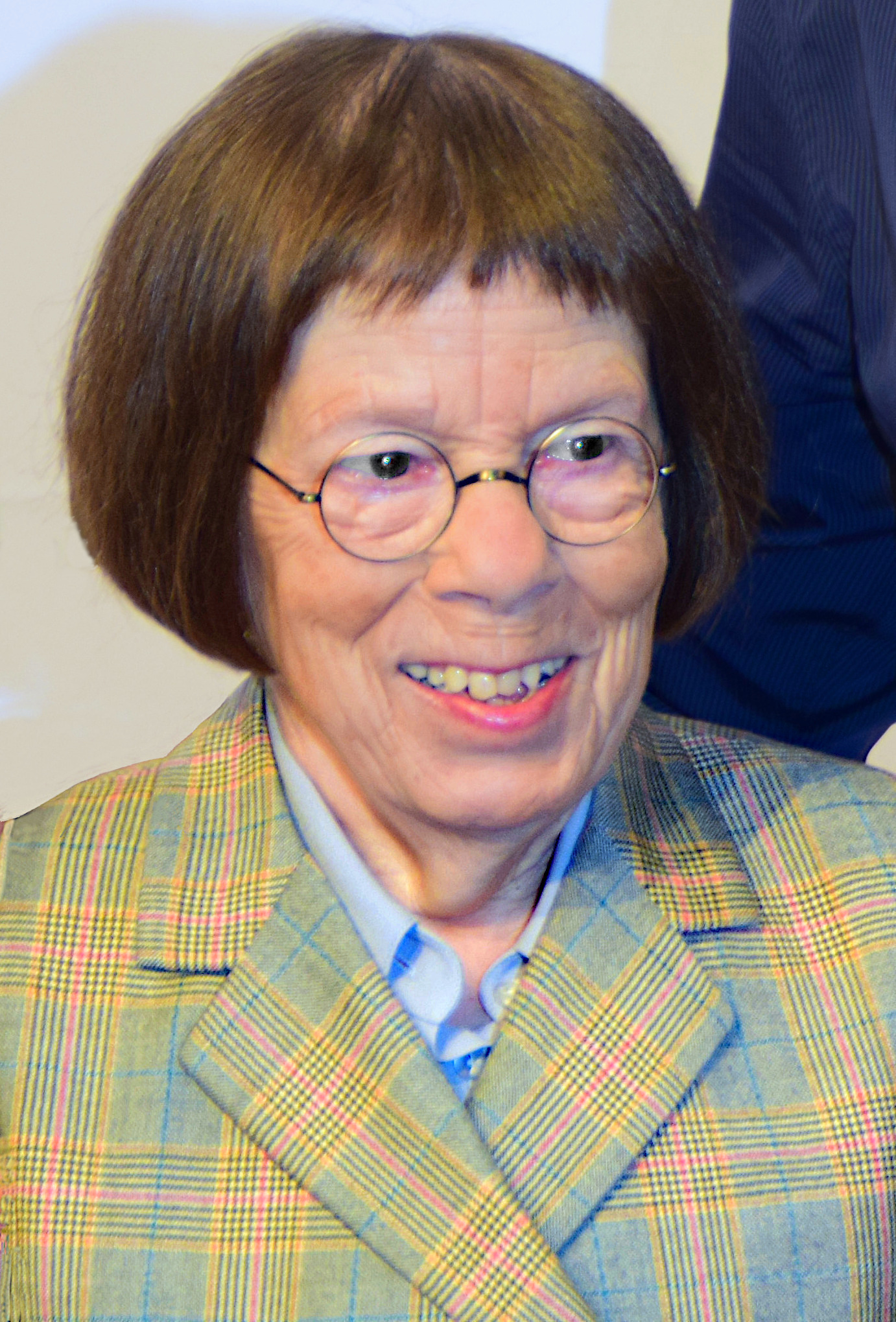
Linda Hunt (* 1945)

- Hunt, Lorraine (* 1939), US-amerikanische Politikerin
- Hunt, Louise (* 1991), britische Rollstuhltennisspielerin
- Hunt, Lynn (* 1945), US-amerikanische Neuzeithistorikerin und Kulturhistorikerin
- Hunt, Marjorie (* 1954), Autorin, Filmproduzentin und Filmregisseurin
- Hunt, Mark (* 1969), englischer Fußballspieler
- Hunt, Mark (* 1974), neuseeländischer K-1-Kämpfer und Mixed-Martial-Arts-Kämpfer
- Hunt, Marsha (1917–2022), US-amerikanische Schauspielerin
- Hunt, Marsha (* 1946), US-amerikanische Sängerin, Schriftstellerin, Schauspielerin und Fotomodel
- Hunt, Martha (* 1989), US-amerikanisches Model
- Hunt, Martin, nauruischer Politiker
- Hunt, Martita (1900–1969), britische Schauspielerin
- Hunt, Mary E. (* 1951), US-amerikanische feministische Theologin
- Hunt, Nelson Bunker (1926–2014), US-amerikanischer Unternehmer und Spekulant
- Hunt, Nicholas (1930–2013), britischer Marineoffizier, zuletzt im Dienstgrad eines Admirals
- Hunt, Nicky (* 1983), englischer Fußballspieler
- Hunt, Nicole (* 1970), US-amerikanische Sommerbiathletin
- Hunt, Patricia, Entwicklungsbiologin
- Hunt, Patrick (* 1951), US-amerikanischer Archäologe
- Hunt, Paul D. (* 1978), US-amerikanischer Schauspieler, Filmproduzent und Tontechniker
- Hunt, Pee Wee (1907–1979), US-amerikanischer Dixieland Jazz-Posaunist, Sänger und Bandleader
- Hunt, Penny (* 1948), neuseeländische Sprinterin
- Hunt, Percy (* 1908), britischer Motorradrennfahrer
- Hunt, Peter Mervyn (1916–1988), britischer General
- Hunt, Peter R. (1925–2002), englischer Filmregisseur und Filmeditor
- Hunt, Philip (* 1949), britischer Politiker
- Hunt, Richard (1930–2011), britisch-kanadischer Pianist, Komponist, Arrangeur und Musikpädagoge
- Hunt, Richard (1951–1992), US-amerikanischer Puppenspieler, Schauspieler und Fernsehregisseur
- Hunt, Richard Allen (1937–2009), US-amerikanischer Mathematiker
- Hunt, Richard Morris (1827–1895), US-amerikanischer Architekt
- Hunt, Rimo (* 1985), estnischer Fußballspieler
- Hunt, Rocco (* 1994), italienischer RapperRocco Hunt (* 1994)

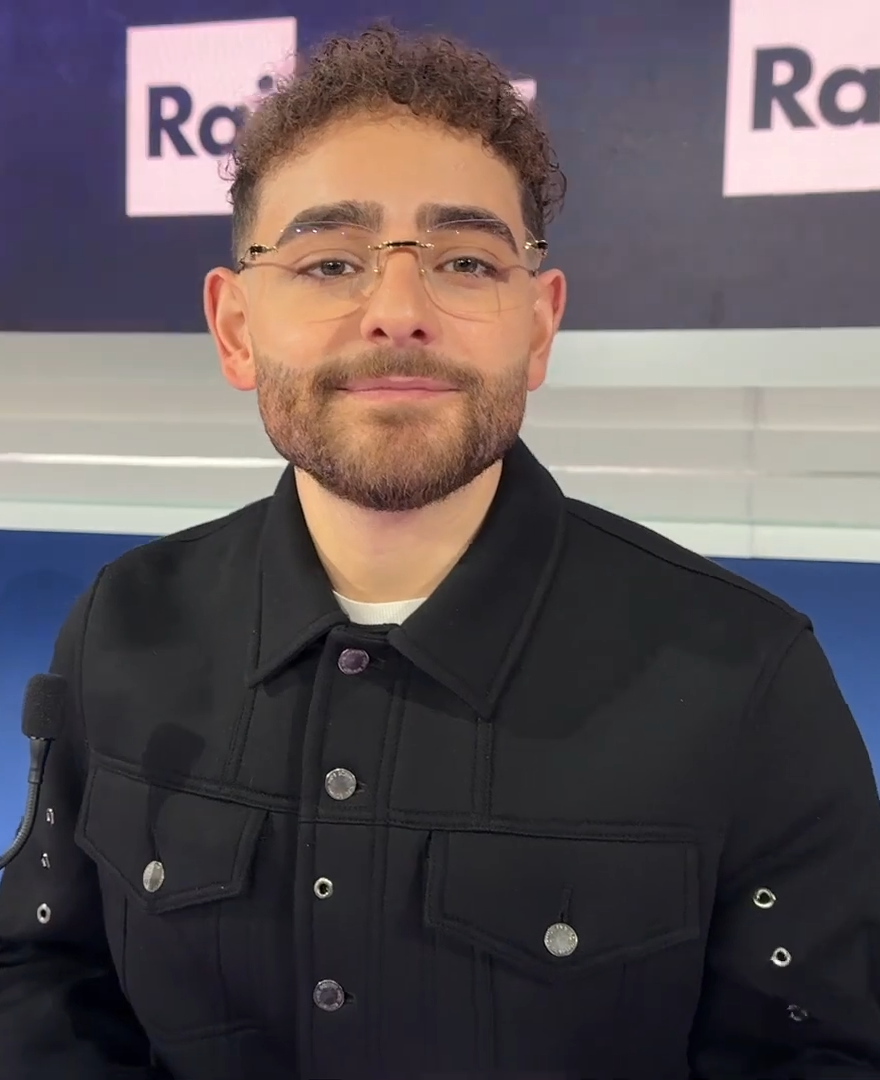
Rocco Hunt (* 1994)

- Hunt, Roger (1938–2021), englischer Fußballspieler
- Hunt, Ruth (* 1980), britische Politikerin
- Hunt, Sam (* 1951), US-amerikanischer American-Football-Spieler auf der Position des Linebackers
- Hunt, Sam (* 1984), US-amerikanischer Countrysänger und Songwriter
- Hunt, Samantha (* 1971), US-amerikanische Autorin
- Hunt, Samuel (1765–1807), US-amerikanischer Politiker
- Hunt, Shelby D. (1939–2022), US-amerikanischer Organisationstheoretiker und Professor für Marketing
- Hunt, Stephen (* 1981), irischer Fußballspieler
- Hunt, Steve (* 1954), US-amerikanischer Jazz-Musiker
- Hunt, Steven (* 1990), kanadischer Volleyballspieler
- Hunt, Tamika (* 1993), australische Squashspielerin
- Hunt, Theodore Gaillard (1805–1893), US-amerikanischer Politiker
- Hunt, Thomas Sterry (1826–1892), US-amerikanischer Chemiker und Mineraloge
- Hunt, Tim (* 1943), britischer Biochemiker und Molekularbiologe
- Hunt, Tommy (1933–2025), US-amerikanischer R&B-Sänger
- Hunt, Tony (1942–2017), kanadischer Künstler
- Hunt, Tristram (* 1974), britischer Historiker, Museumsleiter und Politiker
- Hunt, Violet (1862–1942), britische Autorin
- Hunt, Walter (1796–1859), US-amerikanischer Erfinder
- Hunt, Walter Frederick (1882–1975), US-amerikanischer Mineraloge und Petrologe
- Hunt, Walter H. (* 1959), US-amerikanischer Science-Fiction-Autor
- Hunt, Ward (1810–1886), US-amerikanischer Jurist und Politiker
- Hunt, Washington (1811–1867), US-amerikanischer Politiker
- Hunt, Wesley (* 1981), US-amerikanischer Politiker
- Hunt, William (1842–1931), englischer Kleriker und Historiker
- Hunt, William H. (1823–1884), US-amerikanischer Jurist und Politiker
- Hunt, William Henry (1857–1949), US-amerikanischer Jurist und Politiker
- Hunt, William Holman (1827–1910), britischer Maler und einer der Gründer der Gruppe der Präraffaeliten
- Hunt, William Morris (1824–1879), US-amerikanischer Maler
- Hunt-Davis, Ben (* 1972), britischer Ruderer

#### Hunte
- Hunte, Julian (* 1940), lucianischer Politiker, Präsident der 58. UN-Generalversammlung
- Hunte, Otto (1881–1960), deutscher Filmarchitekt
- Hunte, Sebastian (* 1996), barbadischer Fußballspieler
- Hunte, Silvia (* 1938), panamaische Sprinterin, Hürdenläuferin, Hochspringerin und Speerwerferin
- Hunte, Zakaiya, barbadische Hochspringerin
- Huntelaar, Klaas-Jan (* 1983), niederländischer FußballspielerKlaas-Jan Huntelaar (* 1983)

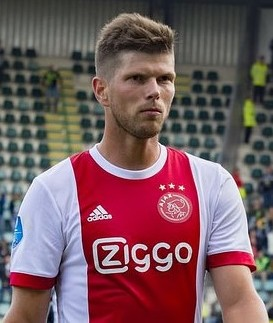
Klaas-Jan Huntelaar (* 1983)

- Hünteler, Konrad (1947–2020), deutscher Musiker
- Hüntelmann, Rafael (* 1958), deutscher Philosoph und Autor
- Huntemann, Georg (1929–2014), deutscher evangelischer Theologe und Hochschullehrer
- Huntemann, Johann (1858–1934), deutscher Landwirtschaftslehrer, Wirtschaftsberater und Autor
- Huntemann, Oliver (* 1968), deutscher DJ und Produzent im Bereich der elektronischen Tanzmusik
- Huntemann, Philipp, deutscher Goldschmied
- Huntemüller, Otto (1878–1931), deutscher Arzt, Hygieniker, Sportmediziner und Hochschullehrer
- Hünten, Daniel († 1823), deutscher Komponist und Musiker
- Hünten, Emil (1827–1902), deutscher Maler, Zeichner und Illustrator
- Hünten, Franz (1792–1878), deutscher Komponist und Pianist
- Hünten, Franz Johann Wilhelm (1822–1887), deutscher Marinemaler der Düsseldorfer Schule
- Hünten, Max (1869–1936), deutscher Maler
- Hünten, Richard (1867–1952), deutscher Marinemaler
- Hunter Ashton, Al (1957–2007), britischer Schauspieler und Drehbuchautor
- Hunter Austin, Mary (1868–1934), US-amerikanische Schriftstellerin, Dichterin und Dramatikerin
- Hunter Bell, Georgia (* 1993), britische Leichtathletin
- Hunter Biden, Neilia (1942–1972), US-amerikanische Lehrerin und erste Ehefrau Joe BidensNeilia Hunter Biden (1942–1972)

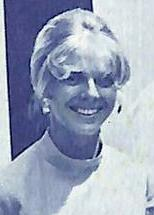
Neilia Hunter Biden (1942–1972)

- Hunter, Aislinn (* 1969), kanadische Schriftstellerin
- Hunter, Alan (1913–2002), britischer Hürdenläufer und Sprinter
- Hunter, Alberta (1895–1984), amerikanische Blues- und Jazz-Sängerin
- Hunter, Alexis (1948–2014), neuseeländische Malerin und Fotografin
- Hunter, Alice (* 1989), australische SchauspielerinAlice Hunter (* 1989)

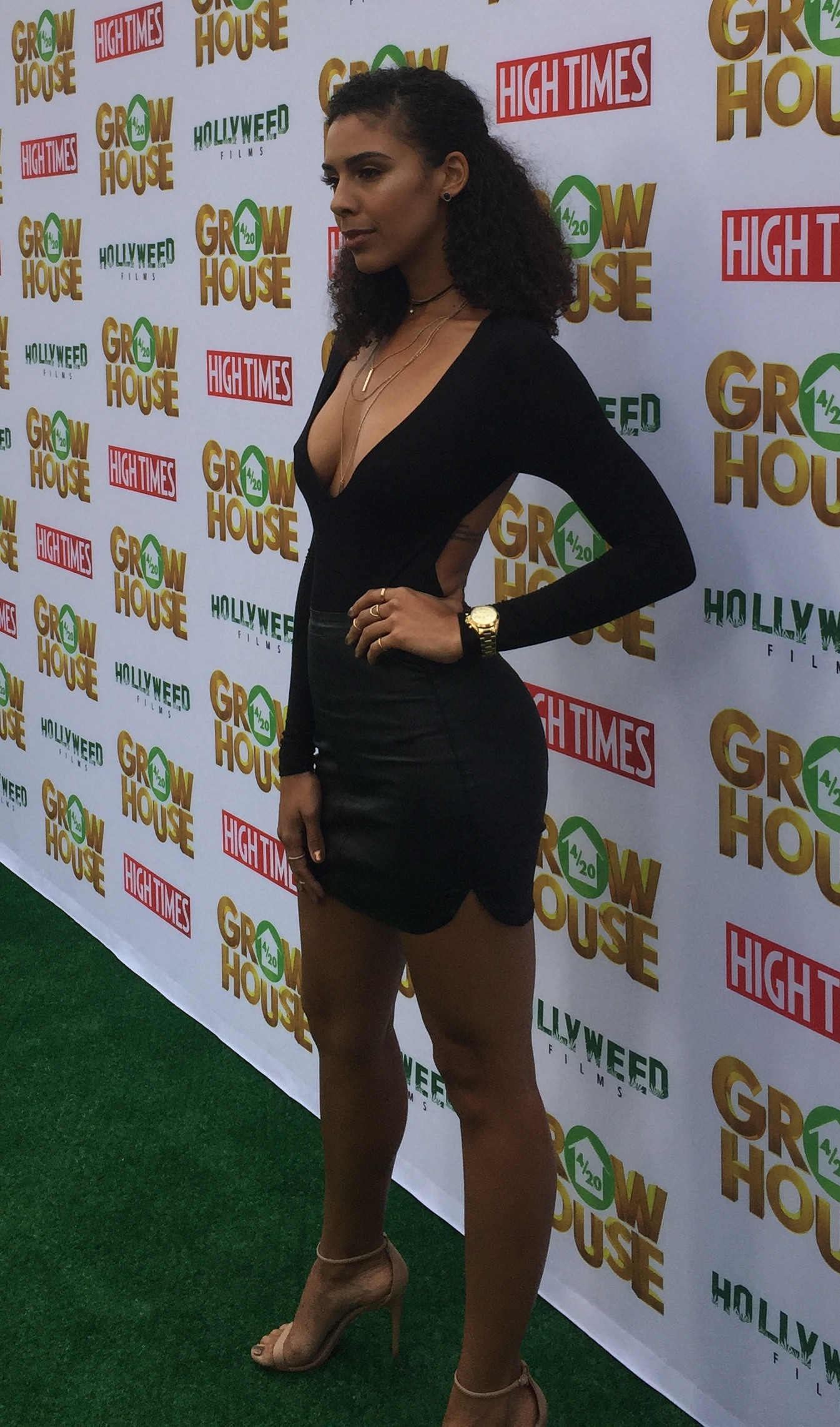
Alice Hunter (* 1989)

- Hunter, Allan O. (1916–1995), US-amerikanischer Politiker
- Hunter, Ally (* 1949), schottischer Fußballtorwart
- Hunter, Amy (* 2005), irische Cricketspielerin
- Hunter, Andrew (* 1986), britischer Schwimmer
- Hunter, Andrew J. (1831–1913), US-amerikanischer Politiker
- Hunter, Andy (* 1979), US-amerikanischer Jazzmusiker, Arrangeur und Komponist
- Hunter, Anne (1742–1821), britische Dichterin und Komponistin
- Hunter, April (* 1971), US-amerikanische Wrestlerin
- Hunter, Archibald (1856–1936), britischer General
- Hunter, Archie (1859–1894), schottischer Fußballspieler
- Hunter, Arline (1931–2018), US-amerikanische Filmschauspielerin und Pin-up-Girl
- Hunter, Bill (1940–2011), australischer Schauspieler
- Hunter, Billy (1885–1937), schottischer Fußballspieler und -trainer
- Hunter, Brandon (1980–2023), US-amerikanischer Basketballspieler
- Hunter, Brian (* 1975), kanadischer Fondsmanager
- Hunter, C. C., US-amerikanische Autorin
- Hunter, Catfish (1946–1999), US-amerikanischer Baseballspieler
- Hunter, Celia M. (1919–2001), US-amerikanische Umweltschützerin
- Hunter, Charlie (* 1967), US-amerikanischer Jazz-, Rock- und Fusion-Gitarrist
- Hunter, Chase, US-amerikanischer Pornodarsteller
- Hunter, Chris (* 1957), britischer Jazz-Saxophonist und -Flötist
- Hunter, Chris (* 1983), Schweizer Künstler, Kurator, Kunstvermittler und Performer
- Hunter, Chris (* 1984), US-amerikanischer Basketballspieler
- Hunter, Colin (1841–1904), schottischer Maler und Radierer
- Hunter, Cottrell J. (1968–2021), US-amerikanischer Kugelstoßer
- Hunter, Dale (* 1960), kanadischer Eishockeyspieler, -trainer und -funktionär
- Hunter, Danielle (* 1994), US-amerikanischer American-Football-Spieler
- Hunter, Dave (* 1958), kanadischer Eishockeyspieler
- Hunter, David (1802–1886), amerikanischer OffizierDavid Hunter (1802–1886)

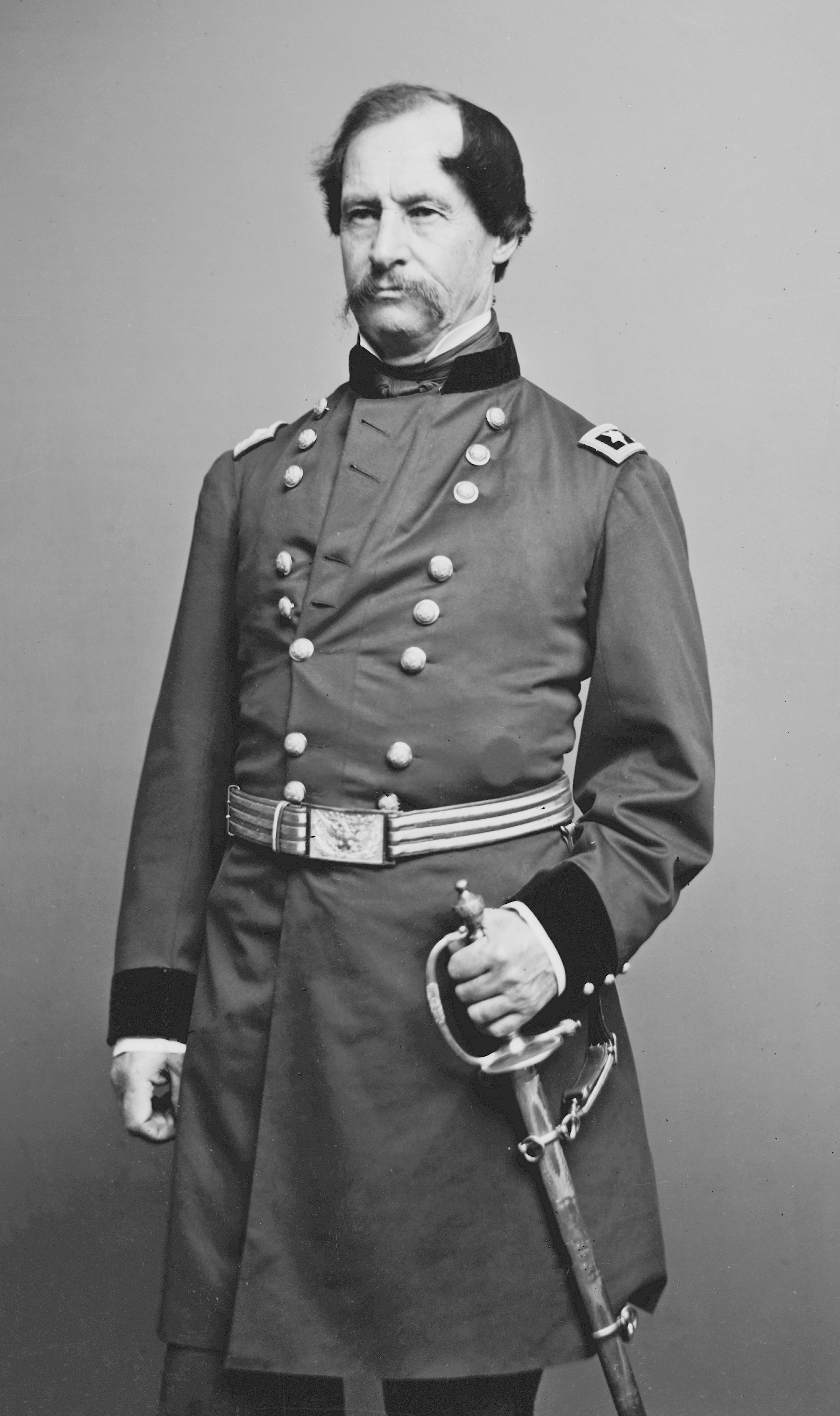
David Hunter (1802–1886)

- Hunter, De’Andre (* 1997), US-amerikanischer Basketballspieler
- Hunter, Duncan (* 1948), amerikanischer Politiker der Republikanischen Partei
- Hunter, Duncan D. (* 1976), amerikanischer Politiker
- Hunter, Edwin (1874–1935), US-amerikanischer Tennisspieler
- Hunter, Emmett (* 1991), US-amerikanischer Schauspieler in Film und Fernsehen
- Hunter, Eric (* 1986), kanadischer Eishockeyspieler
- Hunter, Frank (1894–1981), US-amerikanischer Tennisspieler
- Hunter, George (1877–1931), britischer Maler
- Hunter, George (1927–2004), südafrikanischer Boxer
- Hunter, George W. (1861–1946), schottischer Missionar in China und Turkestan
- Hunter, Harold (1974–2006), US-amerikanischer Skater und Schauspieler
- Hunter, Heath, britisch-jamaikanischer Reggaesänger
- Hunter, Heather (* 1969), US-amerikanische Pornodarstellerin, Tänzerin und Sängerin
- Hunter, Holly (* 1958), US-amerikanische SchauspielerinHolly Hunter (* 1958)

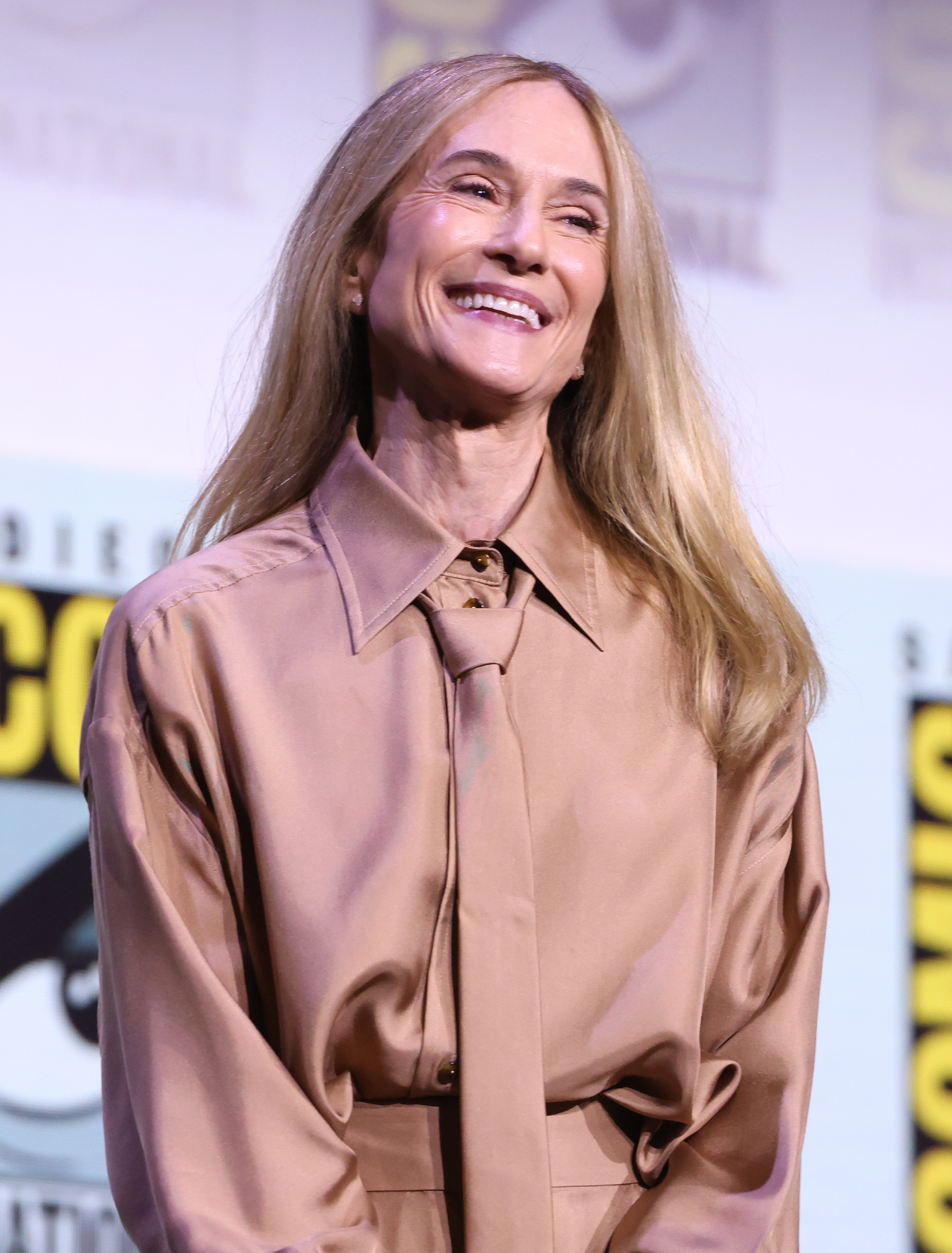
Holly Hunter (* 1958)

- Hunter, Howard W. (1907–1995), 14. Präsident der Kirche Jesu Christi der Heiligen der Letzten Tage
- Hunter, Ian (1900–1975), britischer Schauspieler
- Hunter, Ian (* 1939), britischer SängerIan Hunter (* 1939)

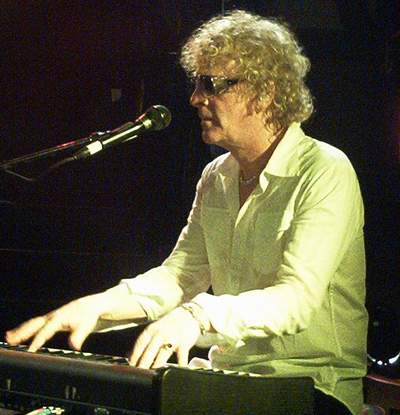
Ian Hunter (* 1939)

- Hunter, Ian (* 1960), australischer Politiker
- Hunter, Ian, amerikanischer Visual Effects Supervisor
- Hunter, Ian McLellan (1915–1991), britisch-US-amerikanischer Drehbuchautor
- Hunter, Ivory Joe (1914–1974), US-amerikanischer Bluesmusiker
- Hunter, Ivy Jo (1940–2022), US-amerikanischer R&B-Songwriter, Musikproduzent und Sänger
- Hunter, Jack D. (1921–2009), US-amerikanischer Autor
- Hunter, James Hogg (1890–1982), kanadischer Autor
- Hunter, Jeffrey (1926–1969), US-amerikanischer Schauspieler
- Hunter, Jim (* 1953), kanadischer Skirennläufer
- Hunter, Joe (1927–2007), US-amerikanischer Musiker
- Hunter, John (1728–1793), britischer Anatom und Begründer der wissenschaftlichen Chirurgie
- Hunter, John (1732–1802), US-amerikanischer Politiker (Demokratisch-Republikanische Partei)
- Hunter, John (1737–1821), schottischer Australienpionier und Gouverneur von New South Wales (1795–1800)
- Hunter, John (1854–1881), schottischer Fußballspieler
- Hunter, John (* 1943), neuseeländischer Ruderer
- Hunter, John F. (1896–1957), US-amerikanischer Politiker
- Hunter, John W. (1807–1900), US-amerikanischer Politiker
- Hunter, Kathryn (* 1956), britische Schauspielerin und TheaterregisseurinKathryn Hunter (* 1956)

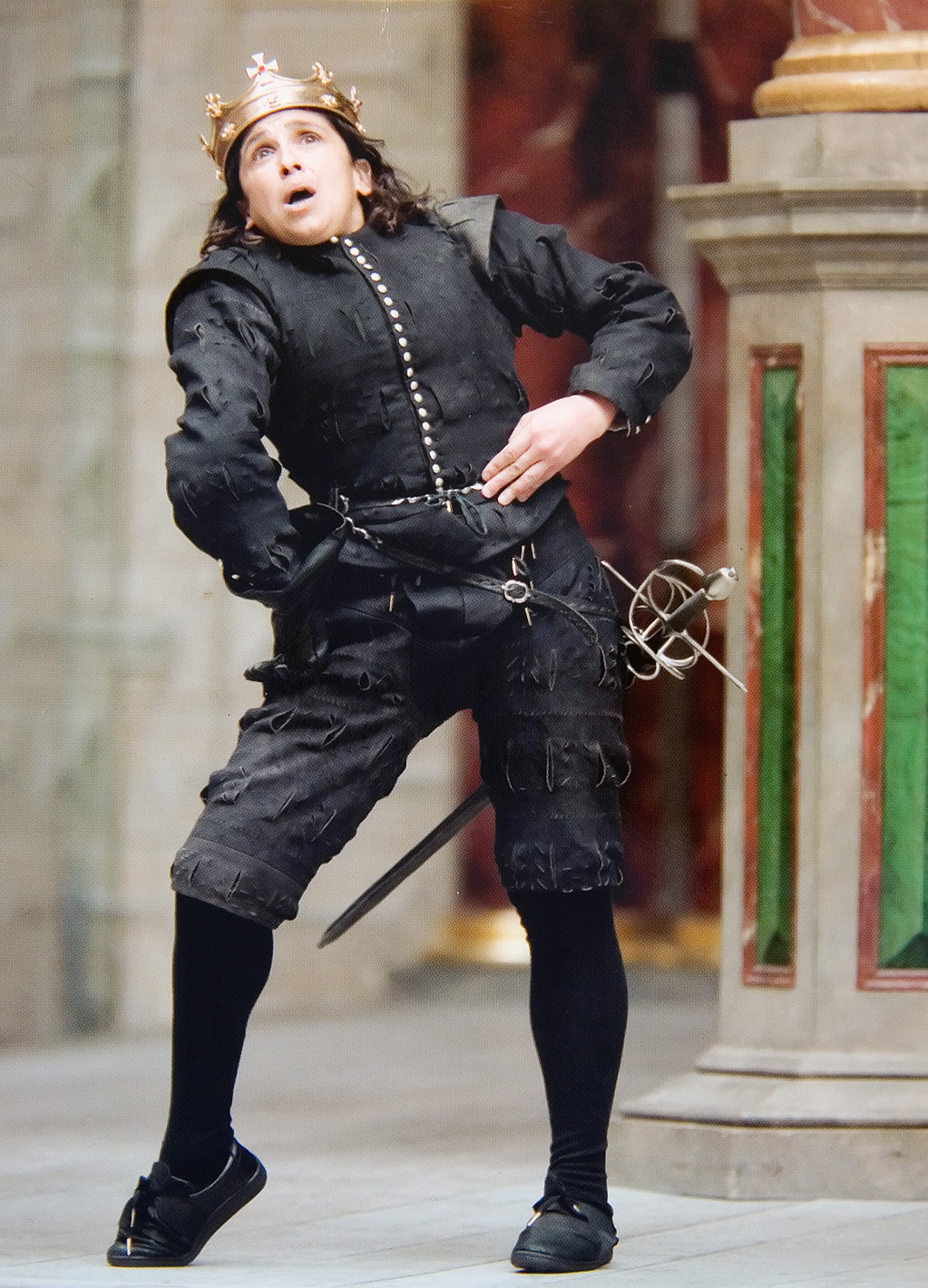
Kathryn Hunter (* 1956)

- Hunter, Keana (* 2004), US-amerikanische Synchronschwimmerin
- Hunter, Kenny (* 1962), schottischer Bildhauer und Hochschullehrer
- Hunter, Kerry Fatman (1971–2024), US-amerikanischer Jazzmusiker (Snaredrum)
- Hunter, Kim (1922–2002), US-amerikanische Schauspielerin
- Hunter, Kristin (1931–2008), US-amerikanische Schriftstellerin
- Hunter, Kyle (* 1973), kanadischer Badmintonspieler
- Hunter, Lindsey (* 1970), amerikanischer Basketballspieler und -trainer
- Hunter, Long John (1931–2016), US-amerikanischer Blues-Gitarrist, Sänger und Songwriter
- Hunter, Louis (* 1992), australischer Schauspieler
- Hunter, Lurlean (1919–1983), US-amerikanische Jazz-Sängerin
- Hunter, Lydia, US-amerikanische Schauspielerin und Filmschaffende
- Hunter, Malcolm (* 1950), kanadischer Skilangläufer
- Hunter, Mark (* 1962), kanadischer Eishockeyspieler, -trainer und -funktionär
- Hunter, Mark (* 1978), britischer Ruderer
- Hunter, Martin (* 1965), australischer Kanute
- Hunter, Mary Young (1872–1947), in Neuseeland geborene britisch-amerikanische Malerin und Aquarellistin
- Hunter, Maureen (* 1948), kanadische Dramatikerin
- Hunter, Maxwell (1922–2001), US-amerikanischer Raketentechniker und Raumfahrtpionier
- Hunter, McClenty, US-amerikanischer Jazzmusiker
- Hunter, Meredith (1951–1969), afro-amerikanischer Jugendlicher, der während eines Rolling-Stones-Konzertes erstochen wurde
- Hunter, Michael (* 1988), US-amerikanischer Boxer
- Hunter, Morton C. (1825–1896), US-amerikanischer Offizier und Politiker
- Hunter, Narsworthy († 1802), US-amerikanischer Politiker
- Hunter, Nicki (* 1979), US-amerikanische Pornodarstellerin, Produzentin, Regisseurin und VisagistinNicki Hunter (* 1979)

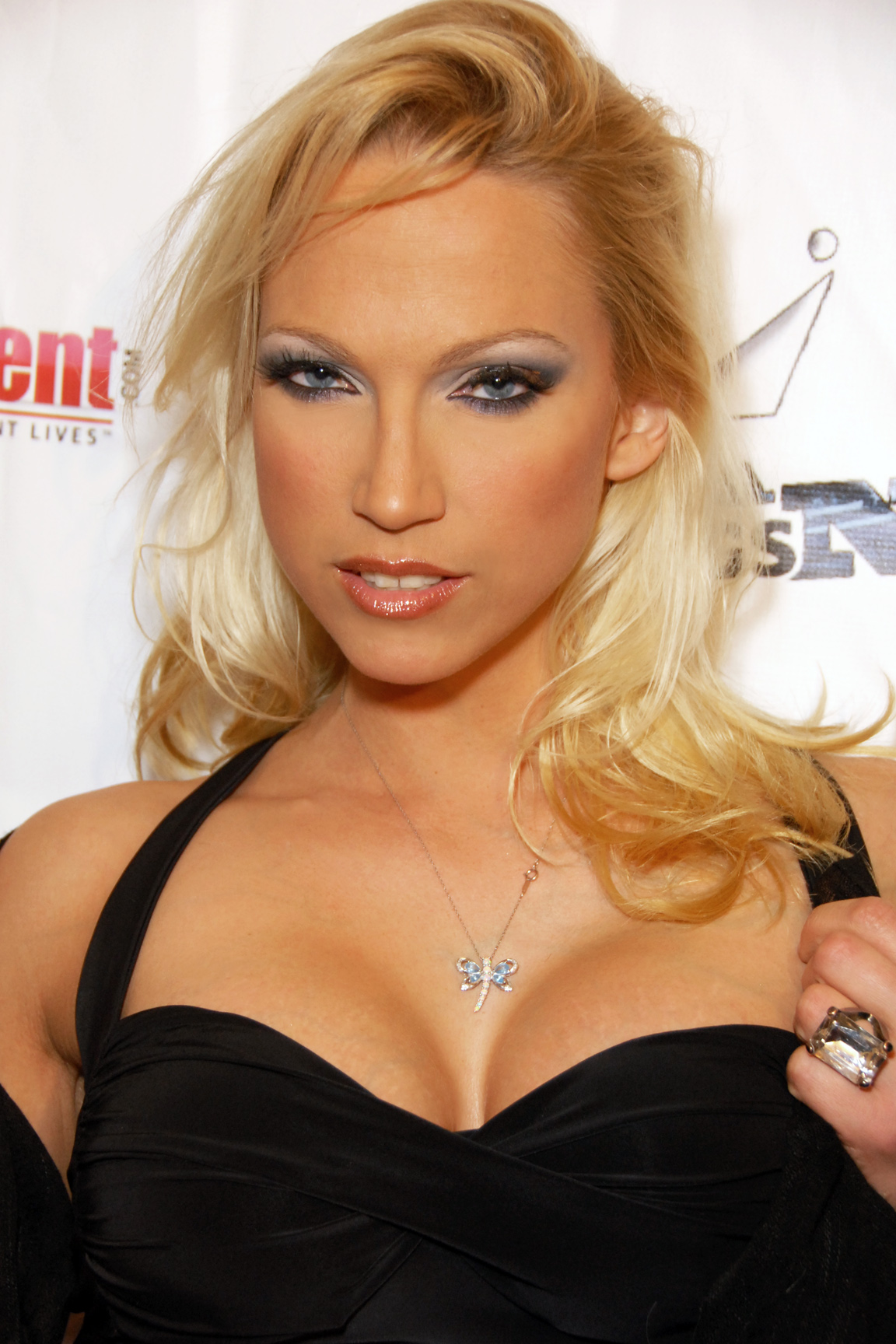
Nicki Hunter (* 1979)

- Hunter, Norman (1899–1995), britischer Kinderbuchautor
- Hunter, Norman (1943–2020), englischer Fußballspieler und -trainer
- Hunter, Othello (* 1986), US-amerikanisch-liberianischer Basketballspieler
- Hunter, Paul, US-amerikanischer Film- und Musikvideoregisseur
- Hunter, Paul (1978–2006), britischer Snooker-SpielerPaul Hunter (1978–2006)

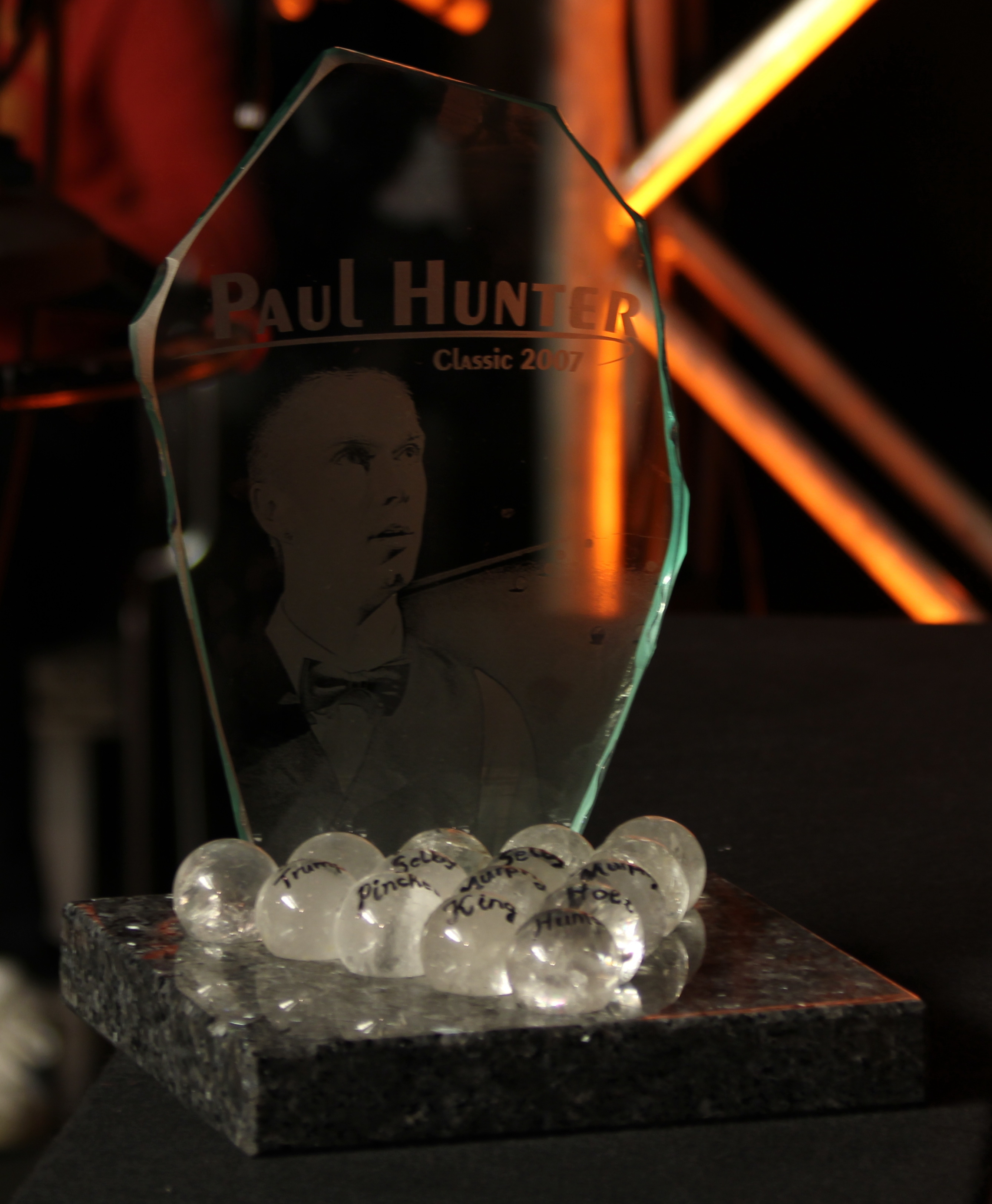
Paul Hunter (1978–2006)

- Hunter, Rachel (* 1969), neuseeländisches Fotomodell und Schauspielerin
- Hunter, Richard, schottischer Fußballspieler
- Hunter, Richard (* 1953), britischer Altphilologe
- Hunter, Richard C. (1884–1941), US-amerikanischer Politiker
- Hunter, Robert (1666–1734), Gouverneur der englischen Kolonien New York, New Jersey und Jamaika
- Hunter, Robert (1886–1971), US-amerikanischer Golfer
- Hunter, Robert (1941–2019), US-amerikanischer Lyriker, Poet und Singer-Songwriter
- Hunter, Robert (1941–2005), kanadischer Journalist, Autor und Politiker
- Hunter, Robert (* 1977), südafrikanischer Radrennfahrer
- Hunter, Robert E. (* 1940), US-amerikanischer Diplomat, Schriftsteller
- Hunter, Robert Mercer Taliaferro (1809–1887), US-amerikanischer Politiker, Außenminister der Konföderierten
- Hunter, Robert Sinclair (1904–1950), kanadischer Ruderer
- Hunter, Robert, Baron Hunter of Newington (1915–1994), britischer Mediziner und Hochschullehrer
- Hunter, Rodney, austro-amerikanischer Musik-Produzent, Dj
- Hunter, Ronald David, US-amerikanischer Kriminologe
- Hunter, Ross (1920–1996), US-amerikanischer Filmarchitekt
- Hunter, Ruby (1955–2010), australische Sängerin
- Hunter, Samuel (1894–1976), britischer Radrennfahrer
- Hunter, Samuel D. (* 1981), amerikanischer Dramatiker
- Hunter, Sarah (* 1965), kanadische Rollstuhltennisspielerin
- Hunter, Sarah (* 1986), US-amerikanische Schauspielerin und Model
- Hunter, Shirlee (* 1939), US-amerikanische Country-Musikerin
- Hunter, Sonya (* 1965), US-amerikanische Sängerin und Songwriterin
- Hunter, Stafford (* 1969), US-amerikanischer Musiker (Posaune, auch Gesang) des Modern Jazz
- Hunter, Stephen (* 1946), US-amerikanischer Schriftsteller
- Hunter, Stephen (* 1968), neuseeländischer Schauspieler zbd SynchronsprecherStephen Hunter (* 1968)

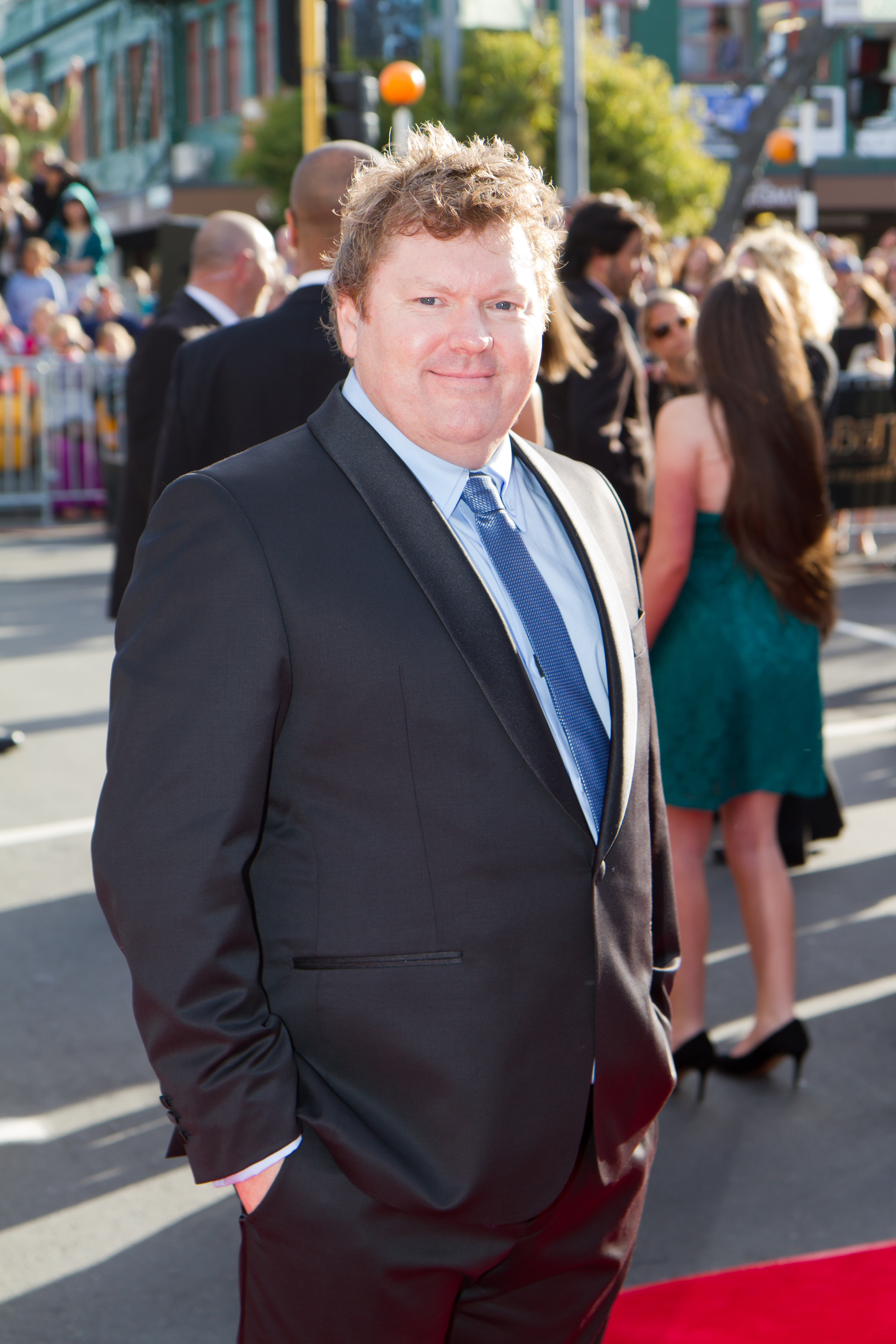
Stephen Hunter (* 1968)

- Hunter, Steve (* 1948), US-amerikanischer Rock-Gitarrist und Komponist
- Hunter, Storm (* 1994), australische Tennisspielerin
- Hunter, Tab (1931–2018), US-amerikanischer Schauspieler und Popsänger
- Hunter, Taylor (* 1993), US-amerikanischer Fußballspieler
- Hunter, Thomas (1932–2017), US-amerikanischer Schauspieler und Autor
- Hunter, Tim (* 1947), US-amerikanischer Regisseur
- Hunter, Tim (* 1960), kanadischer Eishockeyspieler und -trainer
- Hunter, Tom, US-amerikanischer Lacrossespieler
- Hunter, Tommy (* 1937), kanadischer Country-Sänger
- Hunter, Tony (* 1943), britisch-US-amerikanischer Biochemiker
- Hunter, Torii (* 1975), US-amerikanischer Baseballspieler
- Hunter, Travis (* 2003), US-amerikanischer American-Football-SpielerTravis Hunter (* 2003)

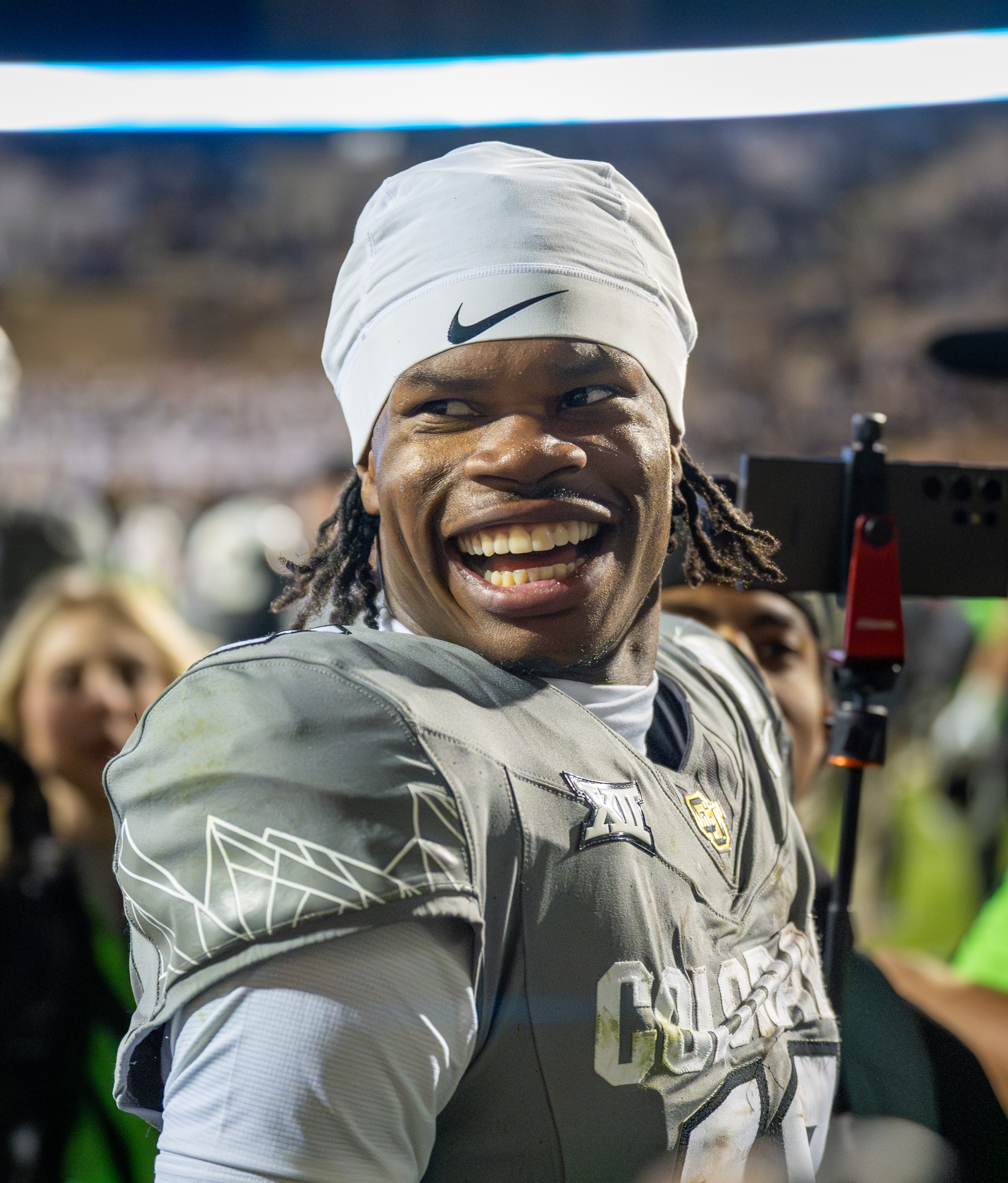
Travis Hunter (* 2003)

- Hunter, Trent (* 1980), kanadischer Eishockeyspieler
- Hunter, Virgil, US-amerikanischer Boxtrainer
- Hunter, W. Godfrey (1841–1917), irisch-amerikanischer Diplomat und Politiker
- Hunter, William (1718–1783), schottischer Anatom und Geburtshelfer sowie Kunstsammler
- Hunter, William (1754–1827), US-amerikanischer Politiker
- Hunter, William (1774–1849), US-amerikanischer Politiker
- Hunter, William Alexander (1844–1898), britischer Jurist und Politiker, Mitglied des House of Commons
- Hunter, William F. (1808–1874), US-amerikanischer Politiker
- Hunter, William H. († 1842), US-amerikanischer Politiker
- Hunter, William Wilson (1840–1900), schottischer Politiker und Schriftsteller
- Hunter-Galvan, Liza (* 1969), neuseeländische Marathonläuferin
- Hunter-Reay, Ryan (* 1980), US-amerikanischer Automobilrennfahrer
- Hunter-Rodwell, Cecil (1874–1953), britischer Kolonialgouverneur
- Hunter-Russell, Scott (* 1970), australischer Bogenschütze
- Hunter-Weston, Aylmer (1864–1940), britischer General
- Hunterz, britischer Musiker

#### Huntf
- Huntford, Roland (* 1927), britischer Historiker, Autor und Journalist

#### Huntg
- Huntgeburth, Hermine (* 1957), deutsche Filmregisseurin, -produzentin und HochschullehrerinHermine Huntgeburth (* 1957)

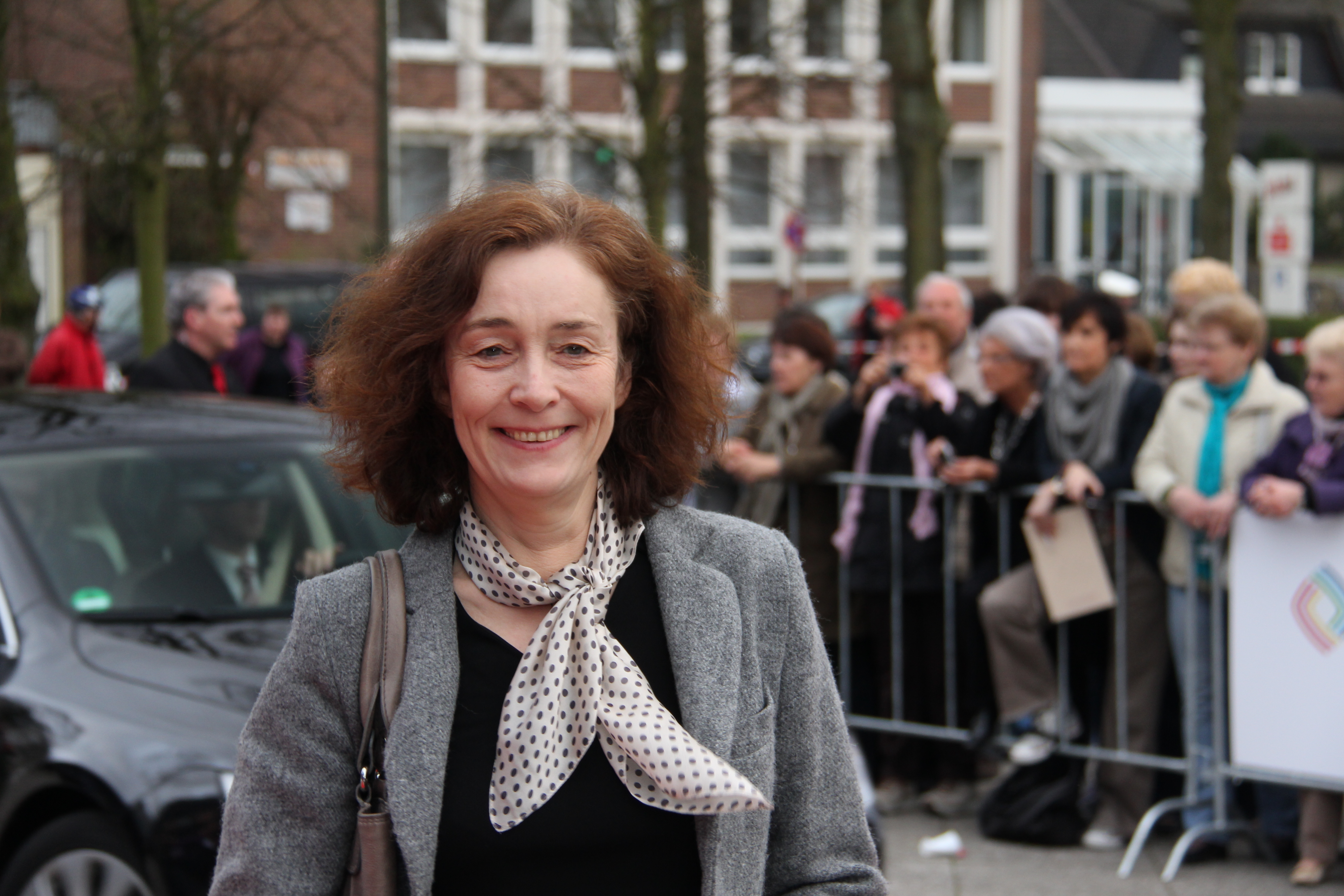
Hermine Huntgeburth (* 1957)

#### Hunth
- Hunthausen, Raymond Gerhardt (1921–2018), US-amerikanischer Geistlicher, Lehrer und Rektor, römisch-katholischer Erzbischof von Seattle

#### Hunti
- Hunting, John (1935–2024), englischer Fußballschiedsrichter
- Hunting, Tom (* 1965), US-amerikanischer SchlagzeugerTom Hunting (* 1965)

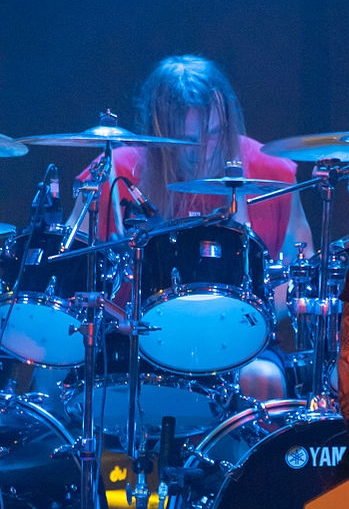
Tom Hunting (* 1965)

- Huntingdon, Oliver (* 2000), britischer Schauspieler
- Huntington Miller, Emily (1833–1913), US-amerikanische Autorin, Pädagogin und Hochschullehrerin
- Huntington Vernon, Susan (1869–1945), US-amerikanische Pädagogin
- Huntington, Abel (1777–1858), US-amerikanischer Arzt und Politiker
- Huntington, Anna Hyatt (1876–1973), US-amerikanische Bildhauerin
- Huntington, Arabella (1851–1924), US-amerikanische Kunstmäzenin und Kunstsammlerin
- Huntington, Archer Milton (1870–1955), US-amerikanischer Multimillionär, Philanthrop, Museumsgründer, Bibliophiler und Hispanist
- Huntington, Benjamin (1736–1800), US-amerikanischer Politiker
- Huntington, Bill (* 1937), amerikanischer Jazzmusiker (Kontrabass, zunächst Banjo; weitere Instrumente)
- Huntington, Collis P. (1821–1900), US-amerikanischer Eisenbahnunternehmer
- Huntington, Daniel (1816–1906), US-amerikanischer Maler
- Huntington, Ebenezer (1754–1834), US-amerikanischer Politiker
- Huntington, Eddy (* 1965), englischer Popsänger
- Huntington, Edward Vermilye (1874–1952), US-amerikanischer Mathematiker
- Huntington, Elanor, australische Physikerin und Ingenieurin
- Huntington, Elisha (1795–1865), US-amerikanischer Politiker
- Huntington, Ellsworth (1876–1947), US-amerikanischer Geograph und Ökonom
- Huntington, George (1850–1916), US-amerikanischer Arzt
- Huntington, George Ray (1868–1923), amerikanischer Eisenbahnmanager
- Huntington, Henry (1766–1846), US-amerikanischer Rechtsanwalt, Geschäftsmann und Politiker
- Huntington, Henry E. (1850–1927), amerikanischer Eisenbahn-Tycoon und Kunstsammler
- Huntington, Jabez W. (1788–1847), US-amerikanischer Politiker (Whig Party)
- Huntington, Lawrence (1900–1968), britischer Regisseur und Drehbuchautor
- Huntington, Maria (* 1997), finnische Siebenkämpferin
- Huntington, Ronald (1921–1998), kanadischer Politiker der Progressiv-konservativen Partei (PC)
- Huntington, Sam (* 1982), US-amerikanischer SchauspielerSam Huntington (* 1982)

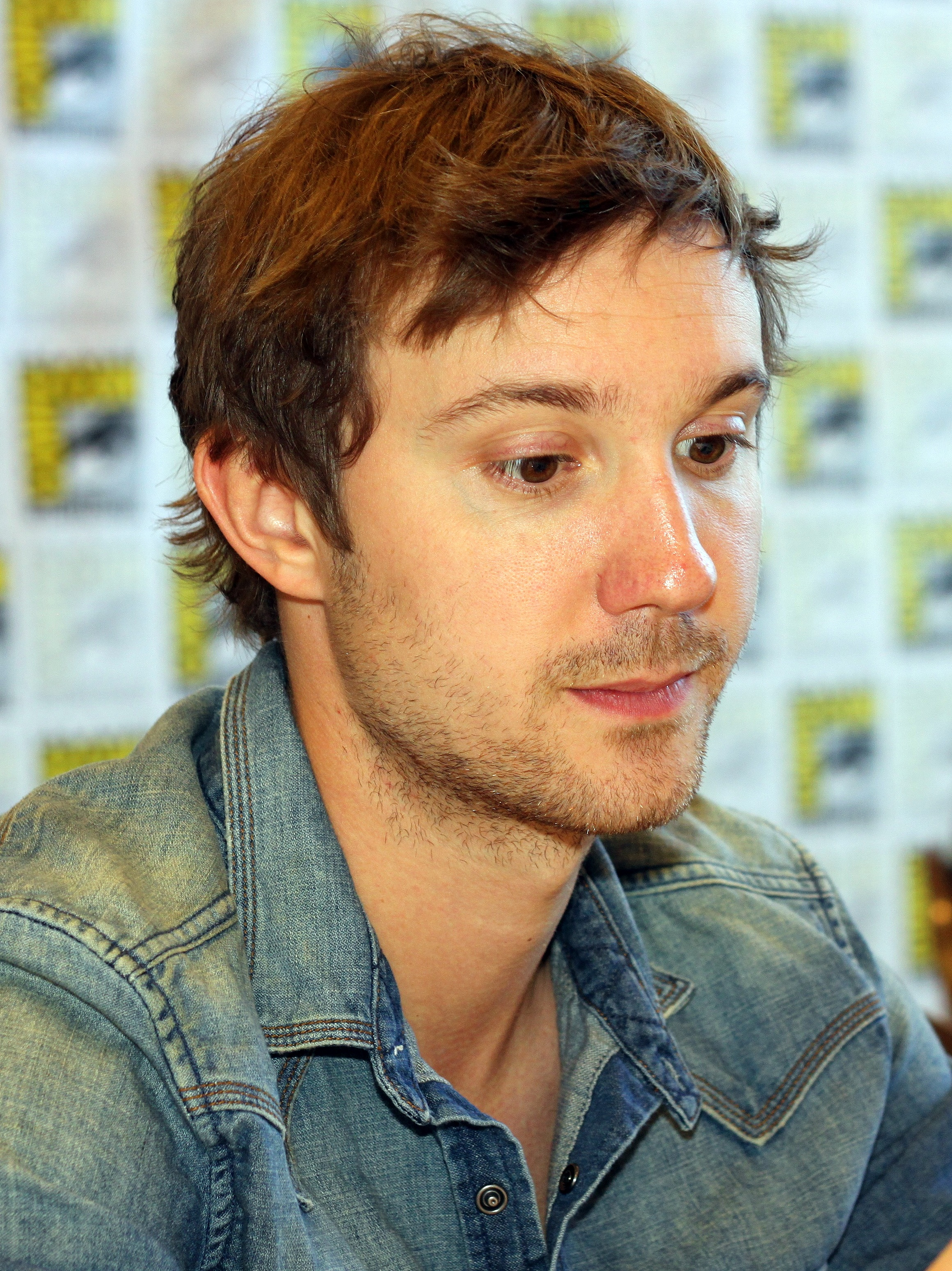
Sam Huntington (* 1982)

- Huntington, Samuel (1731–1796), Anführer der Amerikanischen Unabhängigkeitsbewegung und einer der Gründerväter der Vereinigten Staaten
- Huntington, Samuel (1765–1817), US-amerikanischer Jurist und Politiker
- Huntington, Samuel P. (1927–2008), US-amerikanischer Politikwissenschaftler und Autor
- Huntington-Whiteley, Rosie (* 1987), britisches Model und SchauspielerinRosie Huntington-Whiteley (* 1987)

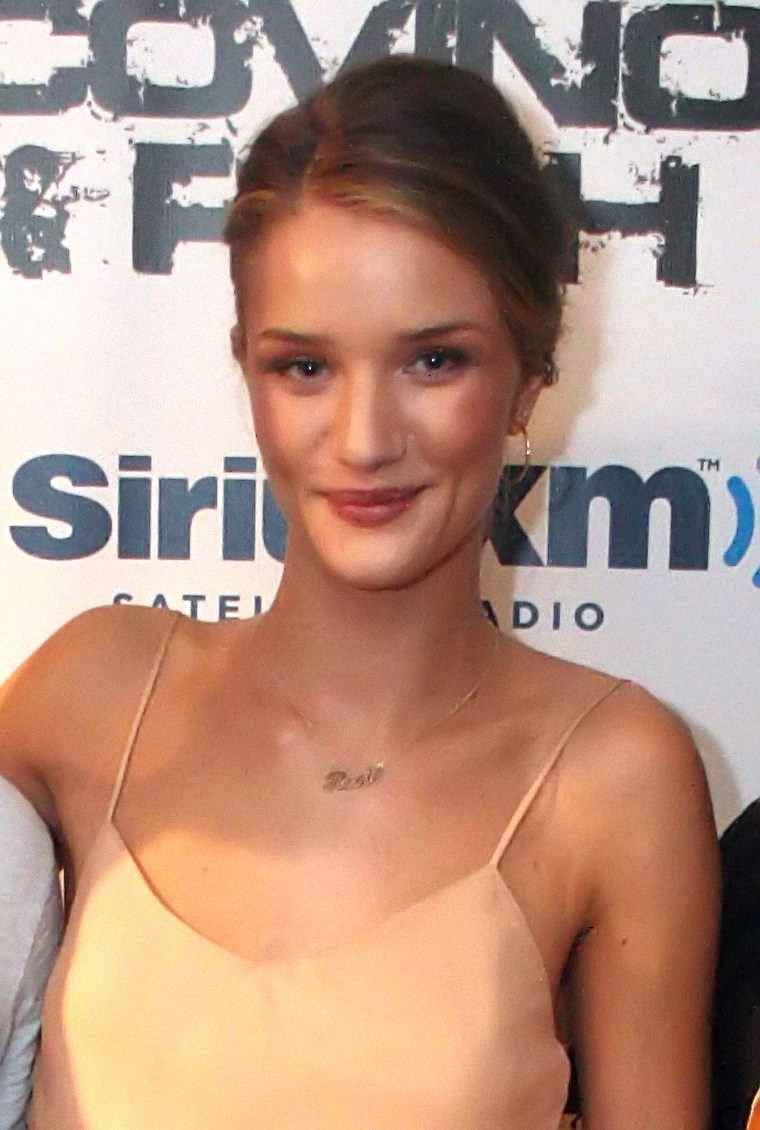
Rosie Huntington-Whiteley (* 1987)

#### Huntl
- Huntley, Chet (1911–1974), US-amerikanischer Fernsehmoderator
- Huntley, George Hayd (1905–2001), US-amerikanischer Kunsthistoriker
- Huntley, Henry Vere (1795–1864), Leutnantgouverneur von Gambia
- Huntley, Joni (* 1956), US-amerikanische Hochspringerin
- Huntley, Noah (* 1974), britischer Schauspieler
- Huntley, Raymond (1904–1990), britischer Schauspieler
- Huntley, Tyler (* 1998), US-amerikanischer American-Football-Spieler
- Huntly McCarthy, Justin (1860–1936), irischer Politiker und Schriftsteller
- Huntly McCrae, Georgiana (1804–1890), schottisch-australische Malerin und Tagebuchschreiberin

#### Hunto
- Hunton, Eppa (1822–1908), US-amerikanischer Politiker
- Hunton, Jonathan G. (1781–1851), Gouverneur von Maine
- Huntoon, David H. (* 1951), US-amerikanischer Militär, General der US Army
- Huntoon, George (1913–1997), US-amerikanischer Autorennfahrer

#### Hunts
- Huntsman junior, Jon (* 1960), US-amerikanischer Politiker und Diplomat
- Huntsman, Adam (1786–1849), US-amerikanischer Politiker
- Huntsman, Benjamin (1704–1776), englischer Erfinder, Metallgießer und Hersteller von Gussstahl
- Huntsman, Jon senior (1937–2018), US-amerikanischer Industrieller

#### Huntz
- Huntziger, Charles (1880–1941), französischer General
- Huntzinger, Jacques Gabriel (* 1943), französischer Diplomat

### Hunu
- Hunulf († 493), Fürst der Skiren

### Hunw
- Hunwick, Matt (* 1985), US-amerikanischer Eishockeyspieler
- Hunwick, Shawn (* 1987), US-amerikanischer Eishockeytorwart

### Huny
- Hunyadi, Demeter († 1592), Theologe und Leiter der Unitarischen Kirche in Siebenbürgen
- Hunyadi, Johann († 1456), transsilvanischer Staatsmann und HeeresführerJohann Hunyadi († 1456)

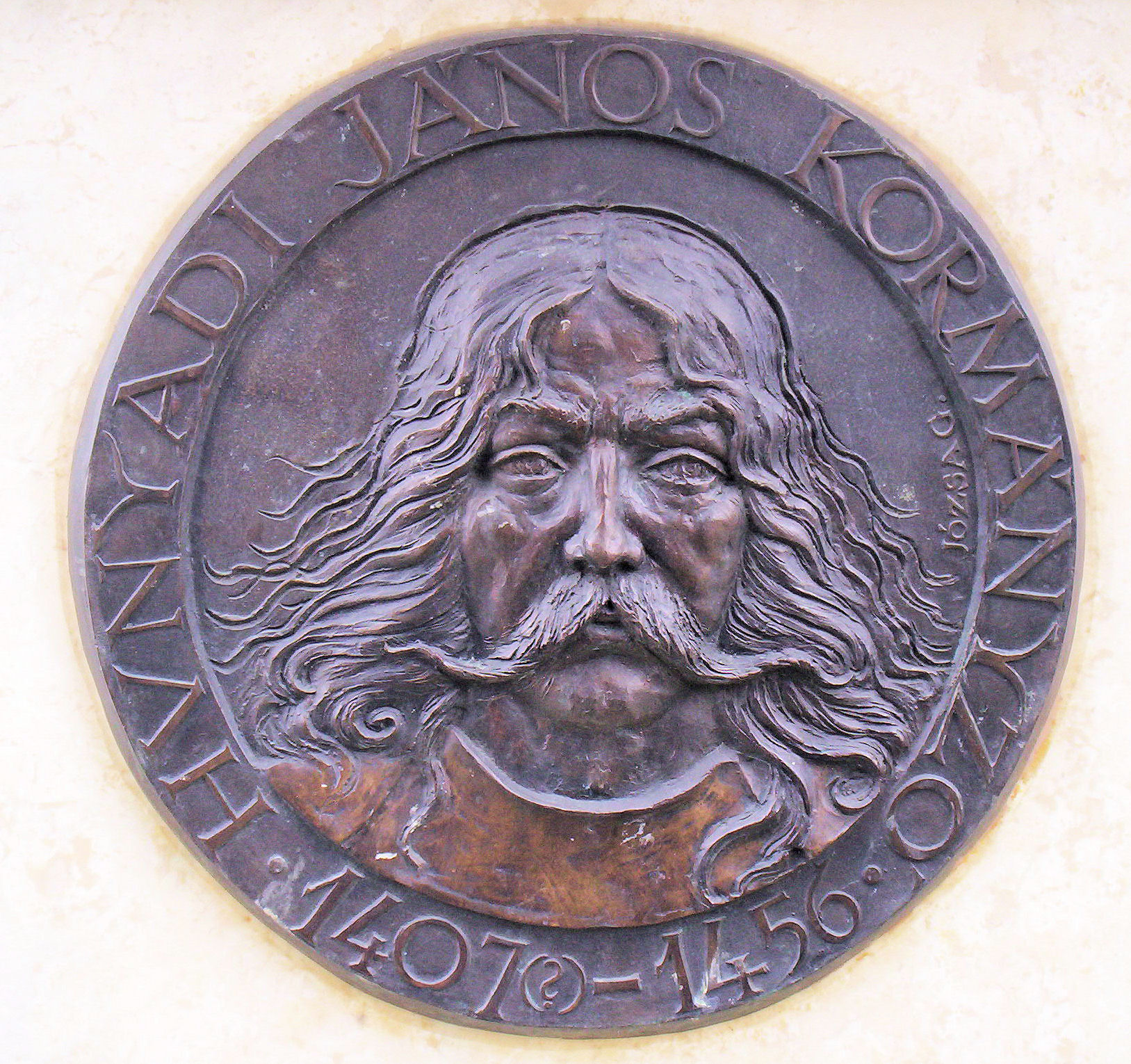
Johann Hunyadi († 1456)

- Hunyadi, Ladislaus (1433–1457), ungarischer Staatsmann und Krieger
- Hunyadi, László (* 1933), ungarischer Bildhauer, Metallarbeiter und Industriekünstler
- Hunyady, Emese (* 1966), österreichische Eisschnellläuferin
- Hunyady, Josef von (1801–1869), Erster Obersthofmeister am österreichischen Kaiserhof
- Hunyady, Karoline Gräfin (1836–1907), ungarische Adelige, Hofdame bei Kaiserin Elisabeth von Österreich-Ungarn

### Hunz
- Hunzdorfer, Leonhard († 1526), 46. Abt des Benediktinerstiftes Kremsmünster
- Hunzeker, Kenneth W. (* 1952), US-amerikanischer Offizier, Generalleutnant der US-Army
- Hunziker, Andrin (* 2003), Schweizer Fussballspieler
- Hunziker, Annina (* 1993), Schweizer Schauspielerin
- Hunziker, Antoinette (* 1960), Schweizer Unternehmerin und Bankfachfrau
- Hunziker, Armando (1919–2001), argentinischer Botaniker
- Hunziker, Bruno (1930–2000), Schweizer Politiker (FDP) und Wirtschaftsanwalt
- Hunziker, Chrigel Christian (1955–2023), Schweizer Unternehmer und Autor
- Hunziker, Christopher T. (* 1956), Schweizer Künstler
- Hunziker, Cyrill (* 1992), Schweizer Freestyle-Skisportler
- Hunziker, Daniel Robert (* 1965), Schweizer bildender Künstler
- Hunziker, Elise (1860–1935), schweizerische Blumen- und Früchtemalerin
- Hunziker, Erich (* 1953), Schweizer Manager
- Hunziker, Eugen († 1983), Schweizer Feldhandballspieler
- Hunziker, Eugen (* 1934), Schweizer Manager
- Hunziker, Hans (1874–1942), Schweizer Unternehmer
- Hunziker, Hans (1878–1941), Schweizer Arzt
- Hunziker, Hans (1879–1951), Schweizer Ingenieur
- Hunziker, Hans-Jürg (* 1938), Schweizer Schrift- und typografischer Gestalter und Kunstlehrer
- Hunziker, Hans-Werner (1934–2011), Schweizer Psychologe und Lernentwickler
- Hunziker, Heinrich (1879–1982), Schweizer Mediziner
- Hunziker, Hermann (1840–1910), Schweizer Landschaftsmaler
- Hunziker, Jakob (1827–1901), Schweizer Gymnasiallehrer, Dialektologe und Volkskundler
- Hunziker, Jonas (* 1994), Schweizer Freestyle-Skisportler
- Hunziker, Karl Otto (1841–1909), Schweizer Pädagoge und Pfarrer
- Hunziker, Manfred (* 1939), Schweizer Alpinist und Autor
- Hunziker, Marina (* 1990), Schweizer Ozeanruderin
- Hunziker, Max (1901–1976), Schweizer Maler
- Hunziker, Michelle (* 1977), schweizerisch-italienische Moderatorin, Schauspielerin, Model und SängerinMichelle Hunziker (* 1977)

Michelle Hunziker (* 1977)

- Hunziker, Nicolas (* 1996), Schweizer Fußballspieler
- Hunziker, Oliver (* 1965), Schweizer Vertreter der Väterbewegung
- Hunziker, Otto (1879–1940), Schweizer Politiker und Richter
- Hunziker, Remo (* 1992), Schweizer Eishockeyspieler
- Hunziker, Rudolf (1870–1946), Schweizer Literatur- und Musikwissenschaftler
- Hunziker, Stefan (* 1978), Schweizer Wirtschaftswissenschaftler und Professor
- Hunziker, Walter (1935–2012), Schweizer Physiker und Hochschullehrer
- Hunziker-Rodewald, Régine (* 1953), deutsch-schweizerische evangelische Theologin und Hochschullehrerin
- Hunzinger, Alexander (1910–1959), deutscher Schauspieler
- Hunzinger, August Wilhelm (1871–1920), deutscher evangelischer Theologe
- Hunzinger, Claus-Hunno (1929–2021), deutscher evangelischer Theologe
- Hunzinger, Ingeborg (1915–2009), deutsche BildhauerinIngeborg Hunzinger (1915–2009)

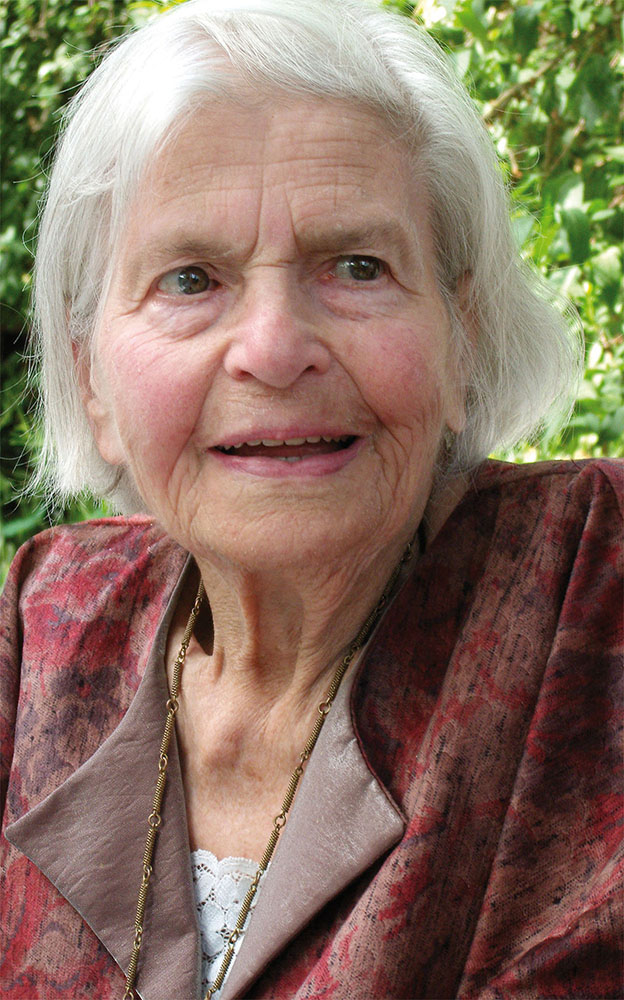
Ingeborg Hunzinger (1915–2009)

- Hunzinger, Moritz (* 1959), deutscher Public Relations-Berater
- Hunzinger, Walther (1905–1972), deutscher evangelischer Theologe
- Hunzinger, Werner (1816–1861), deutschamerikanischer Stilllebenmaler, Landschaftsmaler und Genremaler der Düsseldorfer Schule
- Hunzinger, Yasmina (* 1977), schweizerisch-deutsche Sängerin und Songwriterin
- Hunzvi, Chenjerai (1949–2001), simbabwischer Politiker